# Százéves háború
A százéves háború 116 évig (1337–1453) tartó konfliktussorozat volt az Angol és a Francia Királyság között. A háború tétje a francia területen lévő angol birtokok sorsa volt. Az összecsapások közvetlen kiváltó oka III. Eduárd angol király és VI. Fülöp francia uralkodó feudális viszonyában keresendő. Eduárd nemcsak angol király, hanem Aquitania hercege, így francia főnemes is volt, amiből az következett, hogy Fülöp vazallusának számított. A francia uralkodó azonban olyan intézkedéseket hozott hatalma koncentrálására, amelyeket az angol király nem tudott elfogadni.
A háború nagyjából három nagy, a domináns uralkodókhoz köthető szakaszra bontható. Az első 1337-től 1360-ig tartott, és III. Eduárd nagy győzelmeit hozta. 1369 és 1389 között megfordult a hadi szerencse, és az V. Károly vezette franciáknak majdnem sikerült kiűzniük az angolokat a kontinensről. A harmadik, 1415-től 1453-ig tartó szakasz a Lancaster-házi uralkodókhoz köthető. Ennek első része (1415–1429) ismét angol diadalokat hozott, majd 1429-től, Jeanne d’Arc feltűnésével francia győzelmek következtek. Mivel az orléans-i szűz megjelenése után döntő változáson ment át a háború, érdemes az általa fémjelzett korszakot is külön tárgyalni.
A 12. század végétől az egymást követő francia királyok kisebb-nagyobb intenzitással zaklatták az angolokat, akik újabb és újabb területi engedményekre kényszerültek. Egykor hatalmas birtokaik a 14. század második harmadára Gascogne-ra olvadtak. 1328-ban utód nélkül meghalt IV. Károly francia király. A trónon VI. Fülöp követte, aki megpróbálta hatalmát kiterjeszteni az angol területre. III. Eduárd angol király nem tűrte jogai korlátozását, és hadba indult Fülöp ellen. Mivel IV. (Szép) Fülöp unokájaként jogot formálhatott a trónra, francia királynak kiáltotta ki magát.
A franciák 1337-ben betörtek Gascogne-ba és tengeri háborút indítottak az angolok ellen. 1340-ben az angol hajóhad súlyos vereséget mért a francia flottára a sluysi csatában, és megkezdődött az invázió. 1346. augusztus 26-án a két sereg megütközött Crécynél, és az angolok új taktikája, a gyalogosan védekező nehézlovasok és az íjászok együttes alkalmazása, diadalmaskodott a franciák régi harcmodora felett. Eduárd elfoglalta Calais-t, majd a felek 1347-ben békét kötöttek.
Ezután évekig nem voltak jelentős hadmozdulatok, mivel mindkét országot megtizedelte a pestis. 1355-ben ismét fellángoltak a harcok, és az angolok pusztító és zsákmányoló betöréseket, chevauchée-kat indítottak Normandiában. A következő évben a franciák vereséget szenvedtek a poitiers-i csatában, és királyuk, II. János fogságba esett. Franciaországban parasztlázadás tört ki. 1360-ban a felek békét kötöttek Brétignyben, amely elismerte az angol hódításokat.
1370-ben a franciák Bertrand du Guesclin vezetésével megtámadták az angolokat. A hadvezér ritkán vállalt nyílt csatát, helyette rajtaütéseket alkalmazott és előszeretettel foglalta el az elszigetelt várakat, városokat. Fontos csatát nyert Pontvallainnál. 1371-ben az angol csapatok vezére, a Fekete Herceg betegsége miatt visszatért Angliába, helyét testvére, Genti János lancasteri herceg vette át. Folytatódott a francia térnyerés, amire az angolok szokott fosztogató útjaikkal válaszoltak. 1380-ra mindkét ország kifulladt, és a felek ismét békét kötöttek.
1380-tól Angliában és Franciaországban is kiskorú király ült a trónon. Helyettük az egymással vetélkedő rokonok irányították a politikát. Franciaországban kiélezett küzdelem kezdődött a trónörököst támogató armagnacok és a burgundiaiak között. Angliában 1399-ben IV. Henrik megszerezte a koronát az egyre zsarnokibb II. Richárdtól, majd fia V.Henrik 1415-ben elindult visszaszerezni birtokait. Október 25-én az azincourt-i csatában az angolok súlyos vereséget mértek a franciákra. III. Fülöp burgundi herceg szövetséget kötött az angolokkal, és hatalmas területeket foglaltak el. 1420-ban megkötötték a troyes-i egyezményt, amelynek értelmében VI. Károly francia király V. Henriket jelölte ki örökösének.
1428-ban az angolok megkezdték Orléans ostromát, de 1429 áprilisában a Jeanne d’Arc vezette francia sereg felmentette a várost. A franciák az orléans-i szűz látomásain felbuzdulva elfoglalták Reimst, ahol megkoronázták a trónörököst, VII. Károlyt. 1435-ben a burgundiak és a franciák megkötötték az arrasi békét, és a hercegség korábbi szövetségese ellen fordult. Ettől kezdve az angolok folyamatosan adták fel a területeket. A háború befejeződését jelentősen felgyorsította, hogy az 1440-es évek végén az angol kormányzat tehetetlen és korrupt volt. 1453-ban véget ért a háború, és az angolok csak Calais-t tudták megtartani. A francia területek egyesültek, Angliában pedig kitört a rózsák háborúja.

## Angolok francia földön

Angol területek vörössel, bordóval 1171-ben, a dátum megszerzésük idejét jelöli

Az Angliát meghódító normannok viking elődei III. Károly nyugati frank király engedélyével 911-ben telepedtek le Normandiában. 1066-ban a hastingsi csatában legyőzték az angolszászokat, és megkezdték az anglonormann hatalmi struktúra kiépítését a mai Anglia területén. Ebből kifolyólag az angliai elit még a 12. században is szoros normandiai gyökerekkel bírt, és nyelve is egyfajta francia dialektus volt. Az 1399-ben trónra lépő IV. Henrik volt az első uralkodó több mint 300 év elteltével, akinek az angol volt az anyanyelve.
I. Vilmossal kezdődött az a furcsa helyzet, hogy Anglia királyának a Francia Királyságban is voltak birtokai, és azok uraként a francia király vazallusa volt. Az angol uralkodók közül II. Henrik lett a legnagyobb birtokos: apjától Anjou és Maine grófi címét örökölte, anyja révén pedig Normandia hercege lett. Miután feleségül vette Aquitaniai Eleonórát, megszerezte Aquitaniát és Gascogne-t is. 1172-ben már nagyobb területet birtokolt Franciaországban, mint bármely király a Karoling-ház 891-es bukása óta.
A 12–13. században II. Fülöp Ágost francia király hadjáratokat indított az angol területek ellen, majd utódai folytatták a hadakozást, folyamatosan csökkentve az angol területeket. János király 1200-ban a Le Goulet-i szerződésben csak igen előnytelen feltételekkel tudta elismertetni kontinentális birtokait, többek között elfogadta, hogy a francia király beavatkozhat a francia hűbéreseivel folytatott vitáiba. Ezzel az angol uralkodó helyzete közeledett a francia király más hűbéreseiéhez.
1202-ben kitört a háború a franciák és az angolok között. A következő években francia ellenőrzés alá került Normandia, Anjou, Maine, Touraine és Poitou egy része. Miután az angolok alulmaradtak az 1214. július 27-ei bouvines-i csatában, kénytelenek voltak elfogadni a területi veszteségeket. Az 1258. május 28-án kelt párizsi szerződésben III. Henrik angol király lemondott területi követeléseiről. A Csatorna-szigetek az angol korona tulajdonában maradtak, és a király megőrizte francia főúri tisztét is. Birtokában maradt Aquitania egy része és Gascogne. Lajos átengedte Limoges-t, Cahors-t és Périgueux-t, valamint vállalta, hogy bérleti díjat fizet Agenais-ért.
A franciák a szerződés után sem hagyták abba az angolok zaklatását a határterületeken, és többször kifejezték álláspontjukat, hogy a hercegség csak zálogként van az angolok birtokában. 1294 és 1303 között a harcok felerősödtek, majd a felek 1324-ben megvívták a rövid saint-sardos-i háborút, amely tovább csökkentette az angol területeket. Négy év múlva utód nélkül meghalt IV. Károly francia király, és a francia nemeseknek kellett eldönteniük, ki legyen az új uralkodó.

### Vita a trónról
A posztra két jelölt volt: III. Eduárd és Valois Fülöp, két rokon. Az angol király III. Fülöp dédunokája, Valois Fülöp pedig unokája volt. Eduárd azonban királyi ágról származott, ugyanis nagyapja IV. Fülöp volt, és három nagybátyja – X. Lajos, V. Fülöp és IV. Károly – is ült a trónon. Fülöp ezzel szemben oldalági leszármazott, Károly, Valois grófjának fia volt.

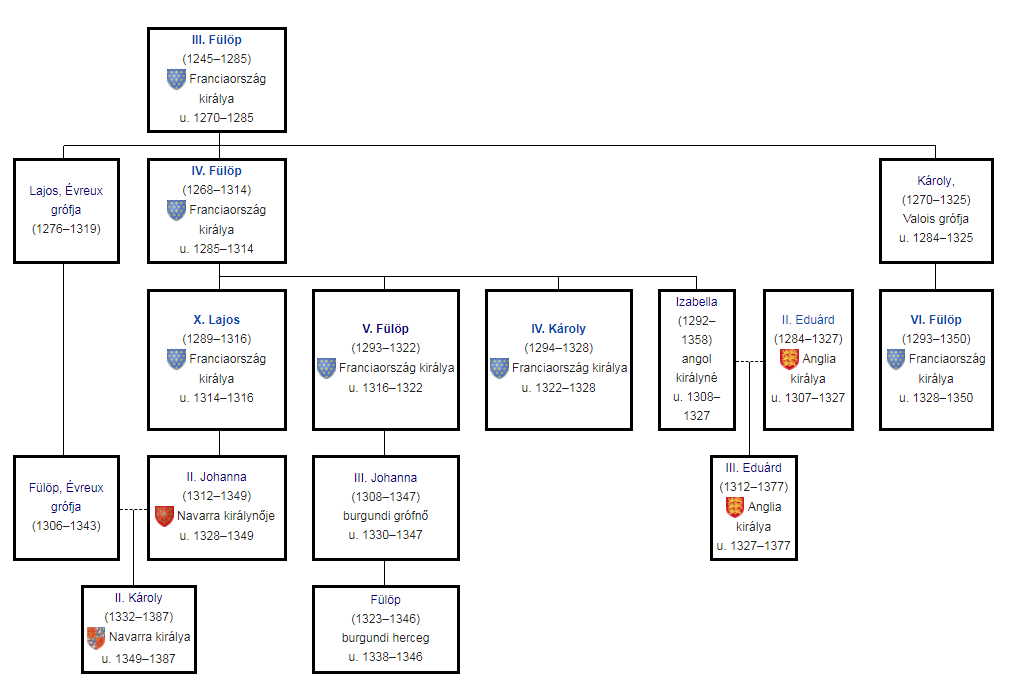
A francia uralkodók családfája a százéves háború előtt

A régi feudális szokásjog értelmében anyja révén III. Eduárd következett volna. Izabella – Valois Fülöp első unokatestvére – azonban népszerűtlen volt a francia nemesek körében, ezért a száli törvényre hivatkozva őt és fiát is kizárták az örökösödésből, és Fülöpöt emelték trónra.
A Lex Salica, vagyis a száli frankok 6. századi jogszabálygyűjteménye kizárta a nőági örökösödést, de Franciaországban – 1316-ig – már évszázadok óta nem alkalmazták. 1316-ban V. Fülöp hivatkozott rá, hogy megakadályozza elhunyt bátyja lánya, Johanna öröklését.
Eduárd angliai helyzete nem engedte meg, hogy azonnal fellépjen trónigényével, mivel fontos volt a béke megőrzése Franciaországgal, ami kizárta a nyílt francia beavatkozást az angol–skót viszályban. 1329-ben Eduárd elismerte királynak Fülöpöt, majd Aquitania hercegeként és Ponthieu grófjaként letette a hűbéri esküt Amiens-ben.
1330-ban Eduárd kivégeztette Roger Mortimert, és megszerezte a kormánya fölötti teljes ellenőrzést. A következő években a skótokkal háborúzott, akiket 1333-ban a Halidon Hill-i csatában súlyosan megvert. 1336-ig első számú célja Skócia leigázása volt.
A két király hosszú időn át tárgyalásokkal próbálta rendezni Gascogne ügyét. 1331-ben Eduárd és Fülöp titokban találkozott Pont-Sainte-Maxence-ben, hogy a tartós békéről tárgyaljon, majd egy évvel később elhatározta, hogy együtt indul keresztes hadjáratra. A két ország közötti összecsapás, a békeszándék ellenére, elkerülhetetlen volt, aminek elsődleges oka a francia király szuverenitásának növekedésében keresendő. Az angol uralkodónak mint vazallus hercegnek elfogadhatatlan volt jogainak csorbítása.

### Lépések a háború felé

Rózsaszínnel az angol területek a háború kitörésekor

1334-ben a tízéves II. Dávid skót király Párizsba menekült, és Fülöp bejelentette, a jövőben csak olyan megállapodást hajlandó Eduárddal kötni, amely a skót király érdekeit is figyelembe veszi. 1335-ben XII. Benedek pápának sikerült egy angol–skót békemegállapodást tető alá hozni, majd a következő évben arra biztatta az angol és a francia uralkodót, hogy induljanak el a korábban megbeszélt közös hadjáratukra a Szentföldre. 1336-ban Fülöp hadjáratot tervezett skót szövetségese megsegítésére, és júliusban Pierre Roger, Rouen érseke, a későbbi VI. Kelemen pápa bejelentette, hogy a francia uralkodó hatezer katonát küld Skóciába.
Az angol uralkodó kénytelen volt új adót kivetetni, hogy finanszírozni tudja a várható összecsapás költségeit. Ugyanebben az évben Eduárd befogadta a Franciaországban halálra ítélt Róbert artois-i herceget, Fülöp sógorát. Róbert később hasznos összekötő lett az angolok és az elégedetlen észak-franciaországi nemesek között. Hasonló hasznot hajtottak Eduárd feleségének németalföldi kapcsolatai is.
1336 augusztusában Eduárd gyapjúkiviteli embargót vezetett be Flandria ellen, amelynek vezetője a franciabarát Lajos nevers-i herceg volt, aki korábban letartóztatta a területén tevékenykedő angol kereskedőket. A kiviteli tilalom a flamand ipar összeomlásával fenyegetett. Fülöp válaszként Gascogne-ban bevezette a superioritas et resortum elvét, ami azt jelentette, hogy az ottaniak kikerülhették hűbérurukat, az angol királyt, és közvetlenül hozzá fordulhattak vitás ügyeikkel. Eduárd hiába tiltakozott. Fülöp jogi és katonai lépésekkel eltávolította tőle legfontosabb szövetségeseit, majd katonai erővel kényszerítette ki egy Eduárd számára kedvezőtlen bírósági ítélet végrehajtását.
Fülöp 1337. május 24-én bejelentette az Aquitaniai Hercegség elkobzását, amelyből már csak Gascogne volt angol kézben. Eduárd megkezdte a felkészülést a harcra birtokaiért, és októberben francia királynak nyilvánította magát.

## A háború küszöbén

### Francia Királyság

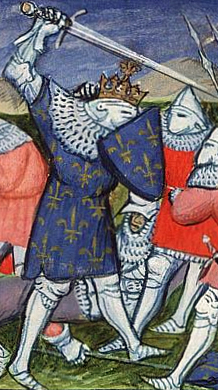
Francia lovag harcban

A Francia Királyság lakossága a 14. század első harmadában megközelítette a 16 milliót, ami négyszerese volt az angliainak. 1328-ban Franciaország Európa leggazdagabb és legnépesebb országa volt, annak ellenére is, hogy súlyos problémák feszítették. A vidék a 13. századra a kor technikai színvonalához képest túlnépesedett, a mezőgazdasági fejlődés megtorpant, az élelmiszerárak drasztikusan megemelkedtek, az emberek éheztek. A visszaeső termelés és kereskedelem miatt sokan tönkrementek, az 1320-as évek második felében pedig véres összecsapások törtek ki a parasztok és a földesurak között. A nincstelenek többsége a városokba áramlott, ahol rettenetes közállapotok alakultak ki.
A király, saját birtokain kívül, vazallusain keresztül gyakorolta hatalmát, ami azonban gyakran a központi akarat teljes negligálásához vezetett, elsősorban a leginkább független régiókban, a Burgundi Hercegségben, Bretagne-ban és Aquitaniában. A király és a hercegségek, grófságok, városok kapcsolatát egyéni kötelezettségek és mentességek sokasága szabályozta. Az alapelv szerint a királynak nem volt közvetlen fennhatósága vazallusai, polgárai felett, így az igazságszolgáltatás sem volt uralkodói monopólium. Emiatt az adminisztráció központosítása sem haladt megfelelően, ami megnehezítette az adóbeszedést és a hadseregek felállítását. Ennek kiküszöbölésére a párizsi törvényszék (franciául parlement) egyre több esetben vált fellebbviteli bírósággá a 13. század közepétől, közvetlenül beavatkozva így az alattvalók vitás ügyeibe, sértve az arisztokrácia szuverenitását.
A francia korona éves bevétele 400-600 ezer tours-i font (a továbbiakban livre) volt, ami három-négyszerese volt az angol uralkodó bevételének. Ez a pénz azonban kevés volt a háborúzáshoz. A rosszul működő adórendszer miatt a francia királyok első számú fiskális fegyvere a pénz devalválása volt, ami azonban rendkívüli módon aláásta a közbizalmat. IV. Fülöp 1314-es halála után a nemesség, amely a lakosság 1-2 százalékát tette ki, erőteljesen fellépett a pénzrontás, a hatalom központosítása, privilégiumaik megsértése és az adórendszer reformja ellen.
A francia király Nyugat-Európa legnagyobb, legjobban felszerelt és legelhivatottabb nehézlovasságával rendelkezett, amely már háromszáz éve uralta a harcmezőket. Maga VI. Fülöp, köszönhetően 1328-as casseli győzelmének, kiváló hadvezér hírében állt. 1340-ben Fülöpnek húszezer nehézlovasa gyűlt össze Gascogne és negyvenezer Flandria határán.

### Angol Királyság
Az angol királynak úgy kellett kormányoznia, hogy legalább száz gazdag főúr, püspök igényeire, céljaira kellett figyelemmel lennie. Jean Froissart, a krónikás így írt erről: „Bárki legyen is az ország királya, alá kell vetnie magát a nép akaratának, és meg kell hajolnia sok kívánságuk előtt. Ha ezt elmulasztja és balszerencse éri az országot, megfosztják trónjától.”
Eduárdnak nem volt elég pénze a háborúra, ezért különböző adókat vetett ki, például a gyapjúra, és hatalmas kölcsönt vett fel észak-itáliai bankoktól, holland és angol kereskedőktől. Az angol hadsereg jóval kisebb volt a franciánál, ráadásul az angolok csúfosan leszerepeltek a saint-sardos-i háborúban és többször a skótok ellen is. 1333 júliusában azonban Eduárd nagy győzelmet aratott Halidon Hillnél, amelyben már az új angol taktika diadalmaskodott, az íjászok és a gyalogosan harcoló nehézlovasok együttes bevetése.
Gascogne és Anglia gazdasági és politikai kapcsolatai kiválóak voltak. Az Angliába importált bor 75 százaléka Bordeaux-ból érkezett, és az arra kivetett adó és vám 13 ezer font bevételt eredményezett a kincstárnak 1324-ben. A gyapjúexport után ez volt a király második legnagyobb adóbevételi forrása, így Eduárd nem engedhette meg magának a terület elvesztését, és kénytelen volt hadba indulni az elvileg erősebb franciák ellen.

### Szövetségi rendszerek

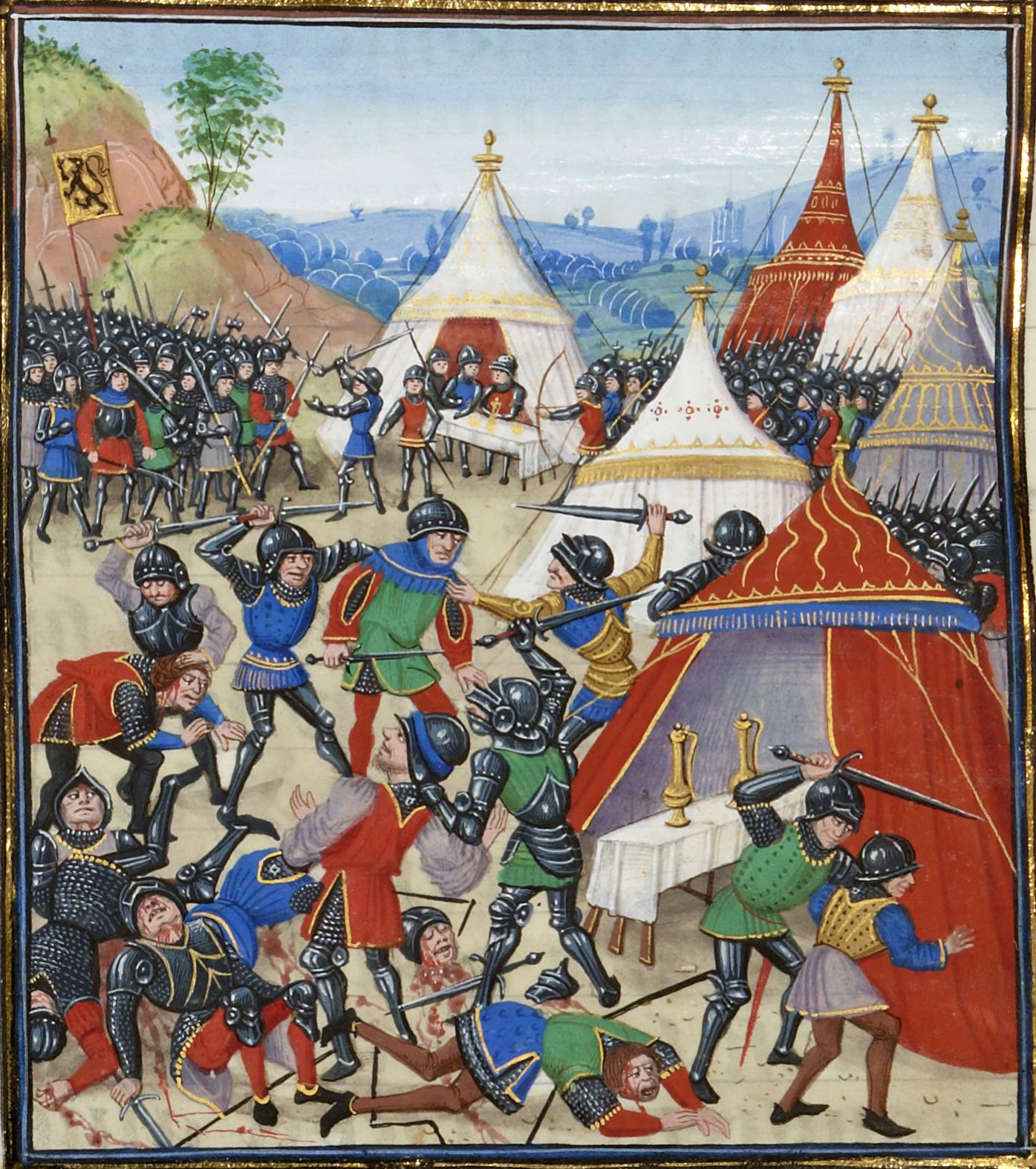
Francia katonák feldúlják a legyőzöttek táborát Casselnél

Tekintettel az erőviszonyokra, az angolok egy szövetségi rendszer megteremtésével akarták térdre kényszeríteni a franciákat. 1337-ben IV. Lajos német-római császár megígérte támogatását, és birodalma vikáriusává nevezte ki Eduárdot. Elméletileg Eduárd katonákat kaphatott volna Lajos vazallusaitól a német birodalom területén kívül, de erre nem került sor. Ezen kívül a császár megígérte, hogy 300 ezer aranyforintért kétezer fegyverest küld Franciaország ellen. Lajos azonban váratlanul békét kötött a pápával, és kilépett a szövetségből.
Az angolok fontos szövetségesként tekintettek Flandriára, amely az angol gyapjúkivitel célállomása volt mindaddig, amíg a franciabarát Lajos herceg utasítására le nem tartóztatták az angol kereskedőket. 1337 tavaszán Salisbury és Huntington grófja, valamint a lincolni püspök delegációt vezetett az Hainaut-i grófságba, ahol megállapították, hogy 60 ezer fontért meg lehet vásárolni a flamand arisztokraták és gazdag polgárok támogatását a francia király ellen.
1338 januárjában Gent az angolbarát Jacob van Arteveldét választotta kapitányának, aki hamar elfoglalta Bruggét és Ypres-t. 1339-ben a flamandok elkergették a franciabarát Lajos herceget, és a területet ezután egyfajta köztársaságként kormányozták. Az év utolsó hónapjában Eduárd engedélyezte a gyapjúkivitel felújítását Flandriába.
A franciák is megkezdték a maguk szövetségének kiépítését. Egy 1336-os megállapodás alapján XI. Alfonz kasztíliai király vállalta, hogy egy esetleges háborúban a francia királyt támogatja majd flottájával. Fülöp rajtuk kívül számíthatott a Genovai Köztársaságra, a skótokra és a pápára is.

## A háború első szakasza: 1337–1360

### Francia pusztítás Gascogne-ban

A francia területek 1337-ben. Okkersárga – Navarrai Királyság, sárga – pápai állam, piros – Angol Királyság, lila – Francia Királyság angol gazdasági befolyással, kék – Francia Királyság

Miután 1337. május 24-én Fülöp elkobozta Eduárd birtokait, a francia hadak megkezdték Gascogne feldúlását. Az angol erősítés elmaradt, a franciák súlyos veszteségeket okoztak. 1339-ben elesett Blaye, majd 1340-ben Bourg. Fülöp serege megostromolta Saint-Macaire-t. A francia pusztítás megsemmisítette a fő kereskedelmi és kommunikációs vonalakat, valamint veszélybe került Bordeaux tengeri megközelítése. Hatalmas területen pusztultak el a szőlőkertek, ami jelentős gazdasági visszaesést okozott az elsősorban borexportból élő hercegségnek. A franciák megostromolták Bordeaux-t, de nem jártak sikerrel.
Az első angol expedíciós sereg, 15 ezer katona, William de Bohun, Northampton grófjának vezetésével 1337-ben szállt partra Flandriában. 1339-ben Eduárd személyesen vezette a Francia Királyság elleni szárazföldi támadást Flandria felől. Hadseregéhez holland és német zsoldosok, valamint Brabant hercege csatlakozott. Lassan haladt Pikárdia területén, mindent lerombolva és felégetve. Fülöp 35 ezres sereget küldött ellene, de nagy számbeli fölénye ellenére sem ütközött meg az angolokkal októberben Buironfosse-nál. A döntő csata hiányában Eduárd kénytelen volt feladni vállalkozását.
Eduárd szárazföldi hadai „totális háborút” indítottak. A chevauchée-nak nevezett fosztogató akciók célja a francia lakosság demoralizálása volt: az angolok minden értéket elraboltak, az épületeket felgyújtották, az embereket lemészárolták. Területi hódítás nem szerepelt céljaik között. Olyan nagy volt a pusztítás, hogy XII. Benedek pápa hatezer aranyforintot küldött Párizsnak a menekültek megsegítésére. Eu főesperese 174 község teljes elpusztításáról számolt be.

### A sluysi csata

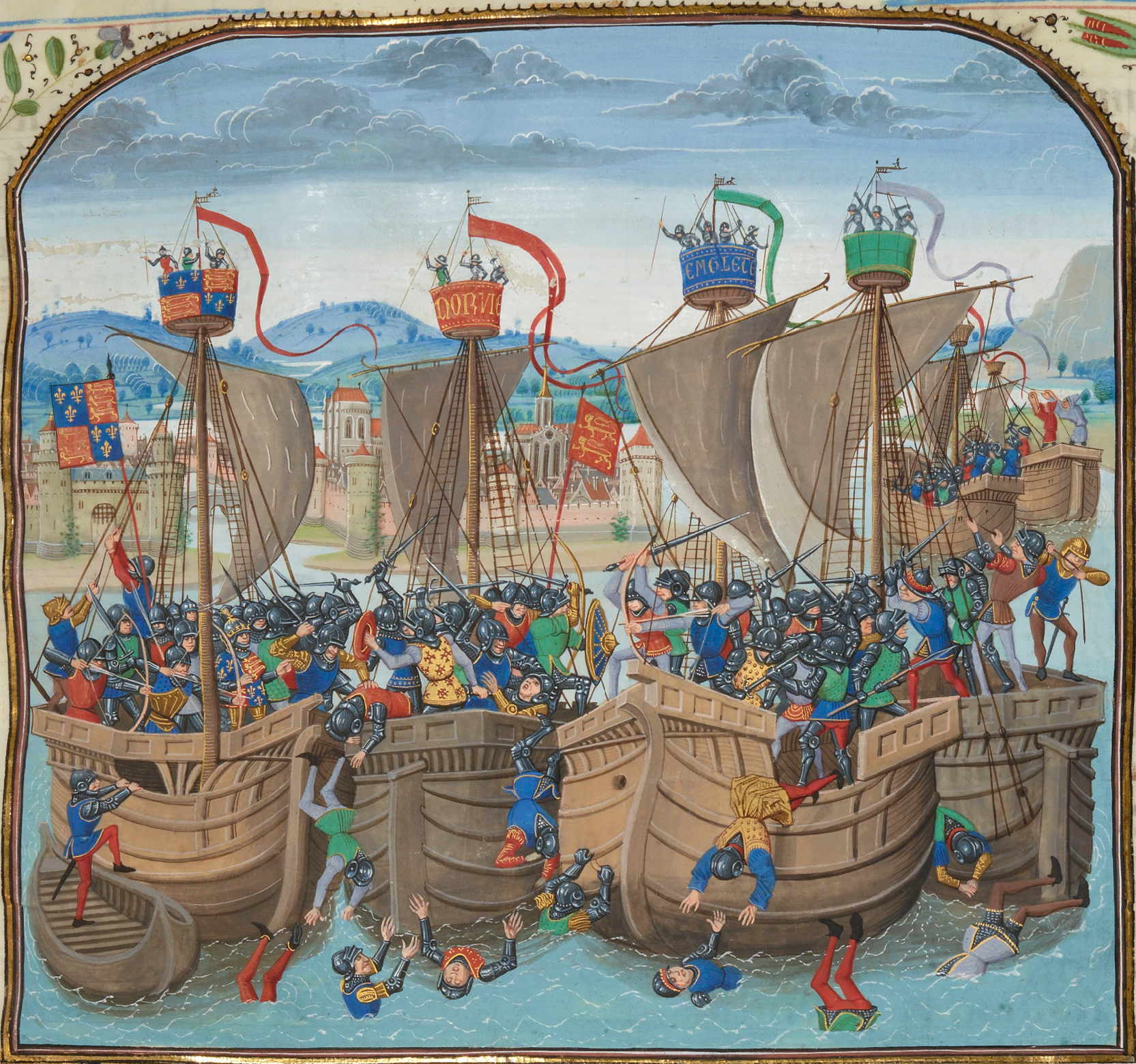
A sluysi csata

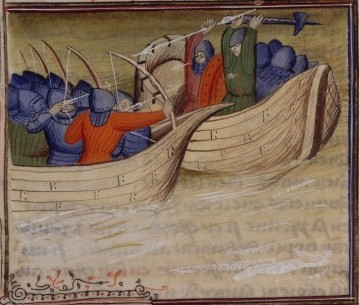
Csata a Zwin torkolatában

Eduárd 1340 elejére, miután megvásárolta Jacob van Artevelde támogatását, kifogyott a pénzből. Február 6-án Gentben üzenetet intézett a francia néphez, amelyben biztosította az embereket, hogy királysága alatt megőrzi és megújítja a régi törvényeket, befejezi a fizetőeszköz devalválását és csökkenti az adókat. Eduárd levelet küldött Fülöpnek is, amelyben párbajra hívta ki. Fülöp nem törődött a provokációval, folytatta bevált taktikáját: nem bocsátkozott ütközetbe, kivárta, amíg ellenfelének elfogy a pénze.
Eduárd pénztelensége miatt kénytelen volt visszatérni Angliába, ahol arra kérte a parlamentet, hogy szavazzon meg adóemelést a háború folytatására, egyébként vissza kell térnie Németalföldre, ahol adósságai miatt bebörtönözik. A parlament kicsikart néhány reformígéretet Eduárdból, és megszavazta a kért összeget.
A szárazföldi akciókkal párhuzamosan a francia flotta is lecsapott az angolokra. 1338 márciusában Nicolas Béhuchet felégette Portsmoutht, majd októberében Southampton és Guernsey következett. 1339-ben a franciák Cornwalltól Kentig fosztogatták a part menti településeket, köztük Dovert és Folkestone-t. Felégették a Wight-szigetet és feltűntek a Temze torkolatában is. Fülöp hajói megtámadták a gyapjúval megrakott, Flandriába tartó hajókat és a Bordeaux-ból induló borszállítmányokat. 1339. március 23-án Fülöp utasítást adott az Anglia elleni invázióra. Mille de Noyers marsall hatvanezer katonát tervezett átszállítani a La Manche másik oldalára.
Az angolok csak 1339-re szedték össze magukat, hogy válaszoljanak a tengeren: tavasszal lerohanták Le Tréport-t, majd Boulogne-t. 1340 nyarán megérkezett a flandriai Sluyshoz Fülöp 213 hajóból álló flottája. Eduárdnak is sikerült összegyűjtenie 140-150 hajót, és a Kasztíliai Királyság és a Genovai Köztársaság gályáival megerősített francia hajóhad ellen indult. Június 24-én a francia hajók védelmi alakzatban várták az angol hajókat, amelyek a dagály hátán érkeztek a Zwin torkolatába. A sluysi csata sorsdöntő fordulatot hozott a háború menetében, ugyanis az angolok megsemmisítették a rossz taktikát választó francia flottát.

### Harcok és béketárgyalások
Eduárd július végén harmincezer emberrel, köztük kilencezer íjásszal, néhány ezer flamand lándzsással és különböző nemzetiségű zsoldossal megkezdte Tournai ostromát. Fülöp, akinek csak az udvari bolond merte megmondani, hogy flottája elpusztult Sluysnál, serege élén elindult felszabadítani a várost. Ismét a szokásos taktikát követte: katonái elfoglalták a közeli dombokat, de nem bocsátkoztak nyílt küzdelembe. Helyette Eduárd ellenőrzőpontjait és utánpótlási vonalait támadták. Az angol sereg lassan kifogyott a pénzből, az élelemből és a takarmányból. A király nem várhatott pénzt Angliából, alattvalói közül sokan megtagadták, hogy kifizessék az új kilencedet, helyenként felfegyverkezett emberek kergették el az adószedőket.

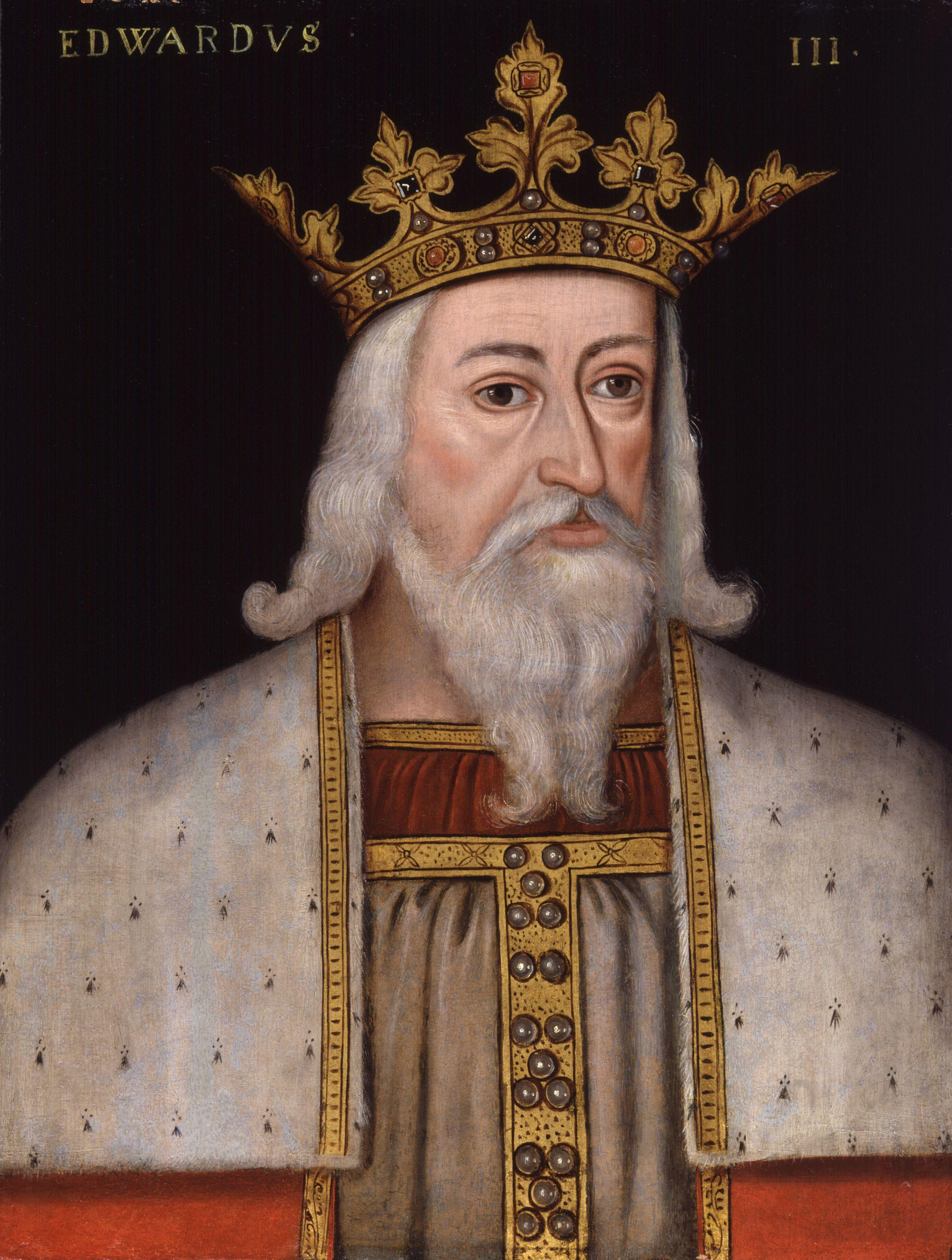
III. Eduárd angol király

Emiatt Eduárd kénytelen volt 1340. szeptember 25-én béketárgyalást kezdeményezni Espléchinnél, és kilenc hónapos fegyvernyugvásban állapodott meg a franciákkal. Októberben találkozott a pápa követével, akinek azt mondta, hogy kész lemondani trónigényéről, ha teljes szuverenitással visszakapja Aquitania hercegségét. Két hónap múlva titokban Angliába utazott, ahol John Stratford kancellárt, Canterbury érsekét tette meg bűnbaknak a pénzhiány miatt. Stratford Canterburybe menekült, és onnan a Magna Carta Libertatum megsértésével vádolta meg a királyt. Az 1341. áprilisi parlamenti ülésen a rendek a kancellár mellé álltak, és Eduárd engedni kényszerült.
1341 tavaszán meghalt III. János breton herceg, és a százéves háború mellékhadszíntereként megkezdődött a breton örökösödési háború, amelyben Eduárd Montfort Jánost, Fülöp pedig III. János örökösét, Johanna bretagne-i hercegnőt és férjét, Blois Károly herceget támogatta. Angliának égető szüksége volt arra, hogy Bretagne baráti kézben legyen, ugyanis a Bordeaux-ba, illetve az Ibériai-félszigetre tartó angol hajók számára veszélyes volt az átkelés a viharos Vizcayai-öbölben, ezért jobban szerettek a part mentén hajózni, ahol azonban a breton kalózok fenyegethették őket.
Novemberben a franciák megostromolták Nantes-ot, amelynek védői, miután katapulton lőtték be bajtársaik fejét a várba, megadták magukat. Montfort Jánost Párizsba vitték fogolyként. Felesége azonban folytatta a harcot, és 1342 novemberében megérkezett Eduárd 12 ezer katonája. Az angolok megkezdték Rennes, Nantes és Vannes ostromát. A francia sereg, amely nagyjából kétszer akkora volt, mint az angol, Fülöp fia, János normandiai herceg, a későbbi II. János francia király vezetésével az ostromlók ellen indult. Eduárd csapatai beásták magukat, és nem vállaltak csatát.
VI. Kelemen pápa közbenjárására az angolok és franciák megkötötték a malestroit-i békeszerződést 1343. január 19-én, amelynek értelmében beszüntették az ellenségeskedést. Eduárd visszatért Angliába, de csapatai, Thomas Dagworth vezetésével maradtak. 1343. szeptember 1-jén Montfort Jánost szabadon bocsátották. 1343-ban béketárgyalást tartottak a franciák és az angolok Avignonban VI. Kelemen pápa kezdeményezésére. Eduárd hajlandó volt lemondani trónigényéről, ha – megnagyobbítva – visszakapja hercegségét, és mentesül a francia királlyal szembeni kötelezettségei alól. Fülöp ellenajánlata az angol területi igény töredékét tartalmazta, a vazallusi helyzet megőrzése mellett.

### Az út Crécyig

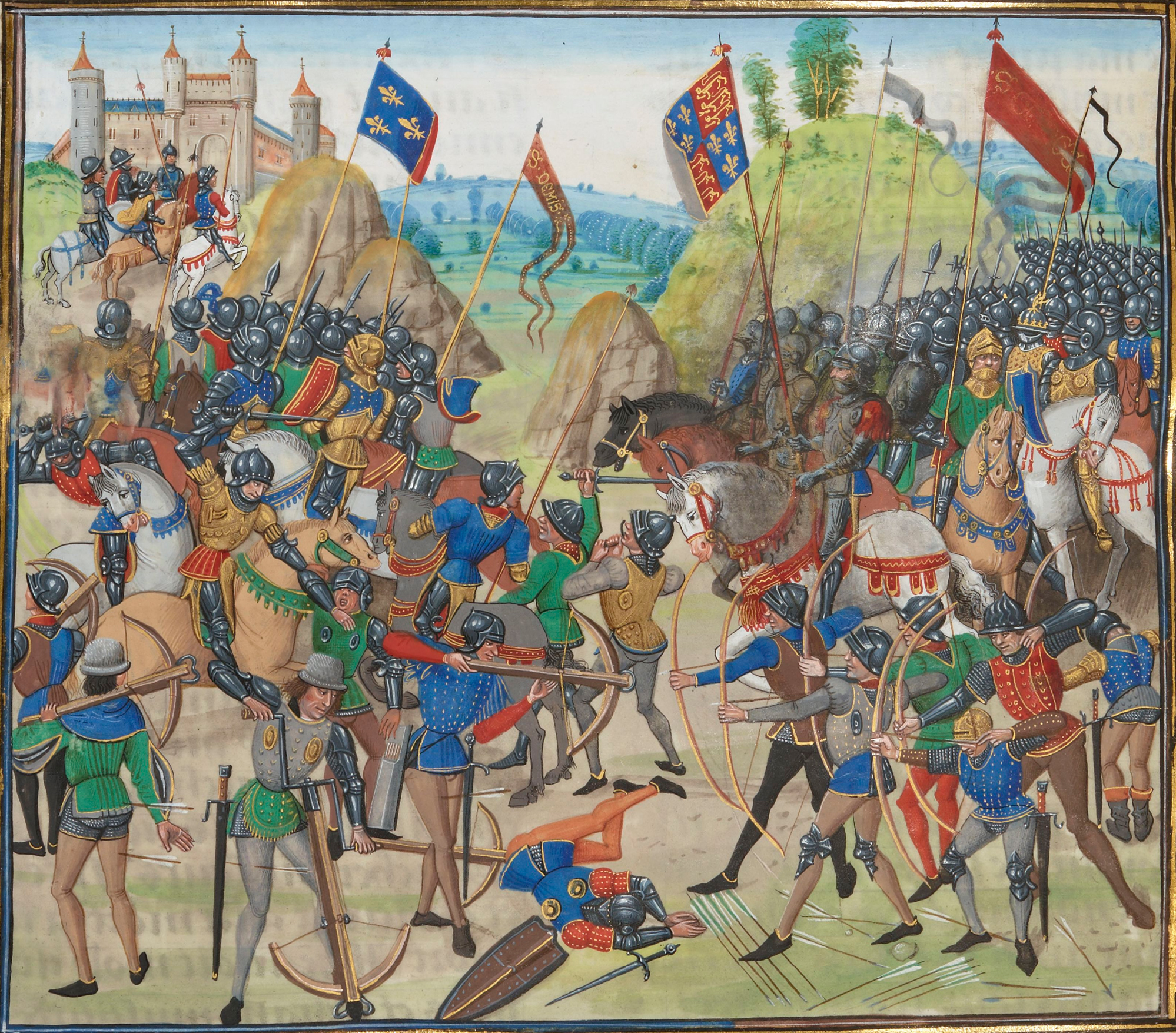
A crécyi csata. Jean Froissart krónikájának illusztrációja

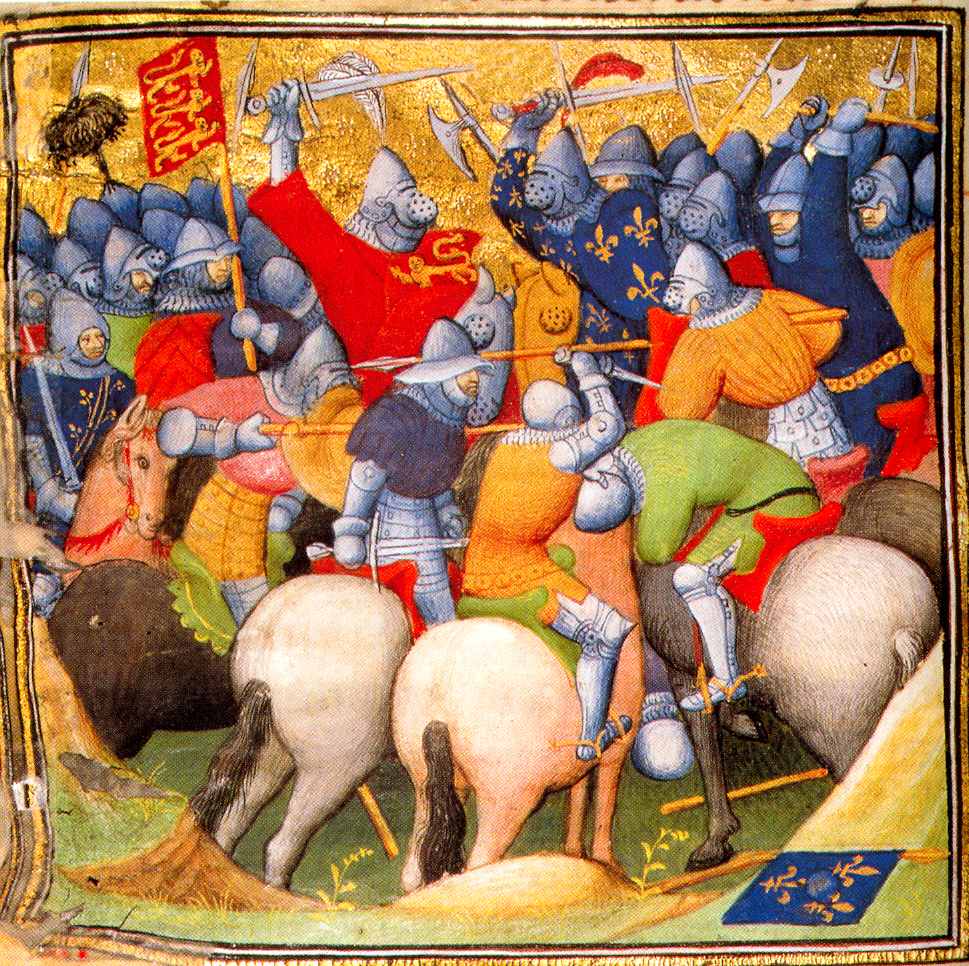
A nehézlovasság összecsapása Crécynél

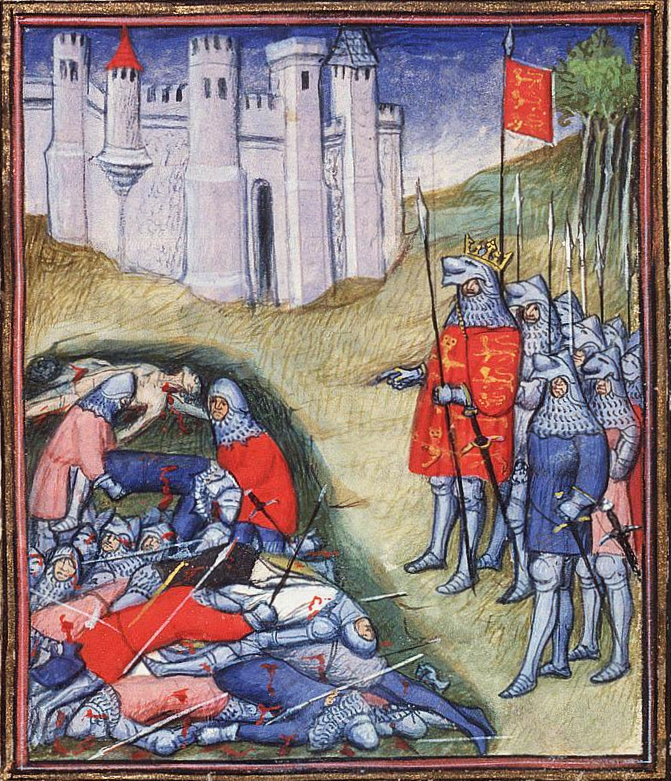
III. Eduárd a holtakat számolja Crécynél

1345-ben III. Eduárd felmondta a békeszerződést Franciaországgal, és tavasszal csapatokat küldött a Csatorna túlsó oldalára. Az angolok három kisebb sereggel támadtak. Gascogne-ban Grosmont Henrik, Derby grófja és Sir Hugh Hastings elfoglalta Bergeracot és La Réole-t, amelyet még 1325-ben vesztettek el. Sir Thomas Dagworth Bretagne-ban támadta a francia erősségeket. A francia ellentámadásra 1346 tavaszáig kellett várni a délnyugati területeken, amikor János, Normandia hercege megostromolta Aiguillont. Eduárd a harmadik frontot Normandiában nyitotta meg júliusban, ami meglepte a franciákat, akik arra számítottak, hogy Flandriába siet, ahol legyőzték szövetségesét, Jacob van Arteveldét, és a franciabarát Louis de Male lett a hercegség ura.
Az angolok 1346. július 13-án La Hogue-nál szálltak partra. A király fosztogató akciókat indított a gazdag normandiai városok ellen, amelyek közül soknak még városfala sem volt. A katonák minden mozdíthatót elraboltak, az embereket megölték, amit maguk mögött hagytak, azt felégették. Kifosztották és felgyújtották Cherbourg-t, Barfleurt és Montebourg-t. Július 26-án elfoglalták Caent, és három nap alatt háromezer lakost gyilkoltak meg. A zsákmányt és az értékes foglyokat Angliába küldték. Az angolok megtalálták Fülöp utasítását Anglia inváziójára, amelyet – Eduárd rendelkezésére – minden angol templomban felolvastak.
Eduárd ezután Párizs felé indult, majd Poissynál állt meg, látótávolságban Párizstól. Eduárd nem akarta megtámadni a várost, hiszen fő céljai teljesültek, kiszorította a franciákat Aquitaniából és Bretagne-ból. Az angolok észak felé vonultak vissza, szokásuknak megfelelően mindent elpusztítva. Abbeville közelében egy gázlón átkeltek a Szajnán, amelynek hídjait a franciák lerombolták. A fáradt angol sereg Crécy-en-Ponthieu közelében letáborozott.
Az angolok védelmi pozíciót vettek fel, és bevárták a jóval nagyobb francia sereget. 1346. augusztus 26-án az elbizakodott francia nehézlovasság több hullámban támadta az angol állásokat, de a hosszúíjjal felszerelt angol íjászok megállították őket. A crécyi csatában a régi harcmodorban támadó franciák súlyos vereséget szenvedtek az új taktikát alkalmazó angoloktól. A tízezernél több francia halott között 1500 arisztokrata és lovag volt. A vereség hírére János, Normandia hercege felhagyott Aiguillon ostromával.
Eduárd a tengerpart felé fordult, és szeptember 4-én elérte Calais-t, amely mindössze néhány kilométerre volt a flamand határtól, és a nagy kikötők közül a legközelebb esett Angliához. A várat Jean de Vienne tartotta, aki úgy vélte, ha télig kitart, az angolok kénytelenek lesznek feladni az ostromot. Eduárd azonban fakunyhókat építtetett katonái számára. A parlament biztosította a forrásokat, és 1347 nyarának közepén már harmincezer angol volt a város környékén. Eközben Lancaster hercege őszi hadjáratában feldúlta a Francia Királyság déli részét. Júniusban az angolok győztek a La Roche-Derrien-i csatában, és Blois-i Károly fogságba esett. Júliusban Fülöp katonái megközelítették a várost, de az angolok nem mozdultak erős védelmi vonalaik mögül, így képtelenek voltak megközelíteni Calais-t. Augusztus 2-án a francia sereg tábort bontott, és a város két nap múlva megadta magát. Calais kétszáz éven át angol kézben maradt.
VI. Kelemen közbenjárására a franciák és az angolok 1347 szeptemberében ismét békét kötöttek, és Eduárd súlyos vereséget mért a skótokra is a Neville’s Cross-i csatában. Fülöp nem tehetett mást, mert kifogyott a pénzből. Eduárdot egész Anglia ünnepelte, és a hadi sikerek emlékére, egy calais-i bankett eredményeként megalapította a Térdszalagrendet, amelynek 24 tagja részt vett a crécyi ütközetben. 1350-ben Eduárd győzelmet aratott a kasztíliai flotta felett Winchelsea-nél. Az ütközetben a tízéves Genti János, későbbi lancasteri herceg is részt vett.

### Fekete halál

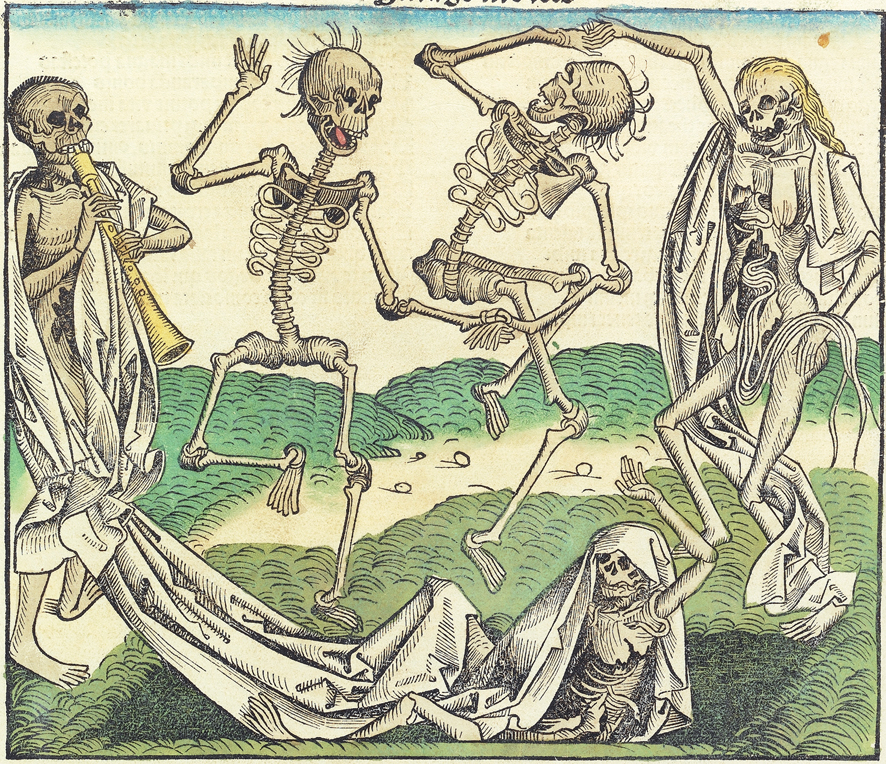
A pestis ábrázolása a Nürnbergi Krónikában

Miközben a franciák és az angolok hadakoztak, 1348-ban kitört a pestisjárvány Franciaországban. A betegség Marseille felől kezdett terjedni az ország belseje felé. A következő két évben csak Párizsban 80 ezer ember halt meg. A betegség 1348-ban elérte Angliát is a Csatorna felől, és elterjedt a szigetországban. A becslések szerint a lakosság egyharmada meghalt. A települések elnéptelenedtek, a mezőket nem művelték meg, az adóbevételek drasztikusan estek, így egyik király sem engedhetett meg magának nagyobb hadmozdulatokat.
1350. augusztus 22-én meghalt VI. Fülöp, akit II. János követett a trónon. A pestis egyetlen uralkodóáldozataként elhunyt XI. Alfonz kasztíliai király, a franciák szövetségese.

### A Fekete Herceg érkezése
1350 és 1355 között alacsony intenzitással folyt a háború. Eduárd ugyan nem mondott le egy újabb partraszállásról, de folyamatosan halasztotta a flotta elindítását. 1351. március 26-án megtartották Bretagne-ban a harmincak csatáját, amelyben francia és angol nehézlovasok csaptak össze előre rögzített forgatókönyv alapján, de az inkább lovagi virtuskodás, mintsem taktikai értékű küzdelem volt. 1354-ben az angol uralkodó ajánlatot tett Jánosnak, miszerint régi birtokaiért, Poitou-ért és Limousinért, valamint Calais-ért, Anjou-ért és Maine-ért lemond trónigényéről, ha teljes szuverenitást kap területei felett. Meglepetésre János először igent mondott a tervezetre, de végül kihátrált a megállapodásból.

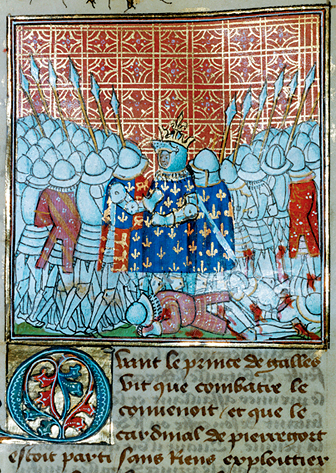
II. János fogságba esése

Az angolok új, de megbízhatatlan szövetségest találtak maguknak a kontinensen, a Navarrai Királyságot, amelynek ura, II. Károly szintén magának követelte a francia koronát. Sokat nem segített az angoloknak, mert hamar a francia uralkodó oldalára állt, majd intrikái miatt 1356-ban a Louvre börtönébe került.
1355-ben Eduárd ismét három helyen támadta meg a Francia Királyságot. Eredetileg ő vezette volna a pikárdiai hadmozdulatokat, míg Lancaster hercege Normandiában, Eduárd walesi herceg, más nevén a Fekete Herceg pedig Aquitaniában harcol. 1335 októberében azonban a király visszatért Angliába, és a walesi herceg lett a főerők parancsnoka, aki két hónapos fosztogató útra vezette 2600 emberét. Ennek során nagyjából 900 kilométert tettek meg 59 nap alatt, mindent felégetve, kifosztva. Felgyújtották Narbonne-t és Carcassonne-t. Az elpusztított régióknak évek kellettek, hogy újra talpra álljanak.
1356 nyarán Eduárd arra utasította Lancastert, hogy hatezer emberével induljon meg Bretagne-ból Normandiába, és gyűjtse össze navarrai támogatóit, majd támadja meg Anjout. A király célja az volt, hogy a két angol sereg egyesüljön. A walesi herceg augusztus 4-én újabb fosztogató útra indult Limousinba és Berrybe. Felgyújtotta Romorantint és Tours-t. Itt tudta meg szeptember elején, hogy a francia király negyvenezres serege a közelbe ért, ezért sietve Bordeaux felé indult. Lancaster lemaradt a találkozóról, és Poitiers-nál a franciák elállták a Fekete Herceg útját. Az angolok nagyjából feleannyian voltak, mint a franciák, de nem tudták elkerülni az ütközetet.
Szeptember 18-án a francia hadsereg három nagyobb seregtestre oszolva, alkalmazkodva az angol taktikához, gyalog támadta meg az angolokat. Az első támadást a mindössze 18 éves Károly trónörökös, a későbbi V. Károly francia király vezette, mögötte Fülöp orléans-i herceg következett, majd hátul a király haladt. A franciák nyílesőben érték el az angol vonalakat, ahol heves küzdelem alakult ki. Az orléans-i herceg katonái menekülni kezdtek, és a csata az angolok javára dőlt el, akik ráadásul foglyul ejtették II. Jánost.

### Összeomlás

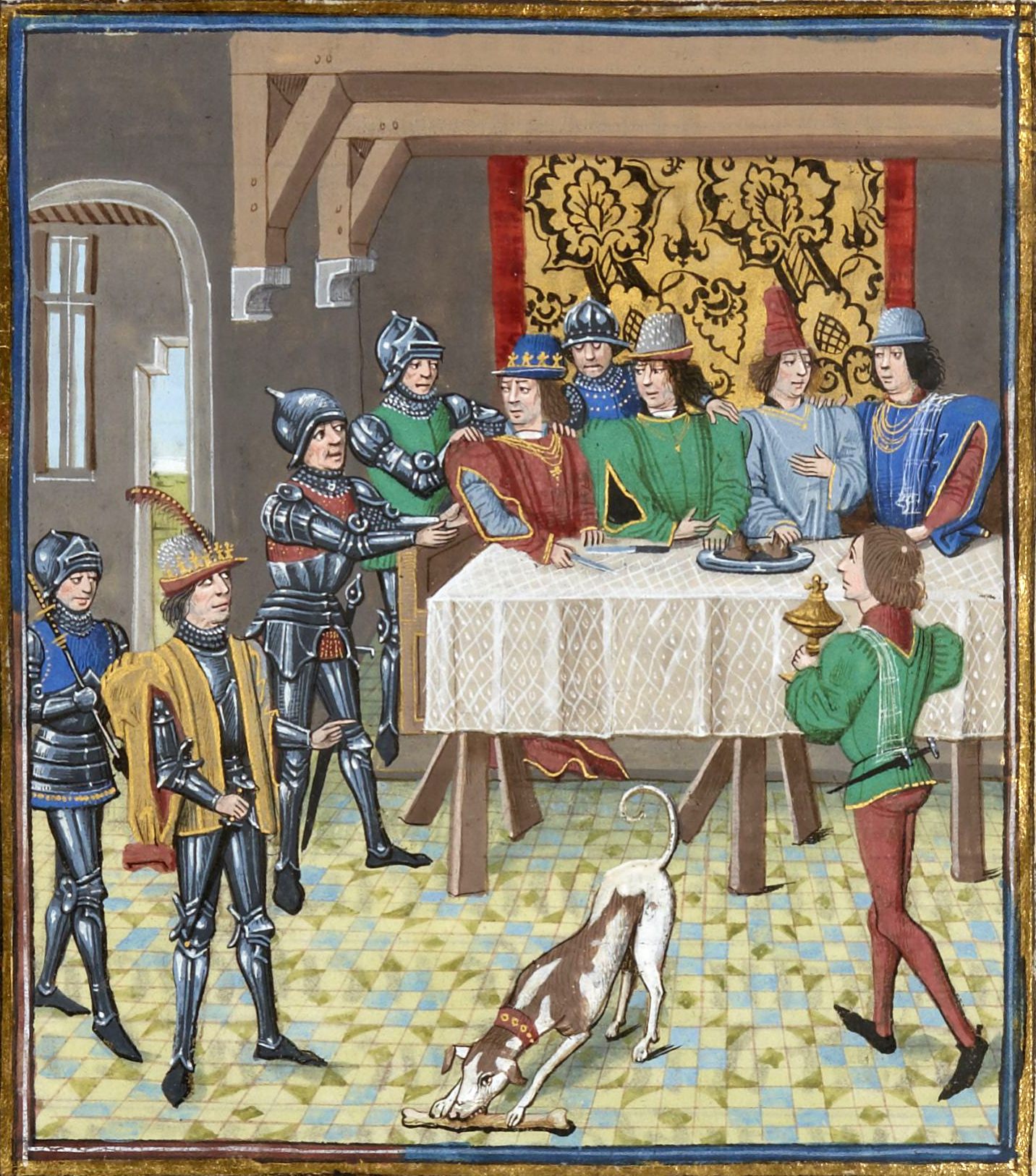
A navarrai király letartóztatása

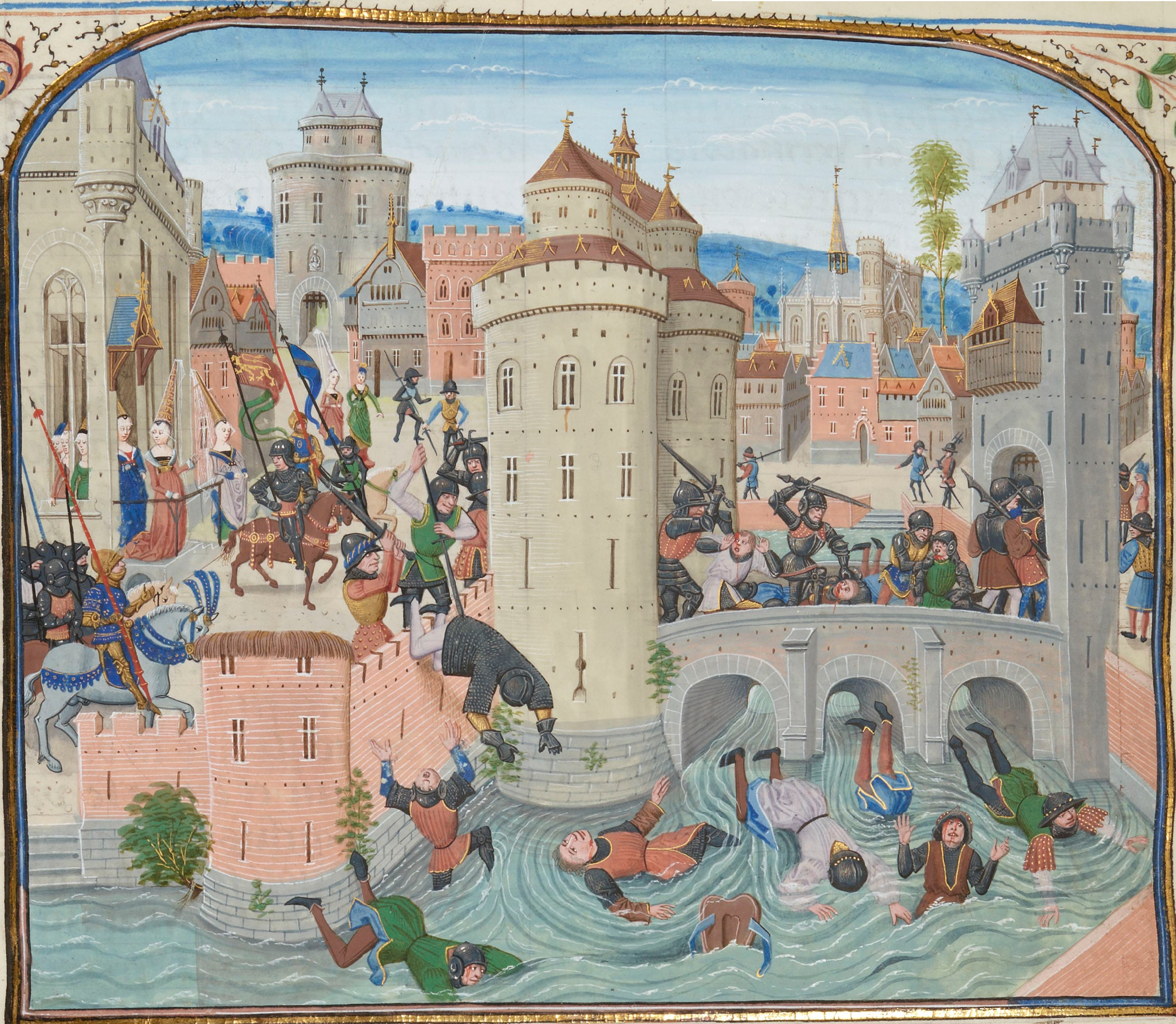
A parasztlázadók legyőzése 1358. június 9-én

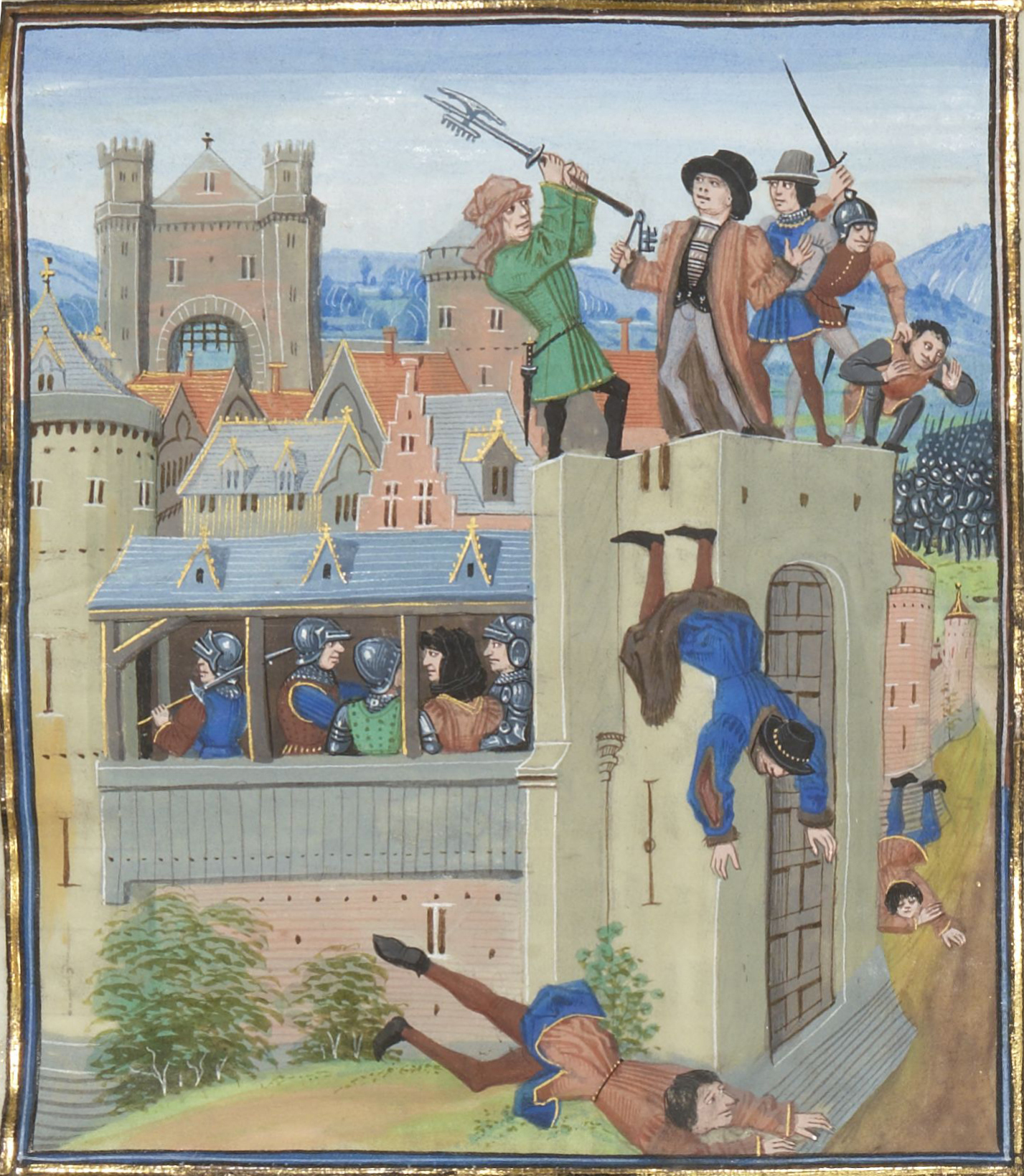
Étienne Marcel meggyilkolása

A francia kormányzat széthullott. A trónörökösnek, az alig 18 éves Károlynak a navarrai király követőinek normandiai felkelésével, a csapataikat elhagyó angol, gascogne-i és francia katonákból álló bandákkal, valamint a poitiers-i csata után néhány héttel Párizsba érkező dühös főrendekkel kellett szembenéznie. Az urak az adminisztráció reformját, az adók csökkentését, a királyi tanácsadók elbocsátását követelték, és azt akarták elérni, hogy a trónörökös egy főrendekből, egyházi személyekből és polgárokból álló tanács javaslatai alapján kormányozzon. Párizsban felkelés tört ki Étienne Marcel, egy gazdag kereskedő, kereskedőtestületi elöljáró vezetésével, aki szövetkezett a navarrai király szabadon bocsátását és régenssé történő kinevezését követelőkkel. 1357 végén II. Károly megszökött a börtönből, és Párizsba ment, ahol rákényszerítette a trónörököst, hogy adjon kegyelmet neki.
1358 májusában kitört a francia parasztlázadás, a jacquerie, amelyet az elkeseredettség és a nyomor váltott ki. Az angolok pusztítását a parasztok szenvedték meg a leginkább, mert nem tudtak elrejtőzni előlük a várfalak mögé, mint az urak és a polgárok. Ráadásul uraik elvették, amit learattak, begyűjtöttek. A parasztok fellázadtak, kastélyokat dúltak fel, urakat öltek. Étienne Marcel abban bízott, hogy felhasználhatja őket a navarrai király francia trónra emelésében, ezért katonákat küldött segíteni nekik. II. Károly azonban jobb politikai érzékkel rendelkezett nála, és a katonákkal lemészároltatta a Meaux-nál összegyűlt tömeget, ami népszerűvé tette a nemesek körében. Az arisztokrácia Marcel ellen fordult, akit egyik embere júliusban meggyilkolt. A király seregei II. Károly ellen vonultak, de vereséget szenvedtek Mauconseilnél.
Eközben a franciák tárgyalásokat folytattak az angol udvarral II. János szabadon bocsátása érdekében. 1359 januárjában az első londoni szerződésben a trónörökös vállalta, hogy átadja Aquitania, Limousin, Poitou, Saintonge, Ponthieu és más régiók teljes fennhatóságát III. Eduárdnak. A birtokok a Francia Királyság egyharmadát tették ki. A királyért négymillió aranykoronát kértek az angolok. Eduárd mindezek fejében hajlandó lett volna lemondani trónigényéről. A szerződést végül Eduárd nem fogadta el, mert még többet – Anjou-t, Maine-t, Normandiát, Bretagne-t és Pas-de-Calais-t – kért. A francia urak elutasították a kéréseit, amelyeket valószínűleg Eduárd is elfogadhatatlannak tartott, és csak azért terjesztette elő, hogy a megállapodás hiányában újabb katonai akciókat kezdeményezhessen.
Az angol uralkodó tavasszal akart partra szállni harmincezres seregével, de ez csak október 28-án történt meg. A cél egy hatalmas chevauchée volt, amelynek eredményeként Reimsben megkoronázzák Eduárdot. A király 1359-ben, mindenszentek napján indult meg seregével, soraiban Geoffrey Chaucerrel Calais-ból Reims felé. Decemberben meg is érkezett a városhoz, amely azonban felkészült az ostromra, és a király a súlyos veszteségek miatt 1360 januárjában kénytelen volt Burgundia felső része felé elvonulni, majd rettenetes pusztítások után Párizs felé fordult. Eduárd Bourg-la-Reine-nél táborozott le, de nem érzett elég erőt a város elfoglalásához, és arra várt, hogy a franciák kijöjjenek a falak mögül, és összecsapjanak vele. Ez nem történt meg, így kénytelen volt elvonulni. Március 15-én, hosszú idő után először, a franciák partra szálltak Angliában, lerohanták és felgyújtották az angol Winchelsea tengerparti városkáját, ami pánikot okozott a szigetországban.

## Fegyvernyugvás
1360. május 1-jén megkezdődtek a béketárgyalások a felek között Brétignyben. Egy hét alatt megegyeztek: II. János váltságdíját 500 ezer fontban (hárommillió aranykorona) határozták meg. Az angolok megelégedtek az első londoni szerződésben foglalt területtel, és lemondtak Touraine-ról, Maine-ről, Anjouról és a Bretagne fölötti hűbéruraságról. Cserébe megtarthatták többi hódításukat, és ezzel jelentős angol birtoktest alakult ki a Francia királyság délnyugati részén.
Október 24-én a brétignyi szerződést ratifikálták Calais-ban. Eduárd lemondott trónigényéről, János pedig az érintett birtokok feletti szuverenitásáról. A területátadás 1361 őszén kezdődött meg. Az angolok érkezését nem fogadták örömmel a lakosok, de ellenállás nem volt. Eduárd a területek élére elsőszülött fiát nevezte ki, és az Aquitania hercege címet adományozta neki. Októberben a francia király is visszanyerte szabadságát, de fiai közül hármat Angliában kellett hagynia túszként. A váltságdíj előteremtéséhez adókat vetettek ki többek között a sóra és a borra, valamint „eladták” János lánya, Izabella kezét Gian Galeazzo Visconti milánói hercegnek.

## A háború második szakasza: 1369–1389

### Az új király gondjai

1356–1363 között

1364. április 8-án elhunyt II. János, akit V. Károly követett a trónon. Uralkodásának elején négy problémával kellett szembenéznie: a breton örökösödési háborúval, a navarrai király fenyegetésével, a flandriai lázadásokkal és az országában fosztogató bandákkal.
A breton örökösödési háború 1341 óta tartott a hercegi címért. Az angolok Monfort János herceg mellett harcoltak, és 1364-én az auray-i csatában legyőzték a franciák által támogatott Blois Károlyt. V. Károly pártfogoltja ugyan meghalt, de legalább stabilitás és béke alakult ki a félszigeten, és IV. János breton herceg 1365-ben letette a vazallusi esküt. II. Károly navarrai király több gondot okozott, ugyanis 1364 elején ismét felkelést szított, mert meg akarta szerezni a Burgundi Hercegséget. Gascogne-i zsoldosait azonban a francia csapatok megverték Cocherelnél, és vezetőjük, III. Grailly János, Buch ura átállt V. Károly oldalára. A francia csapatok mélyen behatoltak Normandiába, és számos navarrai várat elfoglaltak. A következő évben a navarrai király békét kötött és lemondott Párizs környéki birtokairól.
Flandriában Lajos herceg lánya, Margit és Edmund cambridge-i gróf házasságát kellett Károlynak megakadályoznia. Sikerült elérnie, hogy a pápa megtiltsa a házasságot vérrokonságra hivatkozva, majd saját testvére, Fülöp számára szerezte meg Margit kezét. A fosztogató bandák főként volt katonákból álltak, akik nem akartak visszatérni a nyomorúságos civil életbe. A jól szervezett, általában angolokból, gascogne-iakból, németekből álló csoportokat sokszor angol lovagok irányították. A bandák feldúlták a vidéket, raboltak, erőszakoskodtak, gyilkoltak.
1365-ben Károly kihasználta az alkalmat, hogy a Fekete Herceg a Kasztíliai Királyságba indult hadakozni, és annyi bandatagot bérelt fel, amennyit csak tudott, és Bertrand du Guesclin vezetésével a Pireneusok másik oldalára küldte őket harcolni.

### A Fekete Herceg Kasztíliában

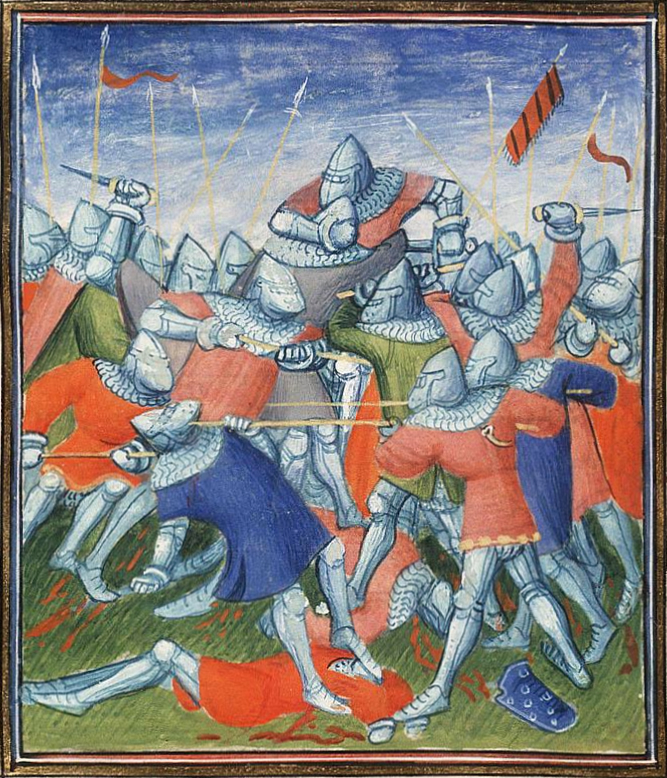
Az auray-i csata

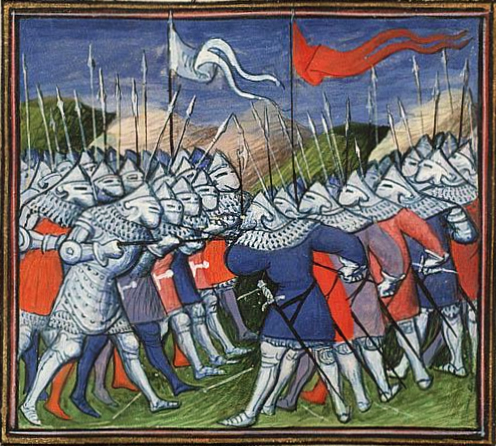
A nájerai csata 1410-es ábrázolása

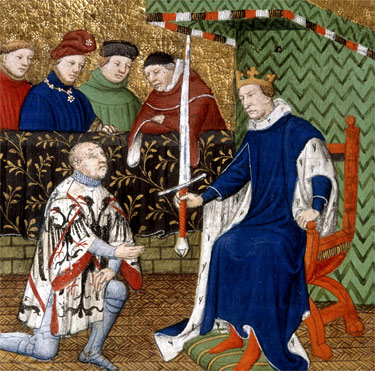
A francia király hadseregparancsnoknak nevezi ki Guesclint

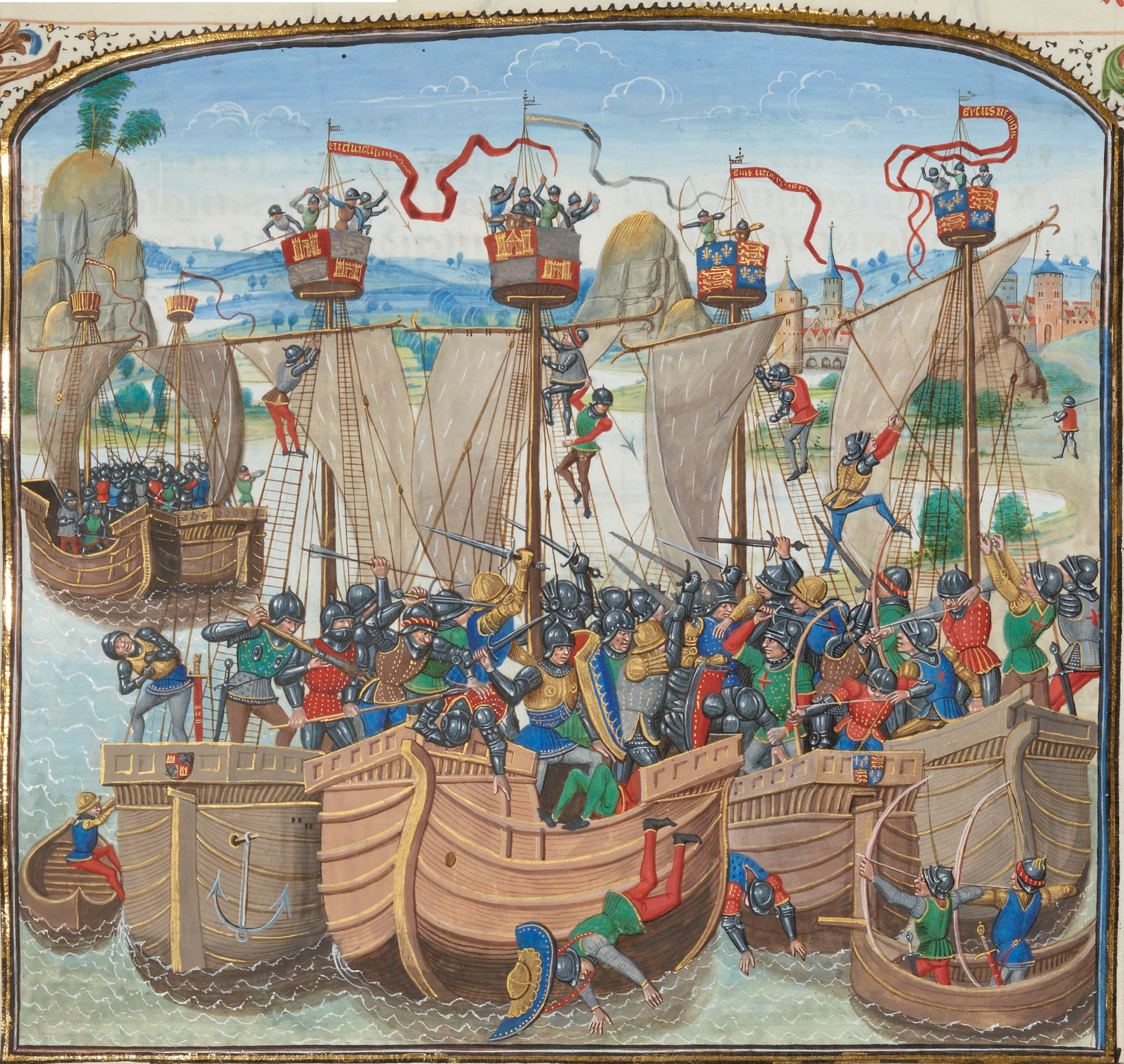
A La Rochelle-i tengeri ütközet

Kasztília királyát, I. Pétert féltestvére, Henrik, Trastámara grófja 1366-ban elkergette. Az uralkodó, akinek lányai a Fekete Herceg sógornői voltak, Eduárd bordeaux-i udvarában keresett menedéket, és rábeszélte vendéglátóját, hogy segítsen visszaszerezni trónját. A herceg serege 1367. februárban elindult, átkelt a Pireneusokon, majd április 3-án a nájerai csatában megverte a francia segítséggel harcoló Henrik seregét. Eduárd Pétert Kasztília királyának nyilvánította, majd a következő négy hónapot Kasztíliában töltötte katonáival. Seregét megviselte a meleg nyár, és Eduárd ekkor mutatta későbbi halálos betegsége, a vérhas első jeleit.
A Fekete Herceg nagy udvartartást vitt Bordeaux-ban, ahova sok angol nemes követte. Megkezdte a helyi adminisztráció átszervezését és új adókat vetett ki, ami eltávolította tőle a gascogne-i nemeseket. 1368-ban az armagnaci gróf vezetésével megtagadták az adófizetést, és V. Károlytól kértek segítséget, azt állítva, hogy a történtek a Brétigny-i szerződés megsértését jelentik. Ebben az évben a király ügynökei 900 beadványt gyűjtöttek össze a Fekete Herceg ellen titokban. 1369 januárjában Károly Párizsba rendelte a Fekete Herceget, hogy számot adjon tevékenységéről. A walesi herceg azt válaszolta, hogy szívesen megjelenik a király előtt, de 60 ezer katonája fogja kísérni.

### Francia előretörés
A francia király régóta készült a háború felújítására súlyos adókkal, az Angliába küldendő váltságdíjak megtiltásával. Károly tízszer több pénzhez jutott hadi adóival, mint amennyit az angol parlament III. Eduárdnak megszavazott. A francia király megkezdte serege irányításának modernizálását is. 1369 júniusában ismét kitört a háború, és novemberben Károly bejelentette Aquitania elkobzását. A francia stratégia finomodott, egyfajta kombinációja volt a felperzselt föld taktikának és a gyors lerohanásoknak. Károly megtiltotta csapatainak, hogy nyílt csatába bocsátkozzanak az angolokkal. A francia csapatok lerohanták Abbeville-t és Ponthieu grófságot, és harcok törtek ki Pérrigord-ban és Quercyben, Agenais-ban. Az angolok teljes Rouergue-t elvesztették.
Az angolok a régi, jól ismert taktikájukat választották: Genti János pusztító chevauchée-ra indult Normandiába, Robert Knolles egy másik sereggel egészen Párizsig dúlta fel a vidéket. Az angoloknak nem volt pénzük a katonák zsoldjára, ezért a megszerezhető zsákmánnyal csábították őket, így rengeteg bűnöző csatlakozott. 1369 decemberében elesett a kiváló angol parancsnok, John Chandos.
1370. október 2-án a király kinevezte a francia sereg főparancsnokának Bertrand du Guesclint, a százéves háború egyik legtehetségesebb hadvezérét. Guesclin téli hadjáratot indított az északnyugat-franciaországi angol területek ellen, és december 4-én fontos csatát nyert Pontvallainnál. A menekülő angolokat az általuk tartott Bressuire-ig üldözte, de a város védői, tartva a franciáktól, bezárták a kapukat saját bajtársaik előtt. A franciák így a városfal előtt gyilkolták le őket. Guesclin kerülte a nagy összecsapásokat, helyettük rajtaütéseket vezetett és előszeretettel támadta az elszigetelt városokat. Folyamatosan zaklatta az angol kommunikációs vonalakat, a zsákmánnyal megrakott szekérkaravánokat, elfoglalta a kis létszámú helyőrségeket. Az állandó zaklatás felőrölte az angol hadsereg amúgy sem magas morálját.
Guesclin felkelésre biztatta Aquitania lakosait, és a városlakóknak azt tanácsolta, zárkózzanak be a falak mögé, és várják ki, amíg az angolok elhagyják a vidéket. Így cselekedett 1370-ben Limoges, amelyet Jean de Cros püspök, a Fekete Herceg fiának keresztapja vezetett. A walesi herceg feldühödött ezen, és amikor csapatai októberben áttörtek a falon, azt az utasítást adta, hogy mindenkit koncoljanak fel. Az angolok több mint háromezer embert gyilkoltak meg. 1371 januárjában a Fekete Herceg betegsége miatt visszatért Angliába, ahol egy év múlva lemondott Aquitania hercegi címéről, majd négy év múlva meghalt.
A franciaországi csapatok irányítását testvére, Genti János lancasteri herceg vette át, aki felesége révén – névleg – Kasztília királya volt. Személyisége azonban elütött apjáétól és bátyjáétól, így nem volt alkalmas a francia előretörés megállítására. 1372-ben Guesclin seregei elfoglalták Poitout. Ez év júniusában a kasztíliai flotta megverte az angol hajóhadat La Rochelle-nél, és a győzelem láttán a város francia lakosai leverték az angol helyőrséget. Augusztusban az angol király és elsőszülött fia utoljára kihajózott a Francia Királyság felé, de a kedvezőtlen időjárási viszonyok miatt kénytelenek voltak visszafordulni.
1373 nyarán Genti János háromezer nehézlovassal és nyolcezer íjásszal megkezdte szokásos fosztogatását. A sereg Calais-ból indult, majd végigvonult Pikárdián, Champagne-on, Burgundián, Bourbonnais-n, Auvergne-en és Limousinon. A télen hatezer angol érkezett meg Bordeaux-ba. Az angolok öt hónap alatt 900 kilométert meneteltek, de egyetlen várat vagy várost sem vettek be, és senki nem állt ki velük nyílt csatában.
Az év végére a franciák elfoglalták Aquitaniát, és elesett La Réole. A d’Albretek, az angolok régi szövetségesei átálltak a franciák oldalára. 1374-re az angolok által ellenőrzött terület kisebb lett, mint amekkora 1337-ben, a háború megindításakor volt. III. Eduárd sokat ivott, a kincstár üres, Genti János pedig népszerűtlen volt. Nem maradt más választás, mint a békekötés a franciákkal, amelyre 1374 januárjában került sor Périgueux-ban. Ezt követően számos béketárgyalást tartottak a felek, amelynek fő kérdése már csak Gascogne volt, hiszen Aquitaniát elvesztették az angolok.

### Folytatódó háború

Hadműveletek és területi változások 1369–1380 között

1377. június 21-én meghalt III. Eduárd, akit unokája, a tízéves II. Richárd követett a trónon. A háború azonnal újrakezdődött. Jean de Vienne admirális vezérletével a francia flotta megszerezte az ellenőrzést a La Manche felett, és megakadályozta, hogy angol erősítés érkezzen Gascogne-ba és Bretagne-ba. A francia flotta a part menti angol városokat fosztogatta, felégette Plymoutht, majd augusztusban Hastingst.
Ezzel párhuzamosan a francia szárazföldi csapatok is támadásba lendültek Gascogne-ban és Bretagne-ban. Szeptemberben megverték Sir Thomas Felton sénéchal csapatait Eymet-nél, és az angol parancsnok fogságba került. A franciák elfoglalták Bergeracot. Bretagne-ban nagy területeket rohantak le, de nem tudták bevenni Brestet, amelyet Tamás, Buckingham grófjának hajóhada szabadított fel. János breton herceg az angolok mellé állt, és közösen kiszorították a franciákat. Calais-ból kitört az angol helyőrség, és felégette Boulogne kikötőjét. 1378-ban ismét megjelent a színen a navarrai király, aki Evreux grófságát kínálta Genti Jánosnak lánya kezéért, valamint részt vett V. Károly megmérgezési kísérletében. A franciák elfoglalták II. Károly normandiai birtokait, és a király, mielőtt elmenekült a Pireneusok túlsó oldalára, csak Cherbourg-t tudta eladni az angoloknak.
1378-ban a depressziós, súlyosan beteg V. Károly felajánlotta Aquitaniának a Dordogne folyótól délre eső részét és lánya kezét II. Richárd angol királynak. VI. Orbán pápa közbenjárására az egyezség meghiúsult. Eközben Languedocban lázadások törtek ki a magas adók miatt, amelyekből a háborút finanszírozta a francia uralkodó. Károly kénytelen volt engedni. 1380-ra az angolok is kifulladtak, sikertelenül támadták Harfleurt és Saint-Malót, és mindössze a kisebb fosztogatásokban értek el eredményt. Júliusban meghalt Bertrand du Guesclin Auvergne ostroma közben, szeptember 16-án pedig elhunyt V. Károly, akit a 12 éves VI. Károly követett a francia trónon.

### Utódlási harcok

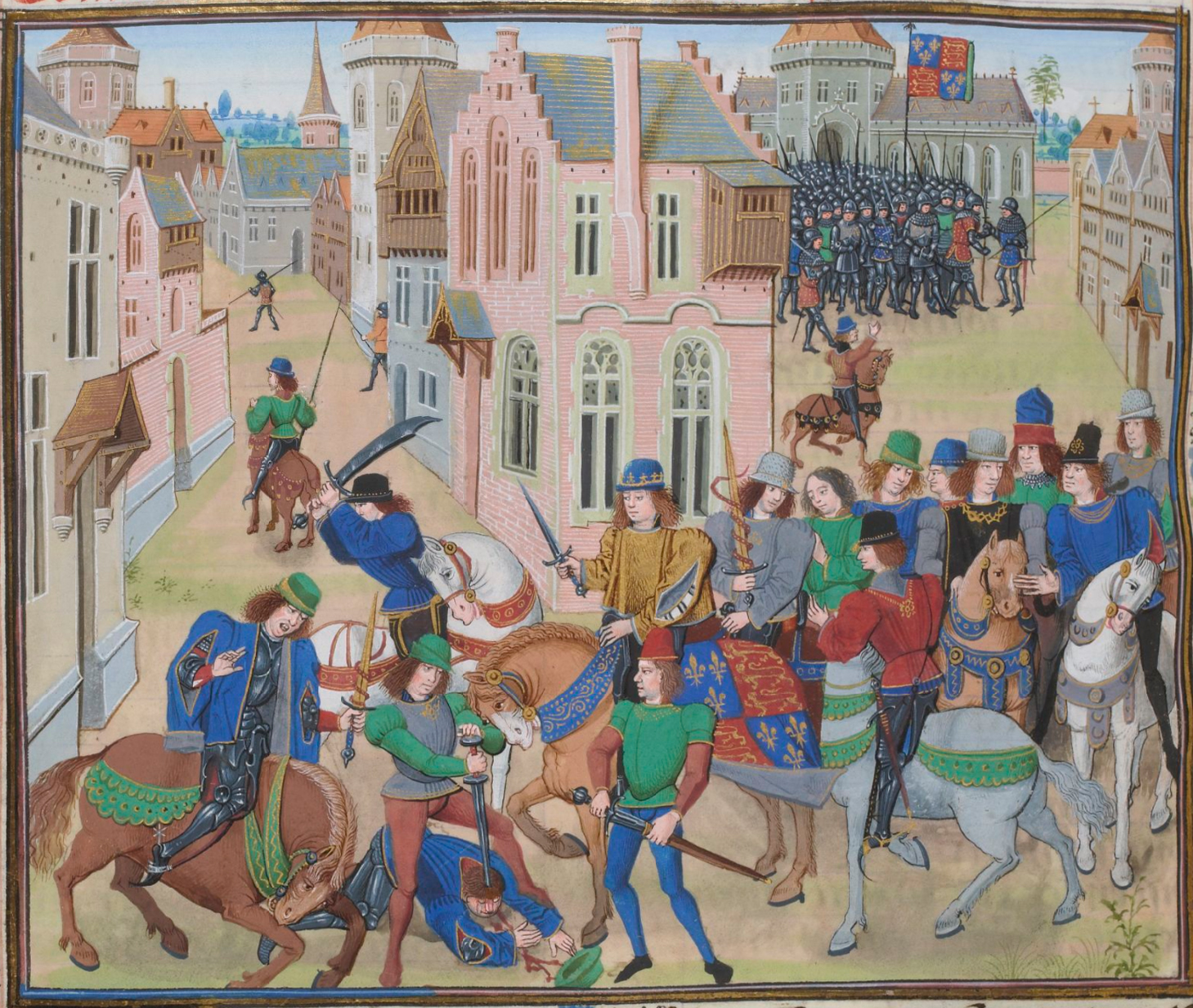
II. Richárd Wat Tyler megölését figyeli

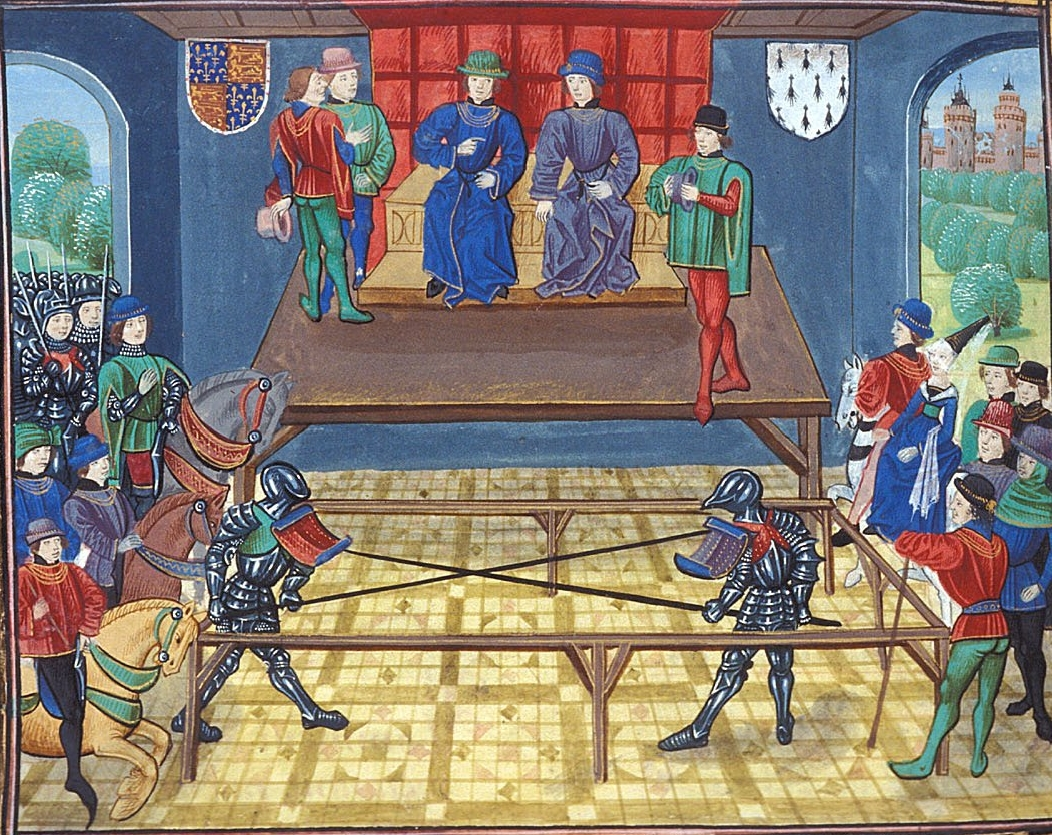
Glouchester és V. János breton herceg egy lovagi játékon

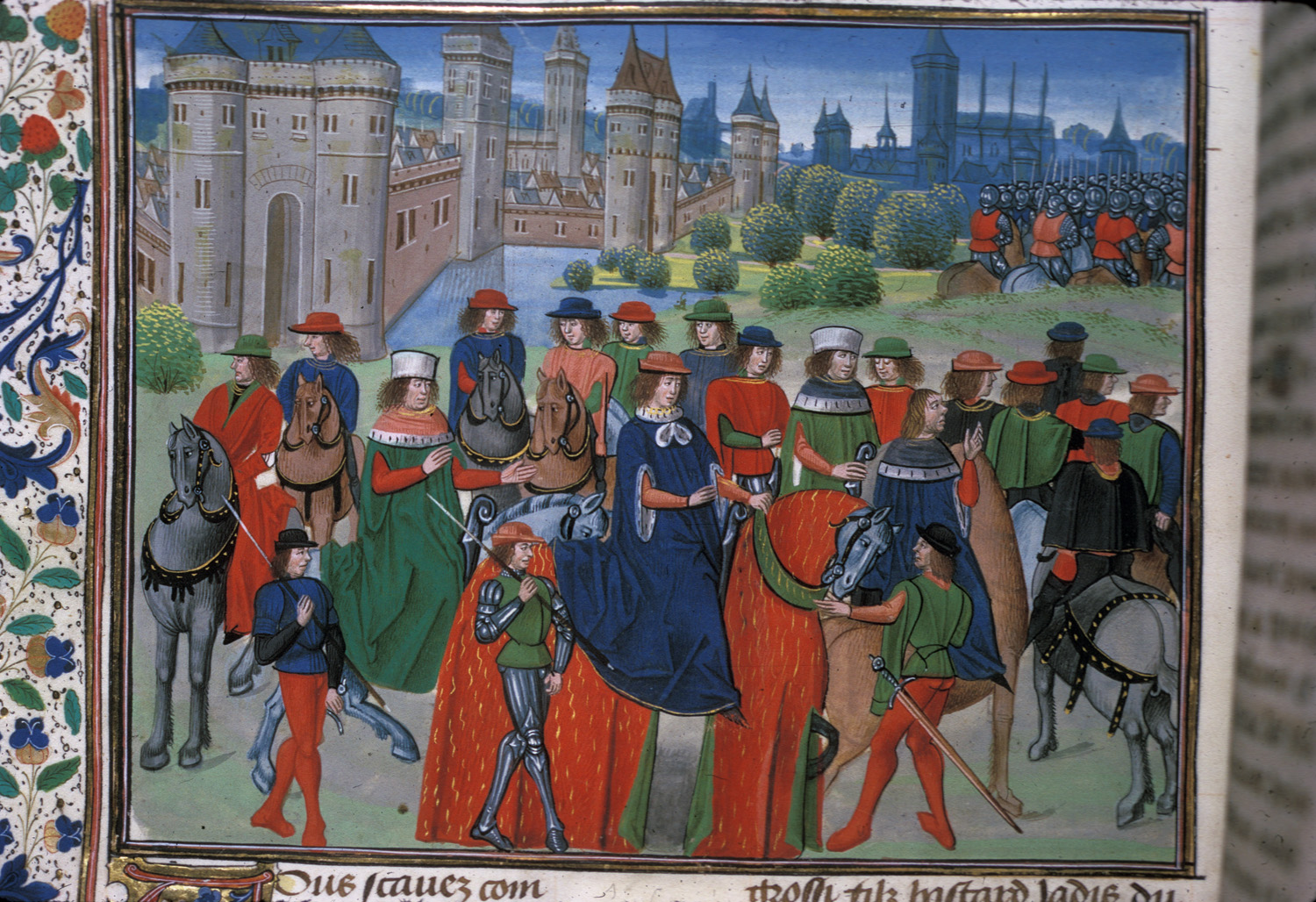
II. Richárd Froissart krónikájában

1380-ban Anglia és a Francia Királyság uralkodója is kiskorú volt, és mindkét országban hataloméhes rokonok próbálták megszerezni a politikai irányítást.
Angliában a király mellett működő tanácsnak két fontos feladata volt. Fel kellett állítania egy flottát, amely megvédi az országot a portyázó franciáktól és kasztíliaiaktól, valamint anyagilag támogatnia kellett a Csatorna túlpartján angol kézben lévő kikötővárosokat. Calais, Cherbourg és Brest olyan sok pénzbe került (46 ezer font), hogy 1380-ban már a királyi ékszereket is zálogba adták. A kincstár üres volt, a katonák hónapok óta nem kaptak zsoldot, és csak váltságdíjakból és a francia parasztoktól szedett védelmi pénzekből tudták fenntartani magukat.
A parlament ezért újabb adót vetett ki. 1381 májusában felkelés tört ki több grófságban: a parasztok megölték az adóbeszedőket, majd Londonba vonultak, kifosztották a Towert és megölték Simon Sudburyt, Canterbury érsekét. Miután a felkelők vezetőjét, Wat Tylert meggyilkolták, a lázadás elhalt. Hasonló felkelések törtek ki Franciaországban is 1382-ben, de II. Fülöp burgundi herceg hamar elfojtotta azokat, és a következő hat évben ő kormányozta a királyságot. Fülöp elsősorban Flandriára koncentrált, és csapatai 1382 novemberében legyőzték a flamandokat Roosebekénél.
A franciák erősödése aggasztotta VI. Orbán pápát, aki arra utasította az angliai püspököket, hogy indítsanak gyűjtést a VII. Kelemen ellenpápa elleni „keresztes hadjáratra”. Az összegyűlt pénzből toborzott sereg 1383-ban Calais-nál partra szállt, majd néhány város elfoglalása után az első nagyobb francia had láttán megfutamodott. Anglia új kancellárja, Michael de la Pole, Suffolk hercege békét akart kötni a franciákkal, hogy a háború ne terhelje tovább a kincstárat, és Anglia a skót veszélyre koncentrálhasson. Lépései azonban azzal az eredménnyel jártak, hogy elidegenítették az angoloktól hagyományos szövetségeseiket, a flamandokat és a bretonokat.
Tetézve az anyagi gondokat, Genti János 1386 júliusában elindult Kasztíliába, hogy megszerezze a trónt. Ekkor már 30 ezer francia katona és 1200 hajó gyűlt össze Sluysnál, hogy részt vegyen az Anglia elleni invázióban. Angliában pánik tört ki, megkezdték a katonák toborzását, akiket azonban nem fizettek, ezért útonállóknak álltak. Az angolok szerencséjére 1386. november közepén a franciák elálltak az inváziótól.
Anglia két nagy pártra szakadt: a háború támogatóira és ellenzőire. A háborús frakciót Glouchester, a király nagybátyja vezette. Mivel a háborúból sokan éltek Angliában, sokan támogatták a herceget, aki végül kitúrta posztjáról Suffolkot, és a királyi tanács hangadója lett. 1387 márciusában Richard Fitzalan, Arundel grófja kihajózott, hogy felmentse Brestet, és rávegye a bretonokat egy közös akcióra, de sikertelenül tért vissza Angliába. Augusztusban II. Richárd átalakította a kormányt, és Anglia a polgárháború szélére sodródott. Glouchesterék kivégeztek vagy száműzetésbe kényszerítettek Richárd tanácsadói közül többet, és 1388 nyarán folytatódtak az eredménytelen hadi vállalkozások a franciák ellen. Mivel északon a skótok fenyegették Angliát, az év végére nyilvánvalóvá vált, hogy békét kell kötni a franciákkal. A felek 1389 januárjában írták alá a megállapodást Leulinghenben.

## A békekötés után

### Anglia

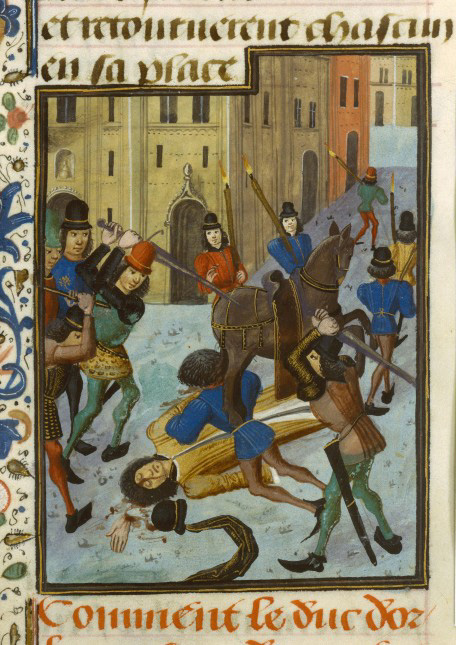
Lajos, orléans-i herceg meggyilkolása

II. Richárd úgy döntött, hogy Gascogne ügyét egyszer és mindenkorra „leválasztja” Angliáról, ezért önálló hercegséget hozott létre belőle, amelyet Genti Jánosnak adományozott 1390-ben, aki korona nélkül tért vissza Kasztíliából. Gascogne-ban felkelés tört ki a hírre, és János nem fért hozzá hercegségéhez. 1396-ban Richárd és Károly Calais közelében, Ardres-ben 28 éves fegyverszünetet kötött, és az angol király feleségül vette VI. Károly kilencéves lányát, Izabellát. Richárd azonban súlyos hibát követett el, megígérte ugyanis Károlynak, hogy az angol egyházat az avignoni pápa felé fordítja Rómától. Ez óriási felháborodást keltett Angliában.
Glouchester továbbra is a háború pártján állt, és amikor megérkeztek a hírek a francia lovagok vereségéről a nikápolyi csatában, ismét támadást javasolt. 1397 augusztusában Glouchester és Arundel összeesküvést tervezett, de elárulták őket, és II. Richárd mindkettőjüket megölette. A senkiben sem bízó, egyre zsarnokibb király száműzte Genti János fiát, a későbbi IV. Henrik angol királyt. 1399-ben Genti János meghalt. Henrik júliusban partra szállt Ravenspurben, és az elégedetlen mágnások segítségével megszerezte a koronát. Richárd 1400-ban a Pontefract-kastélyban meghalt, valószínűleg megölték.

### Francia Királyság
Franciaországban szintén sokan ellenezték a békekötést, és 1392-ben a vége felé közeledett a Valois hercegek párharca a hatalomért. Ebben az évben VI. Károly megőrült, és képtelenné vált a huzamosabb kormányzásra. Az ország irányításáért Fülöp burgundi herceg és Lajos orléans-i herceg harcolt, és az ország is két pártra szakadt. 1402-ben Lajos elérkezettnek látta az időt Gascogne meghódítására, és Károly csecsemő fiának adományozta a hercegi címet, holott IV. Henrik azt már saját utódának adta tovább.
1404-ben Lajos szisztematikus támadásokat indított Gascogne ellen, majd 1405-ben újabb francia akciók következtek. A következő évben a francia csapatok már Bordeaux közelében jártak, de az angoloknak sikerült egy folyami ütközetben megverni őket. 1407-ben Lajos támadásai Blaye-nél kifulladtak. A szárazföldi akciókkal párhuzamosan a francia hajók rendszeresen támadták a szigetország kikötővárosait, és 1404-ben francia katonák szálltak partra Walesben, hogy segítsék az ottani felkelést.
A 15. század első éveiben úgy tűnt, a Francia Királyság visszanyerte régi fényét: uralta Flandriát, Németalföldet és Genovát, „saját” pápája volt Avignonban, és a Milánói Hercegség megszerzésére készült. A hatalomért azonban két nagy úr, az apja 1404-es halála után a burgundi hercegi címet megkapó János és I. Lajos orléans-i herceg harcolt. Minden fontos kérdésben ellentmondtak egymásnak: más pápát tiszteltek és ellenvéleményen voltak az Angliai elleni háborút tekintve. Vetélkedésüknek János vetett véget, amikor 1407. november 20-án megölette Lajost.

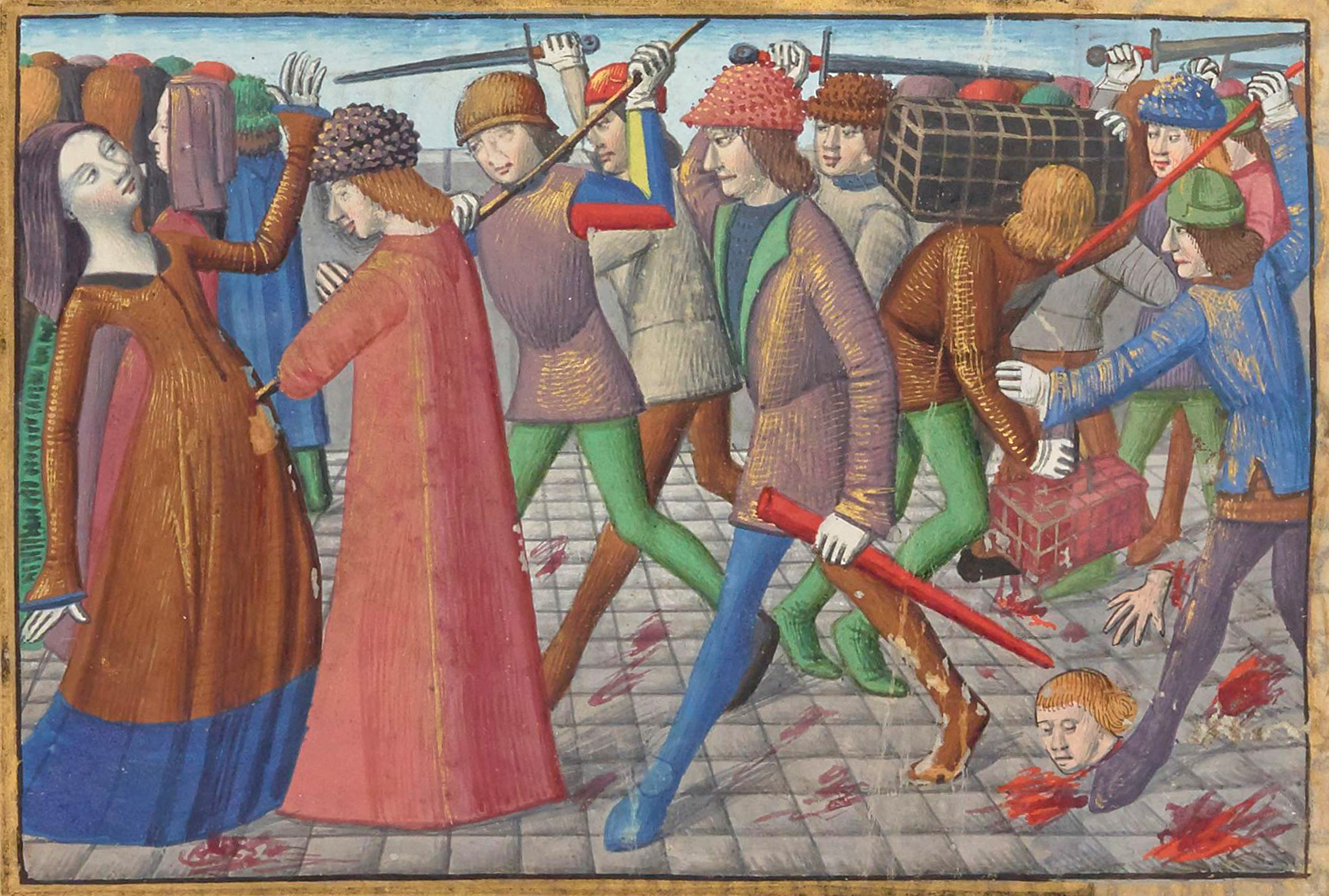
Caboche embereinek tombolása Párizs utcáin

A királyság, különösen Párizs, két felfegyverzett pártra, a burgundiaiakra és az armagnacokra szakadt. 1411-re a burgundiaiak, a párizsi hentesek céhének jelentős segítségével, ellenőrzésük alá vonták a fővárost, amire válaszul az armagnacok blokád alá vették Párizst. Ezután először a burgundiak, majd az armagnacok kértek angol katonai segítséget IV. Henriktől.
1412 augusztusában a Clarence hercege vezette angol sereg végigdúlta Sologne-t és az Indre-völgyet, és csak óriási váltságdíjak megfizetése ellenében fordult vissza. János herceg Párizsba hívta a főrendeket, hogy új adót vessenek ki, amely az angol invázió elleni védekezést szolgálná. Amikor a résztvevők kritizálni kezdték politikáját, szabadjára engedte henteseit, akiket Simon Caboche nevű vezetőjük irányított. A csőcselék számos urat megölt, és heteken át tartó terrorja számos gazdag polgárt fordított János ellen. 1413 augusztusában János megpróbálta elrabolni VI. Károlyt, de végül menekülnie kellett, és a kormányzást megszerezték az armagnacok. Március 20-án Angliában meghalt IV. Henrik, akit V. Henrik követett a trónon.
1414-ben Henrik számos tárgyalást folytatott az armagnacokkal. Az angol király minden fordulóban többet kért, és a követek eredmény nélkül tértek vissza a Francia Királyságba. Henrik kincstára is üres volt, de kölcsönöket vett fel, és sikerült egy nyolcezer íjászból, kétezer nehézlovasból, valamint könnyűgyalogosokból és tüzérségből álló sereget felállítania. A had átszállítására a Csatorna túlsó felére 1500 hajó gyűlt össze. Az indulás előtt leleplezték a király elleni Southampton-összeesküvést, és vezetőit kivégezték.

## A háború harmadik szakasza: 1415–1429

### Az azincourt-i csata

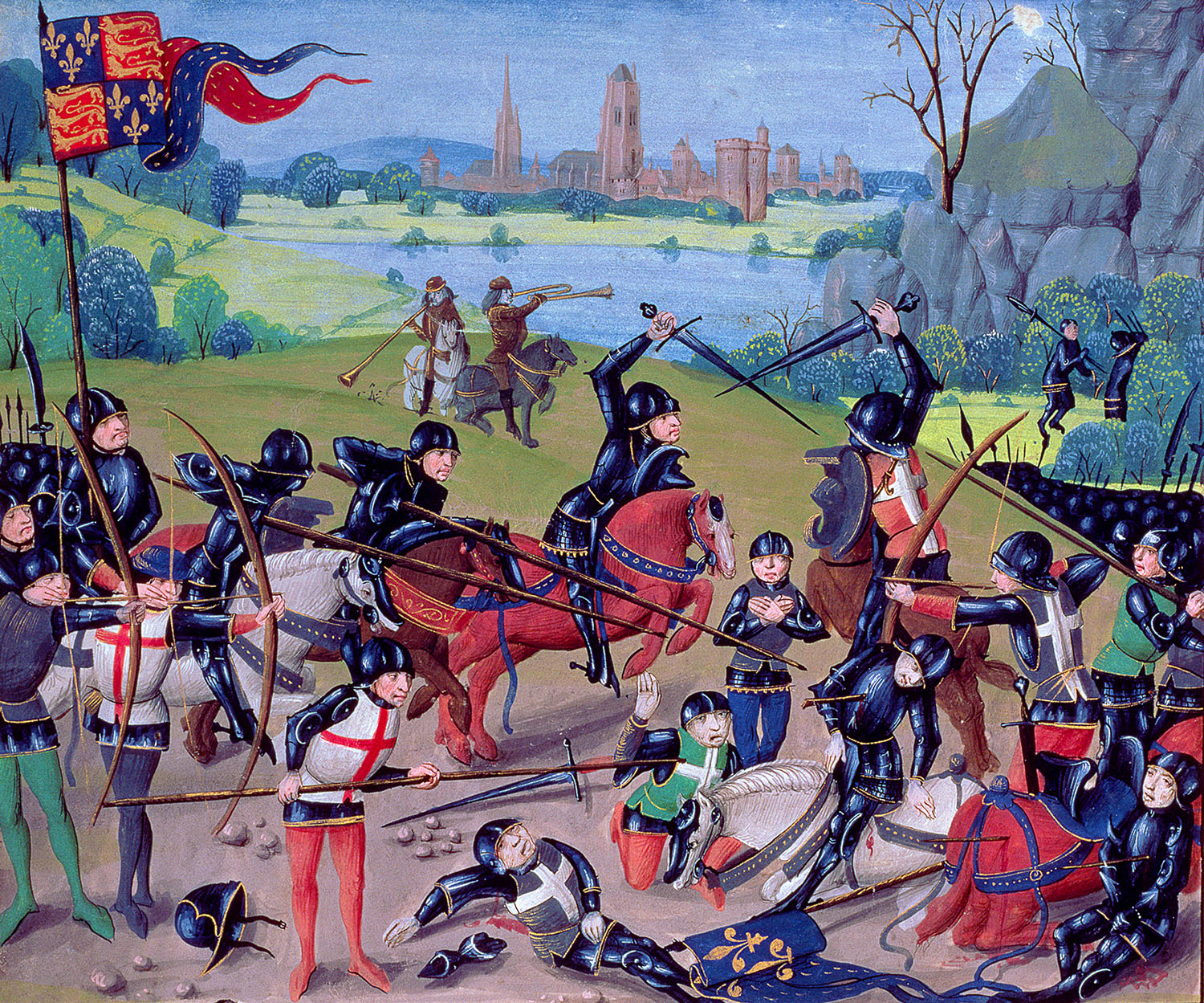
Az azincourt-i ütközet 15. századi ábrázolása

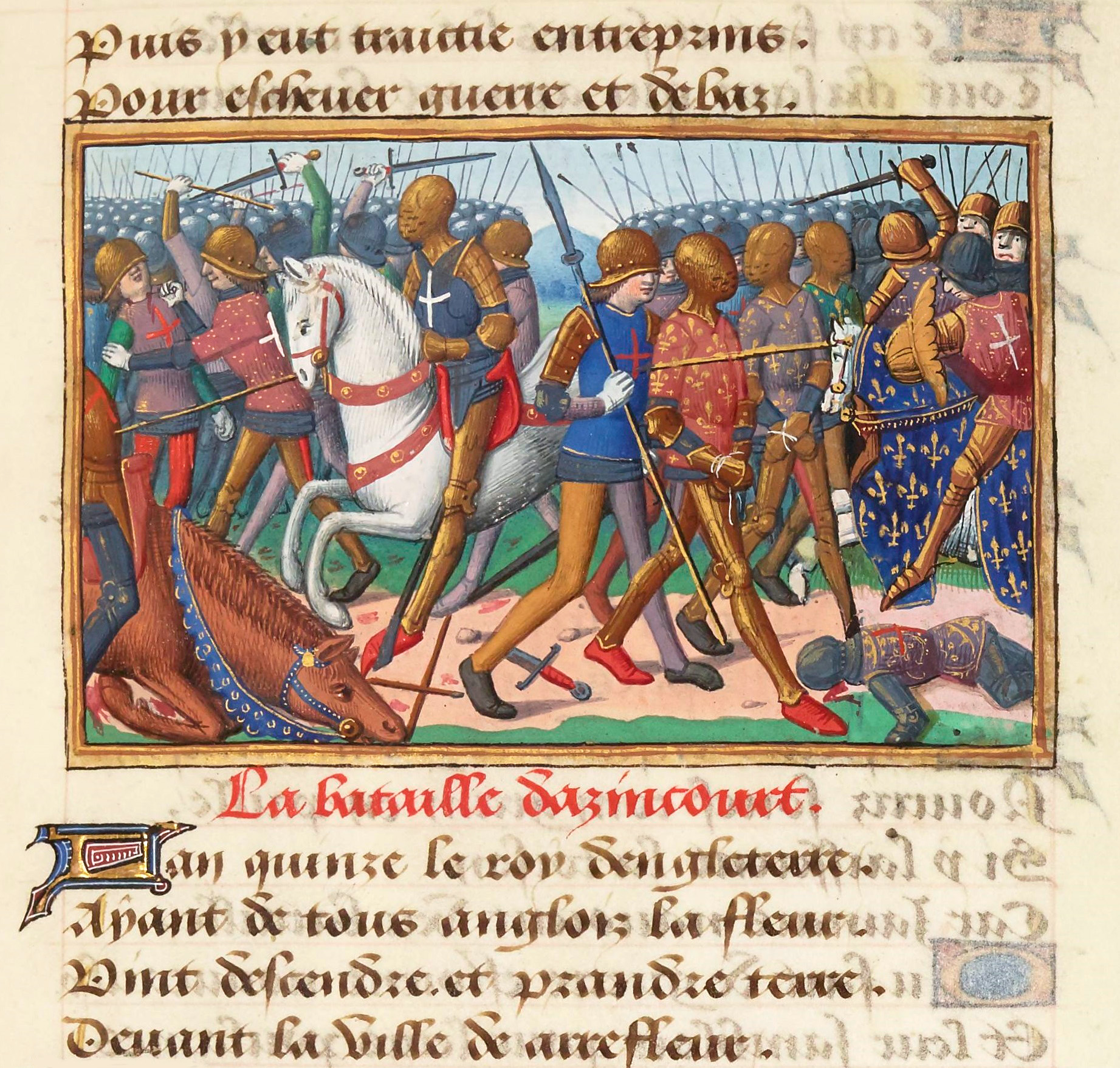
A csata VII. Károly zsolozsmás könyvében

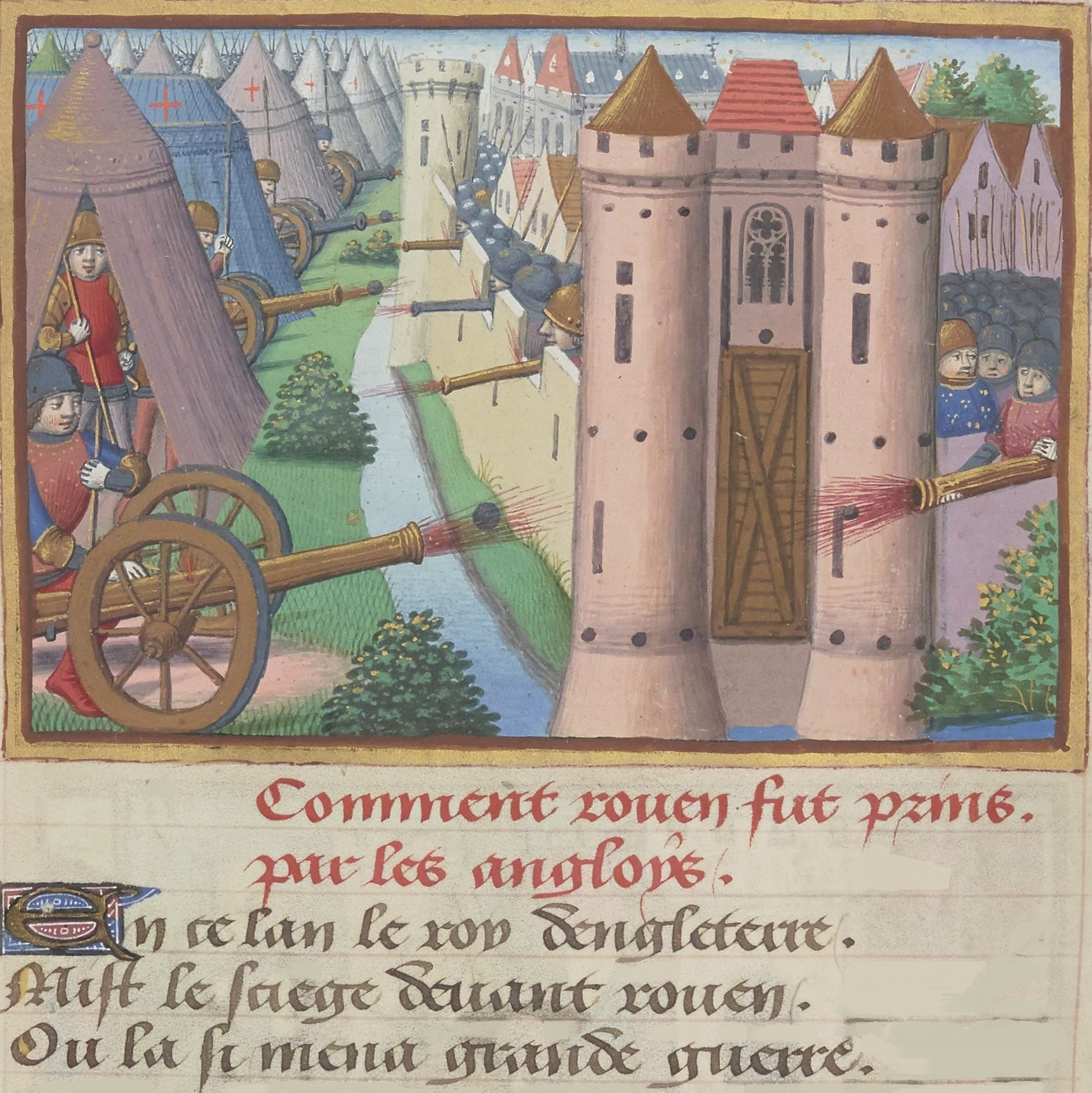
Rouen ostroma

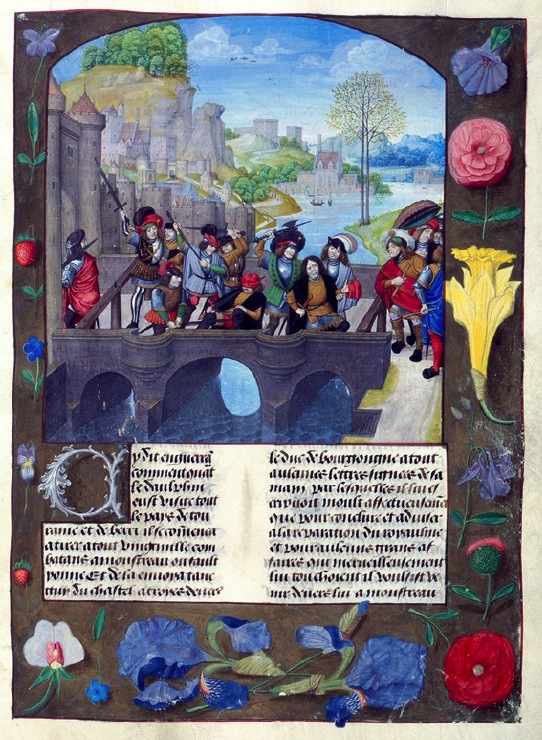
János burgundi herceg meggyilkolása

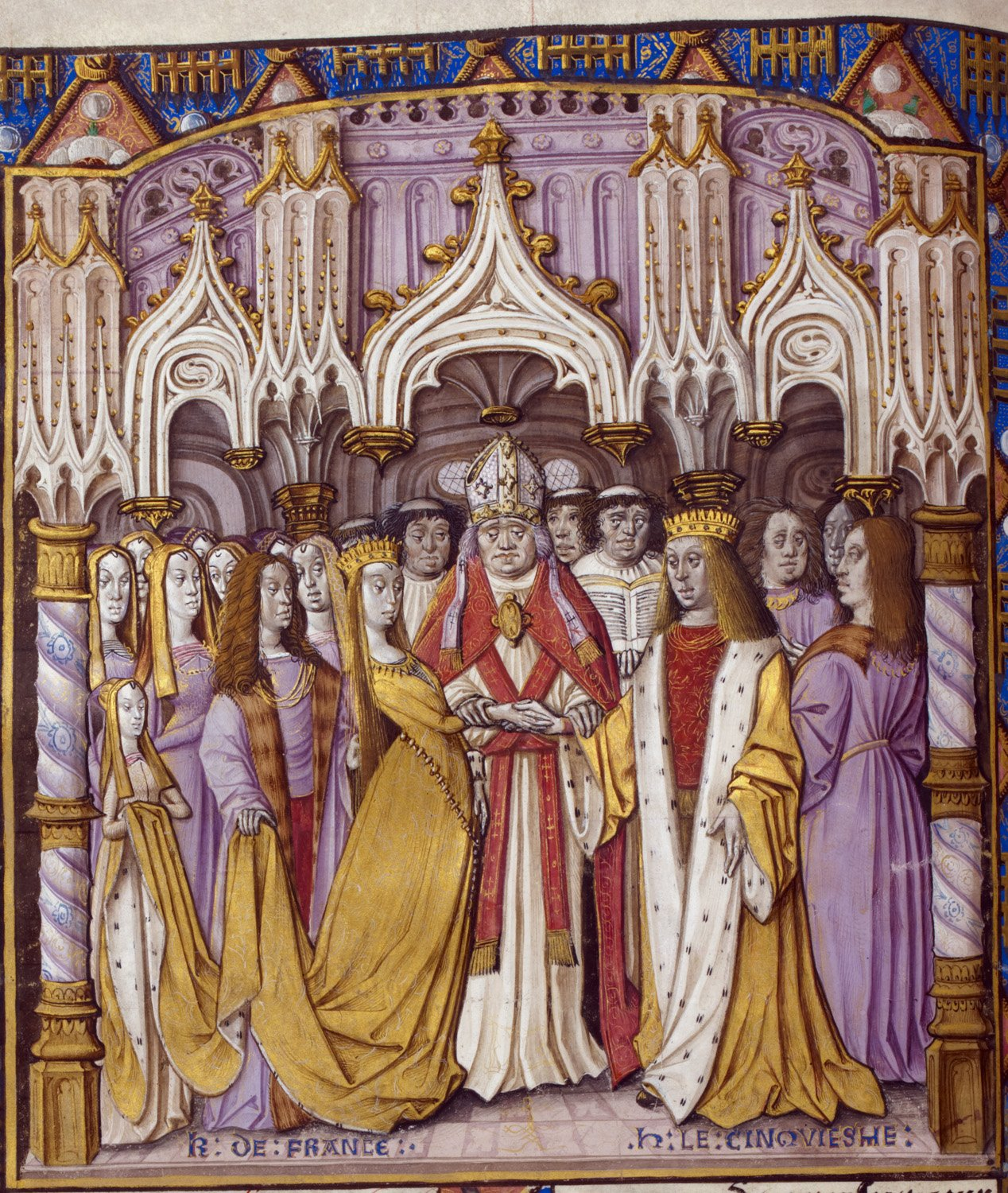
V. Henrik és Katalin királyné

1415. augusztus 11-én az armada kihajózott Portsmouthból, és három nap alatt átszelte a La Manche-t. A katonák Normandiában, a Szajna torkolatában, Harfleur közelében szálltak partra. Henrik azért választotta ezt a helyet, mert Harfleurből olyan erődítményt akart építeni, mint amilyen Calais, és a Szajna utat nyitott Franciaország belseje, közvetlenül Párizs felé. Az ostromban az angolok egyharmada meghalt, de szeptember 22-én a város védői megadták magukat. A király hazaküldte a sebesülteket, felállított egy helyőrséget, majd október 6-án elindult fosztogató hadjáratára, amelynek végállomásául Calais-t jelölte ki. Az angolok nem számítottak ellenállásra a nagyjából 240 kilométeres úton, de a franciák elhatározták, hogy feltartóztatják őket.
Október 24-én a két sereg találkozott. Az angolok védelmi pozíciót vettek fel, és várták a jóval nagyobb francia sereg támadását. Mivel a franciák sem mozdultak, október 25-én az angolok közelebb vonultak hozzájuk, és nagyjából 300 méterre tőlük ismét védelmi alakzatban álltak fel. Az azincourt-i csatában az angol íjászok megtizedelték a támadókat, majd az angol lovagok kézitusában súlyos vereséget mértek a franciákra. Amikor úgy tűnt, hogy a franciák harmadik hadteste is bekapcsolódik a csatába, Henrik kivégeztette az eddig foglyul ejtett franciákat. A franciák tízezer embert vesztettek, köztük rengeteg főurat. Másnap az angolok folytatták útjukat Calais felé, ahova október 29-én érkeztek meg. November közepén Henrik Angliába hajózott.
1416-ban Luxemburgi Zsigmond magyar és német király Angliába érkezett, hogy elősegítse az egyházszakadás rendezését. Zsigmond szövetséget kötött Henrikkel, ami annyira lenyűgözte János burgundi herceget, hogy októberben felajánlotta szövetségét az angoloknak VI. Károly trónfosztásához. Henrik eközben rendületlenül készült a háború folytatására, és 1417-ben már 34 hadihajója volt a négy évvel korábbi hattal szemben. A flotta fejlesztése hamar meghozta a várt eredményt: Bedford hercege súlyos vereséget mért 1416 nyarán a Harfleurt blokád alatt tartó franciákra. A következő évben Huntington grófja megsemmisítette a francia flotta maradékát is.

### Normandia meghódítása
1417 júliusában 1500 hajón tízezer katona indult Henrik új hadjáratára. Az uralkodó új célt tűzött ki a fosztogatás helyett: régióról régióra tervezte meghódítani a Francia Királyságot. Augusztus 1-jén az angolok partra szálltak a Touquers-folyó torkolatánál. Az angolok ellenállás nélkül nyomultak előre, mivel Armagnac grófja, a francia hadsereg főparancsnoka nem merte elhagyni Párizst a falak előtt várakozó burgundiai hadsereg miatt. Augusztus 18-án az angol király megkezdte Caen ostromát, majd szeptember 4-én rohammal bevette. A támadók legalább kétezer caeni lakost mészároltak le. Az angolokat megelőzte kegyetlenségük híre, így a normandiai városok, Lisieux, Bayeux, Argentan és Alençon gyorsan megadta magát. 1418 februárjában elesett Falaise, és tavaszra Normandia alsó része és a Cotentin-félsziget Henrik kezében volt. Júniusban Louviers, július 20-án Pont de l’Arche esett el.
Július 29-én az angol had megérkezett Normandia fővárosa, Rouen elé. A várost hét kilométernél hosszabb fal, hat hatalmas barbakán, hatvan torony és egy szokatlanul mély árok, valamint négyezer fős helyőrség védte. Henrik négy tábort állíttatott és árkokkal kötötte össze őket. A védők abban bíztak, hogy megérkezik a felmentő sereg, de az armagnacok és a burgundiaiak ebben az időben Párizsért harcoltak. 1419. január 19-én Rouen megadta magát, és az év végére Normandia ismét angol fennhatóság alá került. Júliusban Henrik elfoglalta Pontoise-t, amely jó kiindulási bázis volt Párizs felé. Az uralkodó angolokat telepített az elfoglalt városokba, és normandiai birtokokat adományozott lovagjainak. A hercegség hagyományos adminisztrációját meghagyta, de a nyolc elöljáró angol volt. Normandiát az angolok súlyosan megadóztatták, hogy fedezzék a további hadmozdulatok költségét.

### A troyes-i megállapodás
II. János burgundi herceg, aki 1418-ban bevette Párizst, megrettenve Normandia bukásától, megpróbált kiegyezni az armagnacokkal. 1419 nyarán a felek Corbeille-nél találkoztak, és úgy tűnt, egyezségre jutnak. Valójában az armagnacok bosszúra készültek: szeptember 10-én meggyilkolták a burgundi herceget, amikor tisztelete jeléül letérdelt a trónörökös előtt. A gyilkosság híre heves ellenérzéseket szült a királyságban, és sokan az armagnacokat okolták Franciaország minden nyomorúságáért. Habár a hosszú háború megteremtette a nemzeti érzetet mindkét oldalon, a két nagy francia párt annyira gyűlölte egymást, hogy nem jutott közös nevezőre az angolokkal szemben.
Burgundia új uralkodója, III. Fülöp herceg nem vágyott a francia trónra. Célja az volt, hogy a királyság északi részét két nagy egységre, Angliára és Burgundiára osszák, ezért 1419 decemberében szövetséget kötött az angol királlyal. 1420 májusában Henrik Troyes-ban találkozott az őrült francia királlyal. A felek megállapodást kötöttek, amely szerint Henrik feleségül veszi VI. Károly lányát, Katalint, és a francia trón örököse lesz. A frigyet 12 nap múlva megtartották. Károly fiát, a későbbi VII. Károlyt kizárták az örökösödésből. Ennek a döntésnek tényleges hatása nem volt a trónörökösre, hiszen Bourges-ban megvolt az udvartartása, és azok, akik nem fogadták el az angol uralmat, őt tekintették a törvényes uralkodónak.
Henrik és Fülöp ezután folytatta a trónörökös és az armagnacok által ellenőrzött területek elleni támadást, hogy minden ellenállást felszámoljanak Normandia és Párizs között. Elesett Montereau, majd november 18-án, 18 hónap ostrom után Melun is, amelyet egy gascogne-i katona, Arnaud Guillaume de Barbazan védett. 1420. szeptember 1-jén V. Henrik, VI. Károly és II. Fülöp ünnepélyesen bevonult Párizsba. A francia rendi gyűlés ratifikálta a troyes-i megállapodást, „borzalmas és rettenetes bűnei” miatt kizárva a trónörököst az utódlásból.
1421 januárjában Henrik és hitvese Angliába hajózott, ahol február 23-án Canterbury érseke megkoronázta Katalint a westminsteri apátságban. A pár körutazást tett, amelynek fő célja a pénzgyűjtés volt a háború folytatására. Áprilisban meghalt Henrik testvére, Clarence, a trón várományosa egy összecsapásban Baugé közelében. Az ütközetben a franciák oldalán hadakozott a skóciai Buchan grófja, akit a győzelem után a francia csapatok parancsnokának neveztek ki.
1421 júniusában Henrik négyezer katonával partra szállt Calais-nál, majd folytatta útját Párizs felé, amelyet három Armagnac-erősség, Dreux, Meaux és Joigny fenyegetett. Henrik elfoglalta Dreux-t, Vendôme-ot és Beaugencyt, majd Orléans-hoz vonult. Mivel nem volt elég utánpótlása, nem ostromolta meg az erős várost, hanem északra fordult, és elfoglalta Villeneuve-le-Roi-t. A királyi sereg októberben megkezdte Meaux ostromát. December 6-án Windsorban megszületett Henrik fia, a későbbi VI. Henrik. 1422. május 10-én, nyolc hónapnyi ostrom után a város elesett.
Az ostrom alatt a király megbetegedett, és augusztusban már haldoklott. Fivérét, János bedfordi herceget Franciaország régensévé, a trónörökös oltalmazójává nevezte ki, Glouchester hercege pedig Anglia régensi posztját kapta meg. Bedfordnak azt tanácsolta, hogy mindenáron óvja meg a szövetséget a burgundiaiakkal, és ha rosszra fordulnak a dolgok, koncentráljon Normandiára. A király augusztus 31-én Vincennes-ben elhunyt. Hat héttel később VI. Károly is meghalt. A csecsemő VI. Henrik angol uralkodót így, II. Henrik néven, Franciaország királyává is koronázták. Uralkodását a Loire-tól északra, néhány enklávét leszámítva, mindenki elfogadta.

### Hármas szövetség
Az V. Henrik halálát követő hét esztendő a százéves háború legsikeresebb időszaka volt az angolok számára. A megszállók a Loire völgyében ereszkedtek dél felé. Az angol erőket Lancaster János, Bedford hercege, Thomas Montagu, Salisbury grófja és Richard Beauchamp, Warwick grófja vezette.

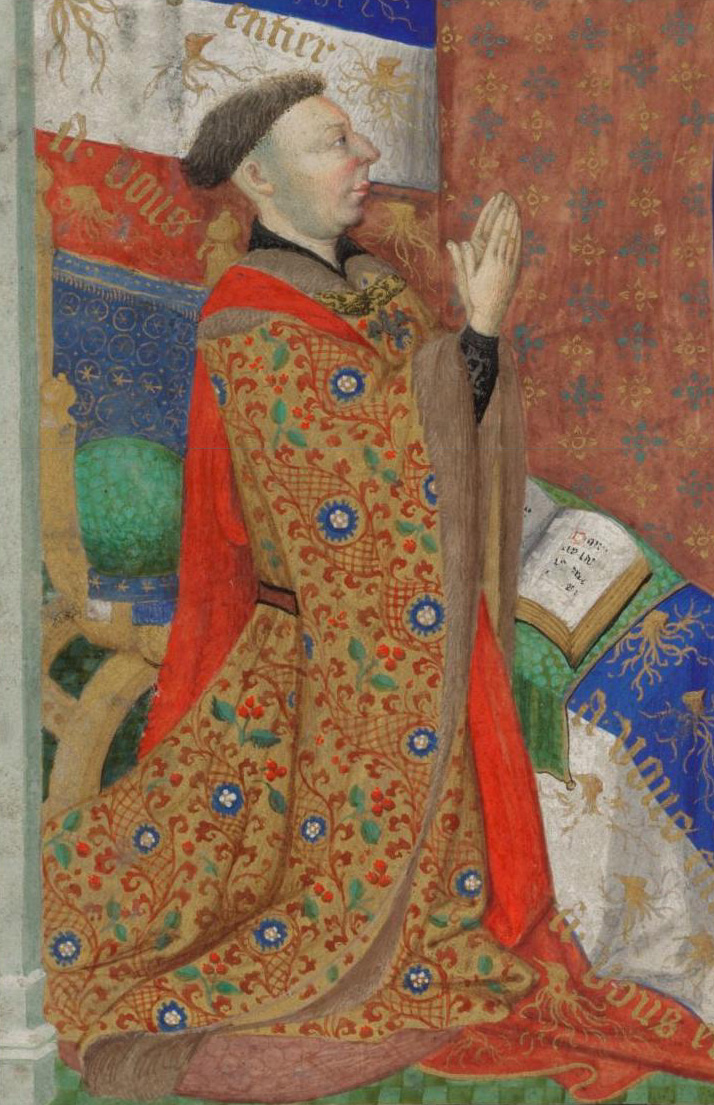
János, Bedford hercege

Ebben az időszakban angol kézen volt Normandia, Maine, Anjou, Párizs, Île-de-France, Champagne egy része, Pikárdia, Gascogne és Pas de Calais. Burgundiát és Champagne többi részét az angolok szövetsége, a burgund herceg ellenőrizte. Bretagne önállóságot élvezett V. János breton herceg vezetésével. Franciaország többi részét a trónörökös és a mellette kitartó armagnacok birtokolták, székhelyük Poitiers-ben és Bourges-ban volt.
Az angolok által megszállt francia területek az Angol Királyságtól függetlenek voltak. Megtartották a hagyományos intézményeket, amelyeket a helyiek működtettek néhány angol felügyelete alatt. Bedford igyekezett megkedveltetni az angol uralmat, ezért bátorította a kereskedelmet, egyetemet alapított Caenben, kiváló minőségű aranypénzt veretett. Párizs adminisztrációját megtisztították a trónörökös híveitől, és a hivatalok aggályok nélkül együttműködtek a megszállókkal. Az angolok súlyos termék- és ingatlanadókat vetettek ki. A francia parasztokat az angol helyőrségek is szorongatták? a farmokat kifosztották, az embereket elrabolták, majd váltságdíjat kértek értük, védelmi adót szedtek. Az országban szabadcsapatok garázdálkodtak, akik mindenkit megtámadtak a területükön, és gyakran élve megnyúzták áldozataikat. A közállapotok miatt 1420 végére Normandia befizetései a kincstárba jelentősen csökkentek.
Az önálló Normandiai Hercegség csak burgundi szövetségesei segítségével volt képes működni, akik annyira tartottak az armagnacok visszatérésétől, hogy inkább az angolokat támogatták. Vezetőjük, a burgundi herceg azonban büszke volt a benne folyó Valois-vérre, és soha nem békélt meg a Lancasterek jelenlétével. 1423 áprilisában Bedford, Burgundia és Bretagne hercege szövetségi szerződést kötött Amiens-ben, amelynek célja a trónörökös pártjának elpusztítása volt. Burgundia és Bretagne azonban egy titkos megállapodást kötött később, amely kizárta, hogy egymás ellen forduljanak, ha bármelyikük mégis átállna a másik oldalra. Májusban Bedford feleségül vette Fülöp testvérét, Annát.

### Folytatódó hódítás

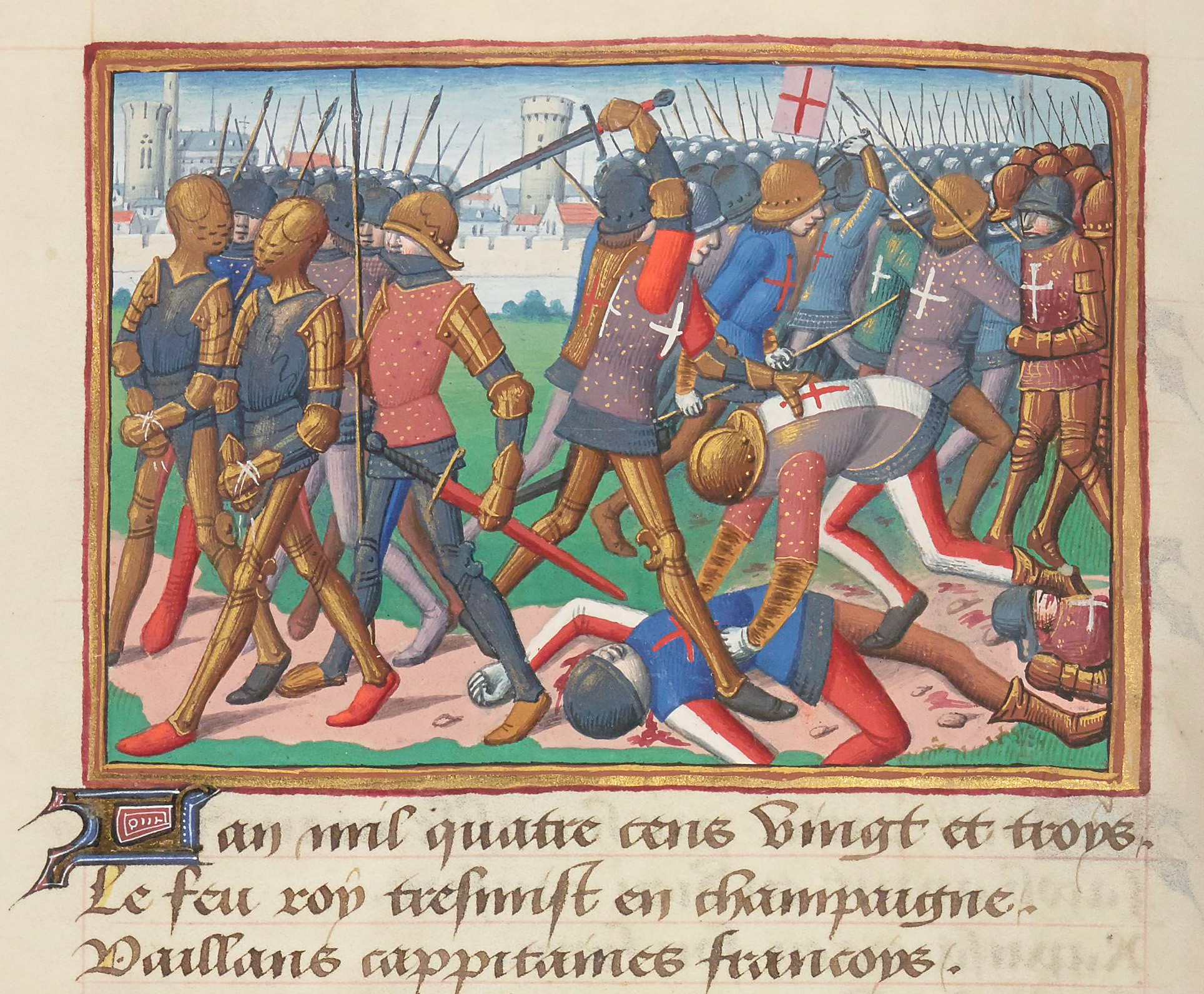
A cravant-i összecsapás

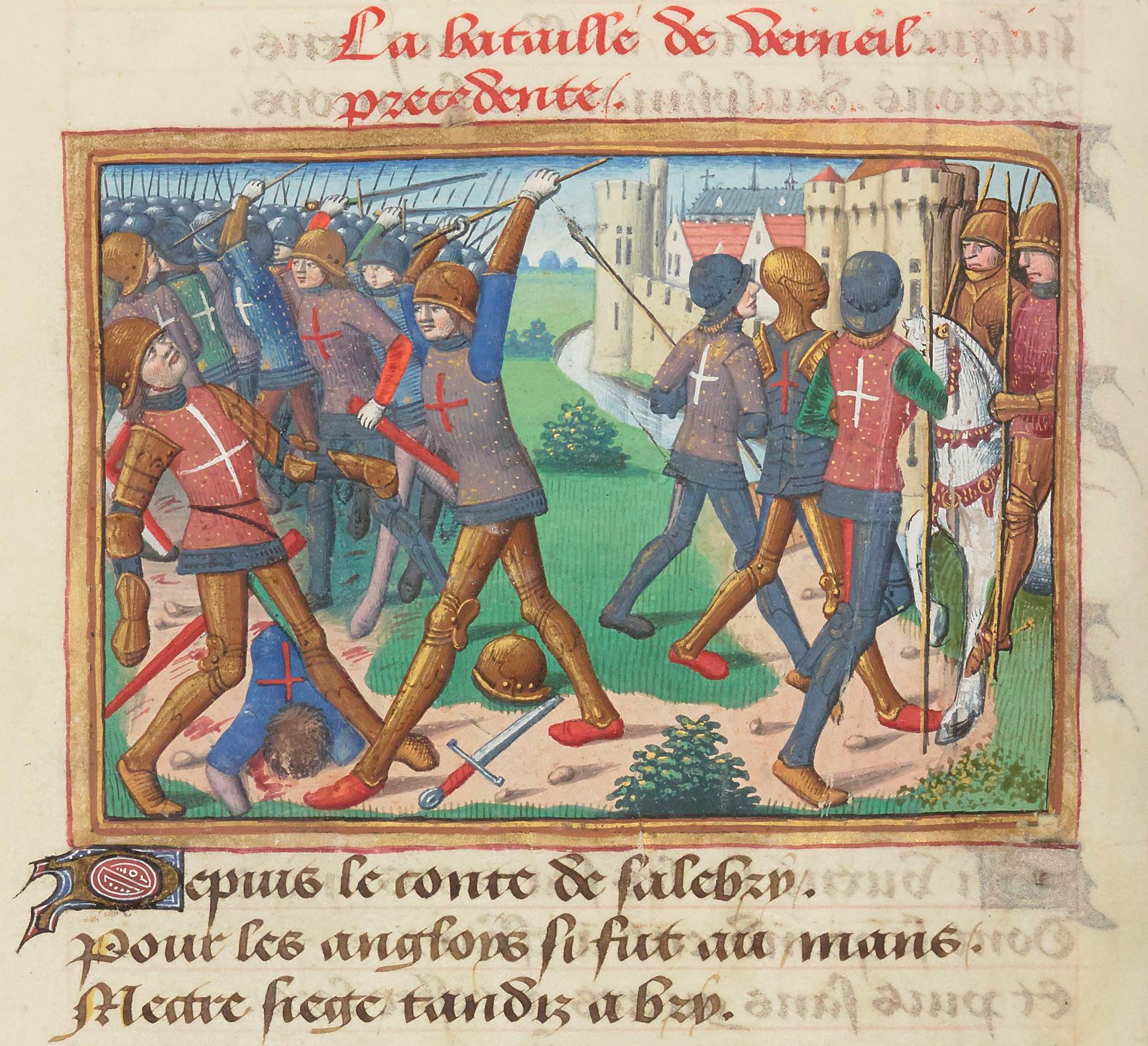
A vernuili mészárlás

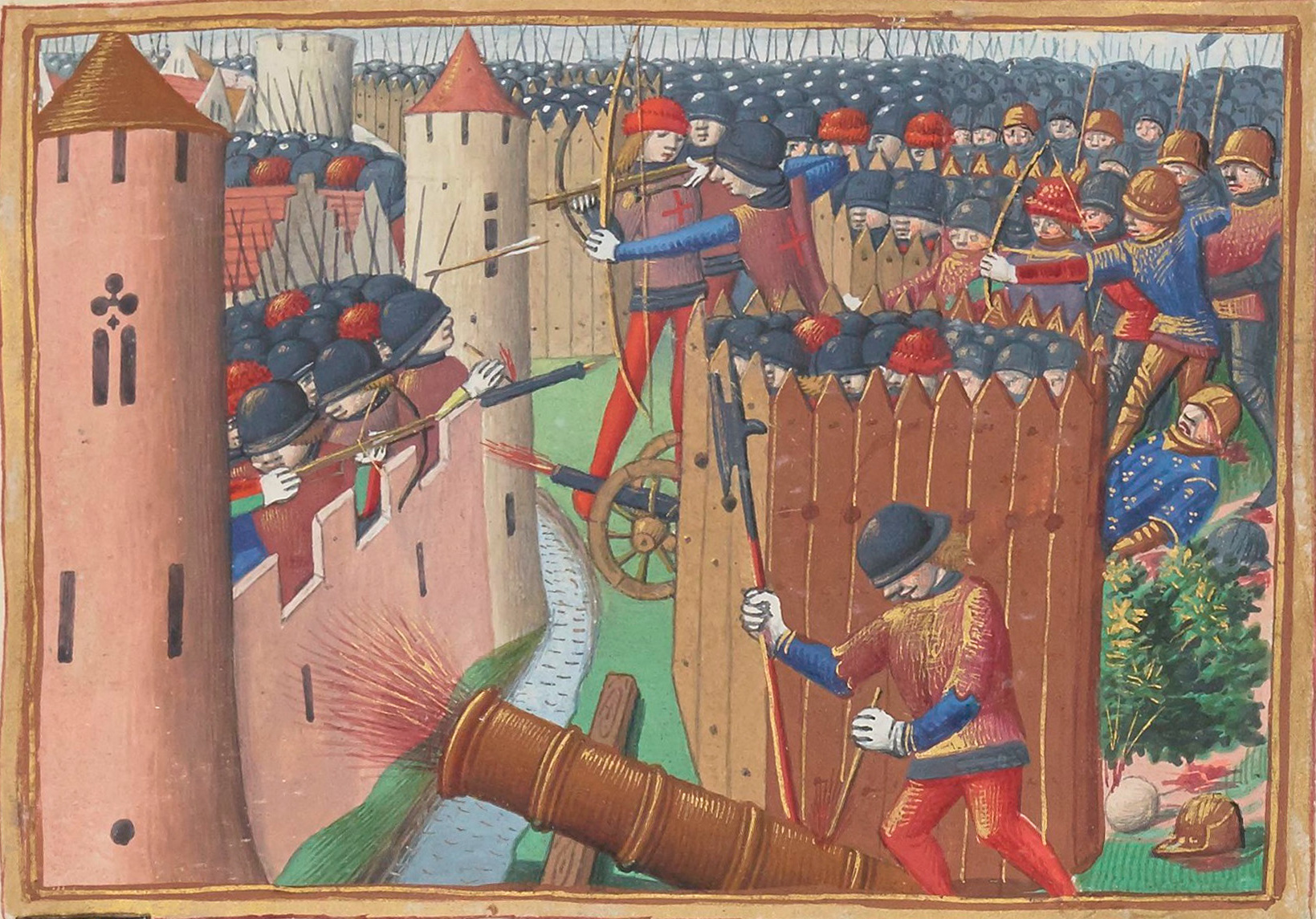
Orléans ostroma

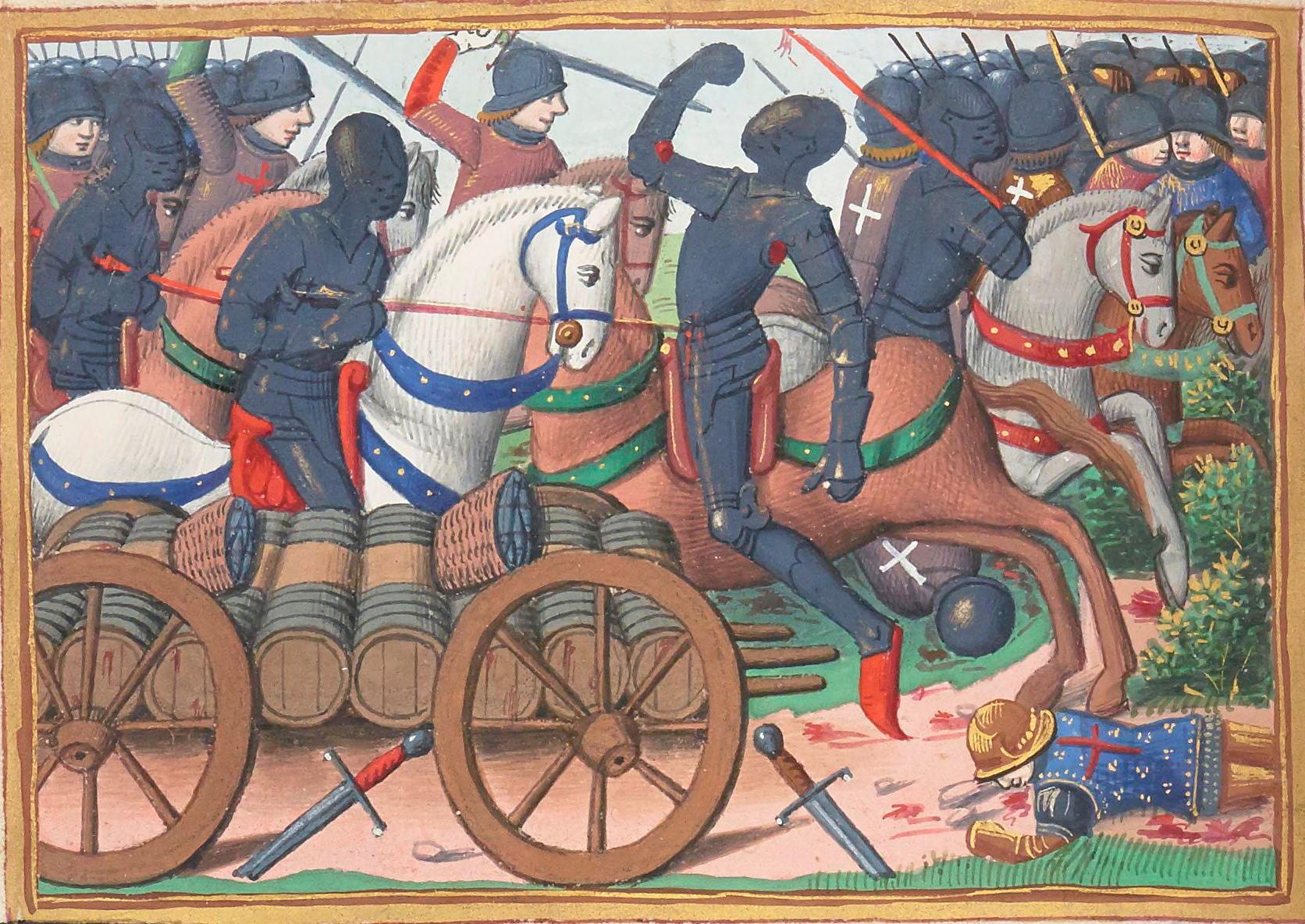
A heringek csatája

1423-ban a szövetséges csapatok elfoglalták Le Crotoy-t, és kifosztották Xaintrailles-t. Harcok voltak Gascogne határain is, és a trónörökös hívei megtámadták La Réole-t. Nyáron az Armagnac-párt skótokkal, valamint spanyol és itáliai zsoldosokkal megerősített serege Cravant-hoz vonult, hogy betörjön a Burgundi Hercegségbe, és ezzel felszabadítsa a Champagne-ban és Pikárdiában elszigetelt helyőrségeket. A védők elkeseredetten harcoltak, de júliusra – Jean de Wavrin szerint – a városban „sem macska, sem kutya, sem patkány, sem egér nem volt, amelyet ne faltak volna fel.” Július 29-én megérkezett a felmentő sereg, amely heves csatában átverekedte magát a Yonne-folyón. A harcokban a trónörökös katonái közül 1200 estek el, közöttük sok skót.
1424-ben az angolok Maine-re és Anjoura koncentráltak, és tízezer fős csapattal Ivry ellen vonultak. A város és néhány más kisebb település elfoglalása után az angol sereg augusztus 17-én Verneuil-nél megütközött a trónörökös francia–skót csapataival. Az angolok a poitiers-i és az azincourt-i csatában alkalmazott felállást választották a jóval erősebb, 17 ezres sereg ellen, majd támadásba lendültek. A heves kézitusában hétezer ellenséges katonát – köztük sok skótot – öltek meg. Az ütközet után Bedford szisztematikusan felszámolta az ellenállást Maine-ben és Anjouban.
Az angol–burgundi együttműködés még ebben az évben veszélybe került, amikor Humphrey, Glouchester hercege feleségül vette Jacqueline-t, Hainaut grófnőjét, és ötezer katonával megpróbálta megszerezni flandriai területeit, amelyekre III. Fülöp is rá akarta tenni a kezét. A dühös burgundi herceg szeptemberben a szövetség felmondásával fenyegetőzött Párizsban. 1425 decemberében Bedford kénytelen volt Angliába utazni, amelyet Glouchester csaknem polgárháborúba sodort. Erre az időre az angolok jelentős részének elege lett a háborúból, és egyre kevésbé akarták anyagilag, emberrel támogatni a Csatorna túlsó felén zajló hadmozdulatokat.
1426 júniusában a breton herceg megállapodott a trónörökössel Saumurban, és fivére a skótokkal együtt lerohanta az angol erősséget, Pontorsont. Bedford 1427 márciusában tért vissza Franciaországba. Vele érkezett John Talbot báró, a háború egyik későbbi kiemelkedő hadvezére. Májusban Warwick visszafoglalta Pontorsont. János burgundi herceg visszatért az angol szövetségbe, és szeptemberben megerősítette a troyes-i szerződésben foglaltakat. Glouchester lemondott németalföldi igényeiről, és 1427 végére helyreállt az angol–burgundi szövetség.
Eközben az angol sereg Montargis ellen vonult. A Yonne völgyét uraló erődítményt július 15-én kezdték ostromolni Warwick csapatai. A támadás lassan haladt, így a franciáknak sikerült sereget gyűjteniük, amely Jean de Dunois gróf, a meggyilkolt orléans-i herceg törvénytelen fia vezetésével szeptember 5-én felszabadította a várat. Ugyanezen a napon Ambrières-ben vereséget szenvedett Sir John Fastolf is, ami a maine-i felkelés kezdetét jelentette. Bedford újra ostromolni kezdte Montargist, és hozzálátott a lázadás leveréséhez is. Talbot felmentette az ostromlott Le Mans-t, és elfoglalta Lavalt.
1428 júniusában Salisbury csaknem háromezer új katonával szállt partra, akikkel a következő hónapban Párizsba érkezett. Salisbury Orléans-t akarta megtámadni, amelynek elfoglalása utat nyitott volna a trónörökös hátországa felé, Bedford azonban Angers-t akarta ellenőrzése alá vonni, ami biztosította volna Anjout az angoloknak, összekötve az északi területeket és Gascogne-t. Salisbury akarata diadalmaskodott, és a gróf augusztus közepén elindult Orléans felé. Útközben elfoglalt negyven várost és erődöt, majd október 12-én megérkezett a magas fallal és nagy helyőrséggel védett Orléans-hoz. Az angolok olyan kevesen voltak, hogy körbe sem tudták venni a várost, így abba folyamatosan érkezhetett az utánpótlás. Október 27-én nagy veszteség érte az angolokat, belehalt egy héttel korábban szerzett sebesülésébe Salisbury. Az ostromot William de la Pole, Suffolk grófja folytatta.
1429. február 12-én lezajlott a heringek csatája, amikor négyezer francia és skót katona megtámadta John Fastolf utánpótlást szállító kocsijait Rouvray közelében. A szekérvárat 1500 angol katona védte, és súlyos vereséget mért a támadókra. Tavasszal a franciák felajánlották a burgundi hercegnek Orléans-t, de Bedford nem engedte, hogy elfogadja, ezért János visszarendelte katonáit az ostromból. Április 30-án egy kis csapat élén megérkezett az ostromlott városba Jeanne d’Arc.

## A háború negyedik szakasza: 1429–1453

### Jeanne d’Arc megjelenése

A Francia Királyság 1429-ben. Bordó – angolok, lila – burgundiaiak, kék – franciák. piros szaggatott vonal – angol hadjárat (1415), kék szaggatott vonal – Jeanne d’Arc útja. Sárga csillagok – döntő csaták

A 17 éves írástudatlan domrémyi pásztorlány megjelenése alaposan felforgatta a háború folyását. Jeanne d’Arc azt állította, az Úristentől azt a feladatot kapta látomásaiban, hogy űzze ki az angolokat. 1428-as feltűnésekor a trónörökös ügye veszni látszott: az angolok megállíthatatlanul nyomultak előre, a burgundiaiak és az armagnacok pedig kibékíthetetlenül gyűlölték egymást. A legnagyobb problémát azonban az uralkodásra alkalmatlan VII. Károly okozta azzal, hogy ügyei intézését az egymással vetélkedő főurakra bízta. Udvarában azonban számos jó katona volt és jövedelme háromszor-ötször meghaladta a régensét, vagyis volt embere és pénze a háború megfordításához.
1429. februárban a trónörökös fogadta Johannát, aki elmondta isteni látomását, valamint azt, hogy látta Károly reims-i megkoronázását. A trónörökös engedélyezte, hogy a lány Orléans-ba menjen. Johanna levelet írt Bedfordnak és az angol uraknak, amelyben közölte: „A Mennyek Ura azért küldött engem, hogy kikergesselek benneteket egész Franciaországból”. A pásztorlány négyezer katonával indult el a város felszabadítására, amelynek fő ereje május 3-án érkezett meg. A franciák néhány nap alatt lerohanták az angolok által épített erődítéseket, és május 8-án Suffolk feladta a kilencven napja tartó ostromot.
Jeanne d’Arc hatására a franciák morálja az egekbe szökött, és II. János, Alençon hercegének hadserege azonnal az angolok ellen indult. Június 12-én leölték Jargeau helyőrségét, és foglyul ejtették Suffolkot. Három nappal később elfoglalták a Meung-folyó felett átívelő hidat Beaugencynél, majd megadta magát a helyőrség is. Johanna azzal biztatta a franciákat, hogy nagy győzelmet aratnak majd, és azzal ösztökélte őket a menekülő angolok üldözésére, hogy „azért vannak a sarkantyúitok, hogy használjátok őket”. Június 18-án a két sereg összecsapott Pataynál. A franciák legázolták Talbot íjászait. Talbot fogságba esett, de John Fastolfnak sikerült elmenekülnie katonái egy részével, és másnap elérte Corbeil-t.
Johanna rábeszélte Károlyt, hogy tartson vele Reims-ba, ahol megkoronázzák. A sereg bevonult a városba, és Károlyt 1429. július 17-én valóban megkoronázták. Enguerrand de Monstrelet krónikájában azt írta: akkora volt a lelkesedék, hogy „a franciák azt hitték, Isten az angolok ellen van”. Egyre több egyszerű francia gondolta úgy, hogy egyfajta keresztes háború folyik a hódítók ellen.
A reims-i kitérő időt adott Bedfordnak Párizs felkészítésére az ostromra. Szeptember 8-án Johanna rohamot vezetett, de a franciák megzavarodtak, és otthagyták a falaknál a sebesült parasztlányt. Legyőzhetetlenségének hite elmúlt, és Károly elvonult Gienbe. Bedford ideiglenesen átadta a régensi és Párizs kormányzói posztját III. Fülöpnek. Johanna, miután felépült, októberben újabb hadjáratra indult a Loire felső részén. 1430. május 24-én egy burgundi katona foglyul ejtette Compiègne közelében. Novemberben átadták az angoloknak, akik 1431. május 30-án boszorkányság vádjával Rouenban megégették.

### Kifáradt ellenfelek
1429–1430-ban az angolok nagyon rosszul álltak. Elvesztettek számos kiváló parancsnokot, az északi városok egymás után álltak át a király oldalára, kiverték őket Champagne-ból, Normandiában lázadások törtek ki, és katonák sokasága dezertált. Károly azonban nem aknázta ki a helyzetet, és az angolok 1431 második felében ismét akcióba lendültek? visszavettek több várost és elfogták a kiváló francia parancsnokot, Jean Poton de Xaintrailles-t.

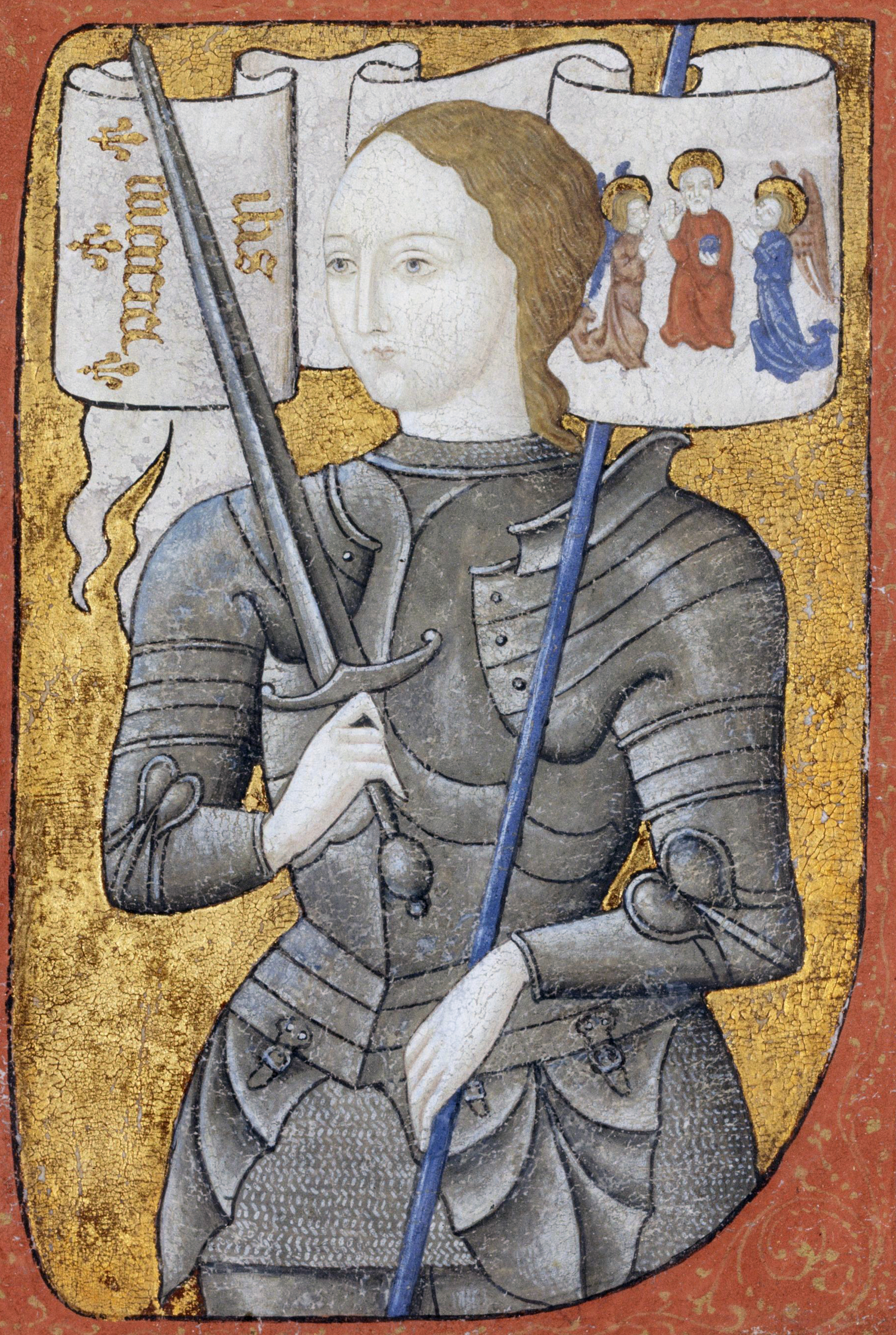
Az orléans-i szűz

A franciák Jeanne d’Arc által feltüzelt lelkesedése azonban elmúlt, a rettentő pusztítás és hiábavaló erőfeszítés hatására apátia lett úrrá rajtuk. A falvak elnéptelenedtek, a parasztok vagy meghaltak, vagy elmenekültek. Az erdőkben és magában Párizsban is haramiák garázdálkodtak, az emberek éheztek, esténként farkasok kóboroltak a főváros utcáin holttesteket, gyerekeket keresve. 1431 elején Bedford visszatért Párizsba. December 2-án bevonult a fővárosba a tízéves VI. Henrik, akit december 16-án Franciaország királyává koronázták a Notre-Dame-székesegyházban.
1432 márciusában a franciák visszafoglalták Chartres-t. Májusban Bedford ostromot indított Lagny ellen, ahonnan a franciák a Párizsba tartó szállítmányokat fosztogatták. Augusztus 10-én nyolcórás csata bontakozott ki a vár felmentésére érkező franciák és az angolok között, amelynek eredményeként Bedford csapatai visszavonultak. Az angolok vesztesége csak háromszáz ember volt, de a vereség súlyos csapás volt a tartásukra. November 14-én meghalt Bedford felesége, a burgundi herceg testvére, Anna.
1433 júniusban Bedford Angliába utazott, és a parlament felkérésének eleget téve elfogadta a királyi főtanácsadó posztját, és nem tért vissza a franciák közé. Vizsgálatot indított, amely kimutatta, hogy a kincstár hiánya a háromszorosa éves bevételének. A mezőgazdaság és a tengerentúli kereskedelem pangott, az adóbevételek visszaestek. Csak a calais-i helyőrség fenntartása 17 ezer fontba került, ami felemésztette a befolyó pénz felét. A rosszul vagy egyáltalán nem fizetett katonák rendszeresen fellázadtak a helyőrségekben.
A sötét kilátások ellenére 1434 az angolok számára kezdődött jobban: Arundel Anjou-ban ért el sikereket, Talbot pedig, akit kicseréltek Xaintrailles-re, elfoglalta többek között Gisorst, Joignyt és Clermont-t. A párizsiak hívására Bedford júliusban visszatért a fővárosba, ahol az a hír fogadta, hogy a normandiai parasztok fellázadtak, miután Richard Venables, egy angol szabadcsapat kapitánya legyilkoltatta egy falu teljes lakosságát. Bedford csapatai szétkergették a fosztogatókat, Venablest felakasztották. 1435 februárjában a burgundi herceg elérkezettnek látta az időt, hogy felmondja a szövetséget az angolokkal. Augusztusban az angolok, a franciák és a burgundiaiak béketárgyalást kezdtek Arrasban, amely azonban eredménytelenül ért véget, mivel az angolok látták, hogy a másik két partner együttműködik. Szeptember 14-én elhunyt Bedford, akit a roueni katedrálisban temettek el.

### Új szövetségesek

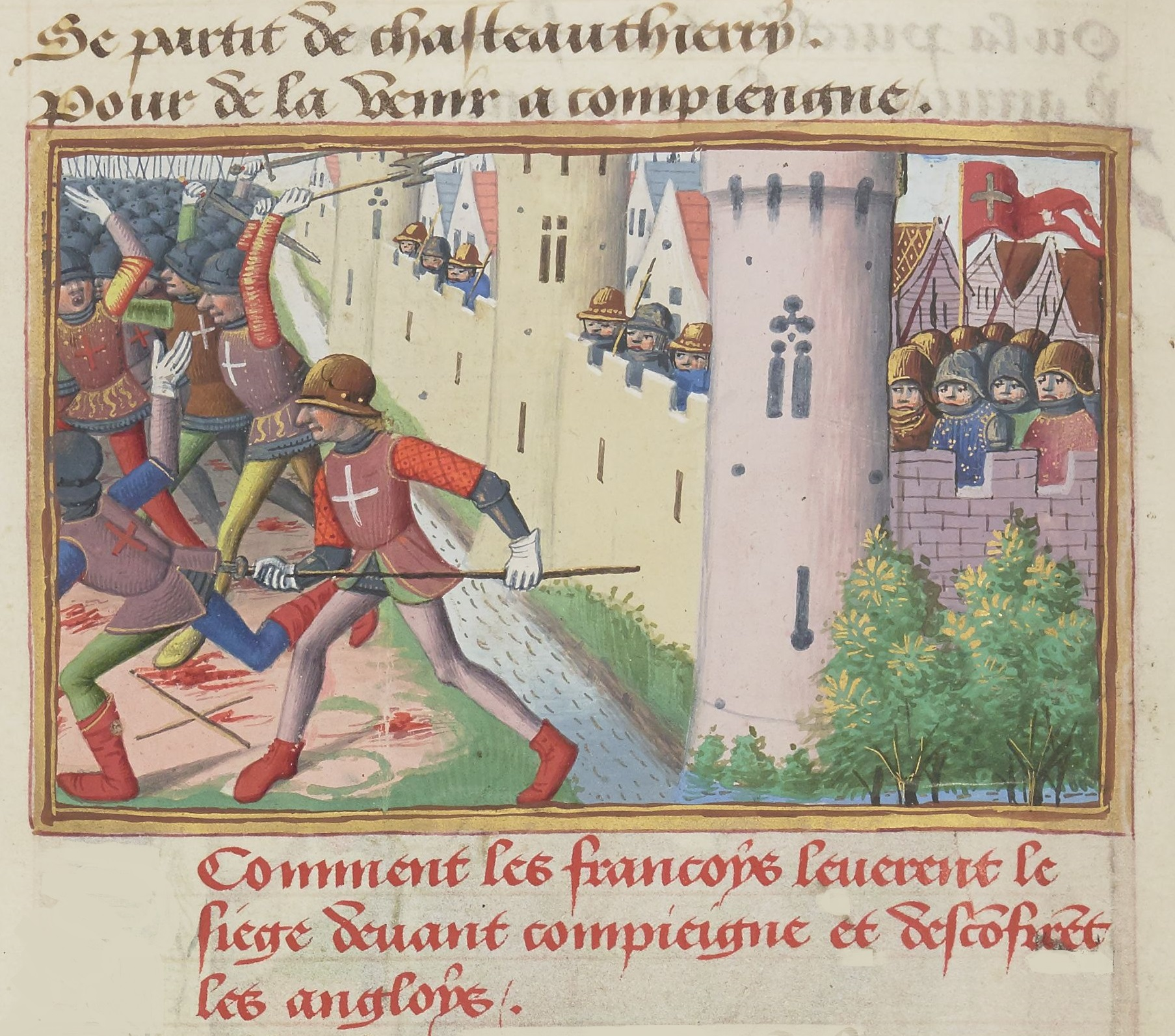
Compiègne ostroma

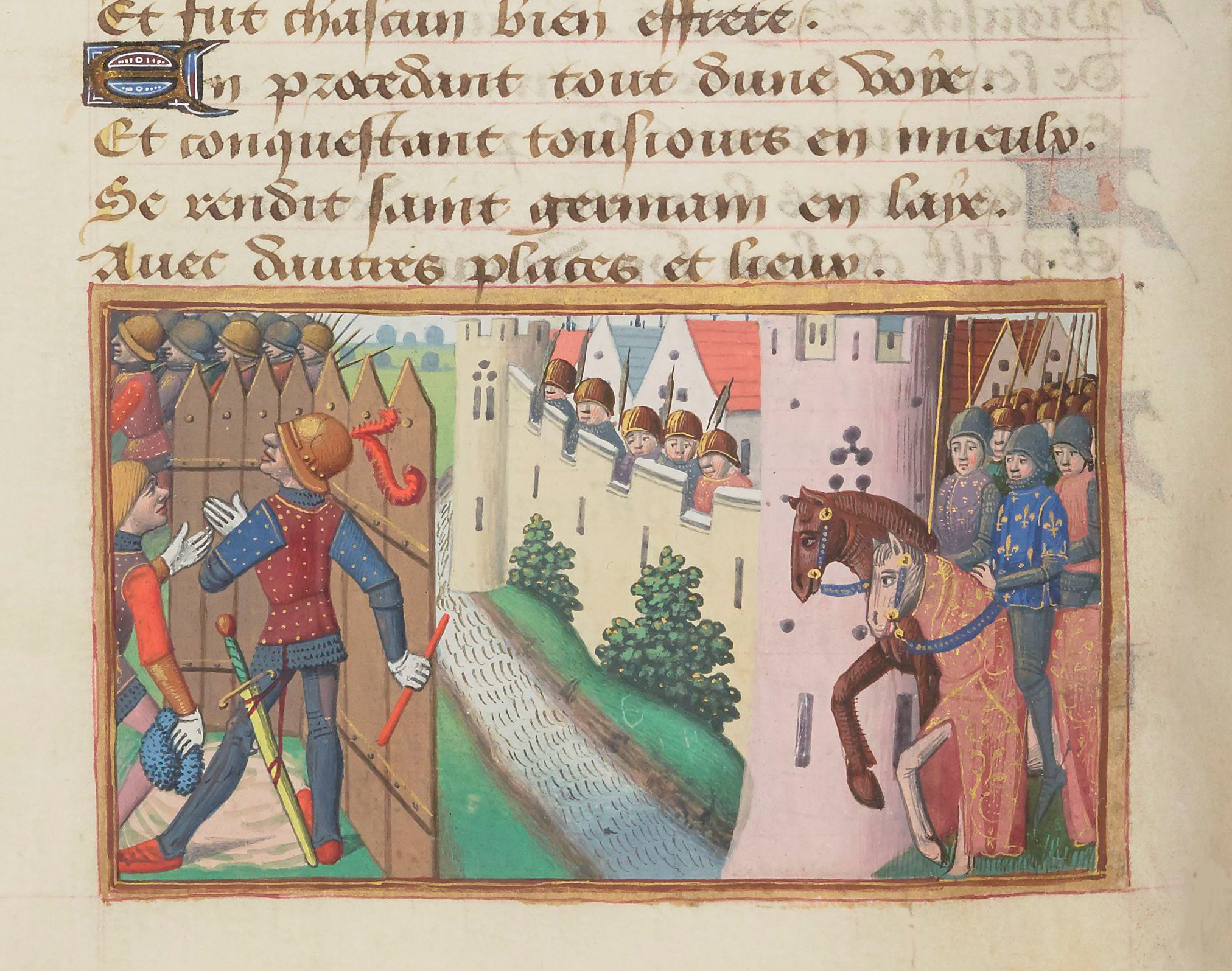
Harc Calais-ért

Kevesebb mint egy héttel Bedford halála után a burgundiaiak és a franciák aláírták az arrasi szerződést. Ebben III. Fülöp elismerte VII. Károlyt francia királynak, cserébe pedig nagy területeket kapott. Angliát megrázta a burgundi herceg árulása, amelyet lázadások követtek az angolok által ellenőrzött területeken: Dieppe, Fécamp és Herfleur elesett. 1436 februárjában ötezer francia katona vette körül Párizst. Április 13-án az éhező lakók beeresztették a franciákat a városba. Rövid harc után a helyőrség megadta magát.
1436 júliusában a burgundi csapatok megkezdték Calais ostromát, de augusztus 2-án partra szállt a felmentő sereg Glouchester vezetésével, és gyilkos chevauchée-t vezetett a hercegség területén, mélyen behatolva Flandriába. Több flamand város fellázadt Fülöp ellen, aki csak 1438-ban tudta leverni őket. Talbot elfoglalta Rist és Pontoise-t, Salisbury pedig bevette Ivryt.
1437 tavaszán Plantagenet Richárd yorki herceg váltotta Warwick grófját az angol sereg élén. Talbot folytatta hadjáratát, heves csatában átkelt a Somme-on, és felszabadította Tancarville-t. A franciák októberben elfoglalták Montereau-t, a Szajna felső folyásánál található utolsó angol erődöt. A következő évben a franciák megtámadták Gascogne-t, és a kasztíliai Rodrigo de Villandrando vezetésével súlyos pusztítást végeztek, viszont hiába ostromolták Bordeaux-t. 1439. júliusban a felek újabb békekonferenciára ültek össze, de az angolok nem engedtek trónigényükből, így a háború folytatódott.
1440 novemberében az angolok szabadon engedték az orléans-i herceget, aki az azincourt-i csata óta volt fogoly. Henry Beaufort bíboros, a kormány feje abban bízott, hogy a herceg lehet a régens, ha VII. Károly meghal, illetve segít tető alá hozni egy általános megállapodást. A herceg azonban hazatérése után a költészetnek szentelte magát, így az angolok csak a szabadságáért fizetett 40 ezer fonttal vigasztalódhattak. Októberben Talbot visszafoglalta Harfleurt. 1441. október 25-én VII. Károly hadai visszafoglalták a Párizst fenyegető Pontoise-t, amely az utolsó angol garnizon volt Île-de-France-ban.

### Az angol uralom végórái

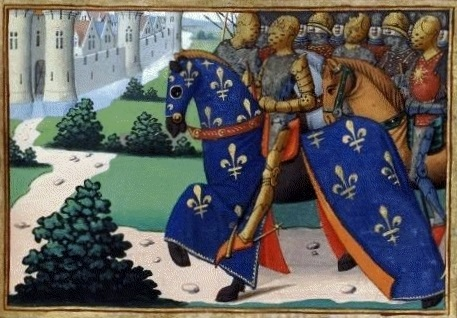
Francia csapatok Tartas előtt

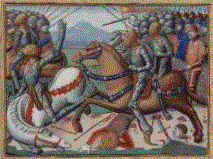
Lovasok összecsapása Gerberoynál

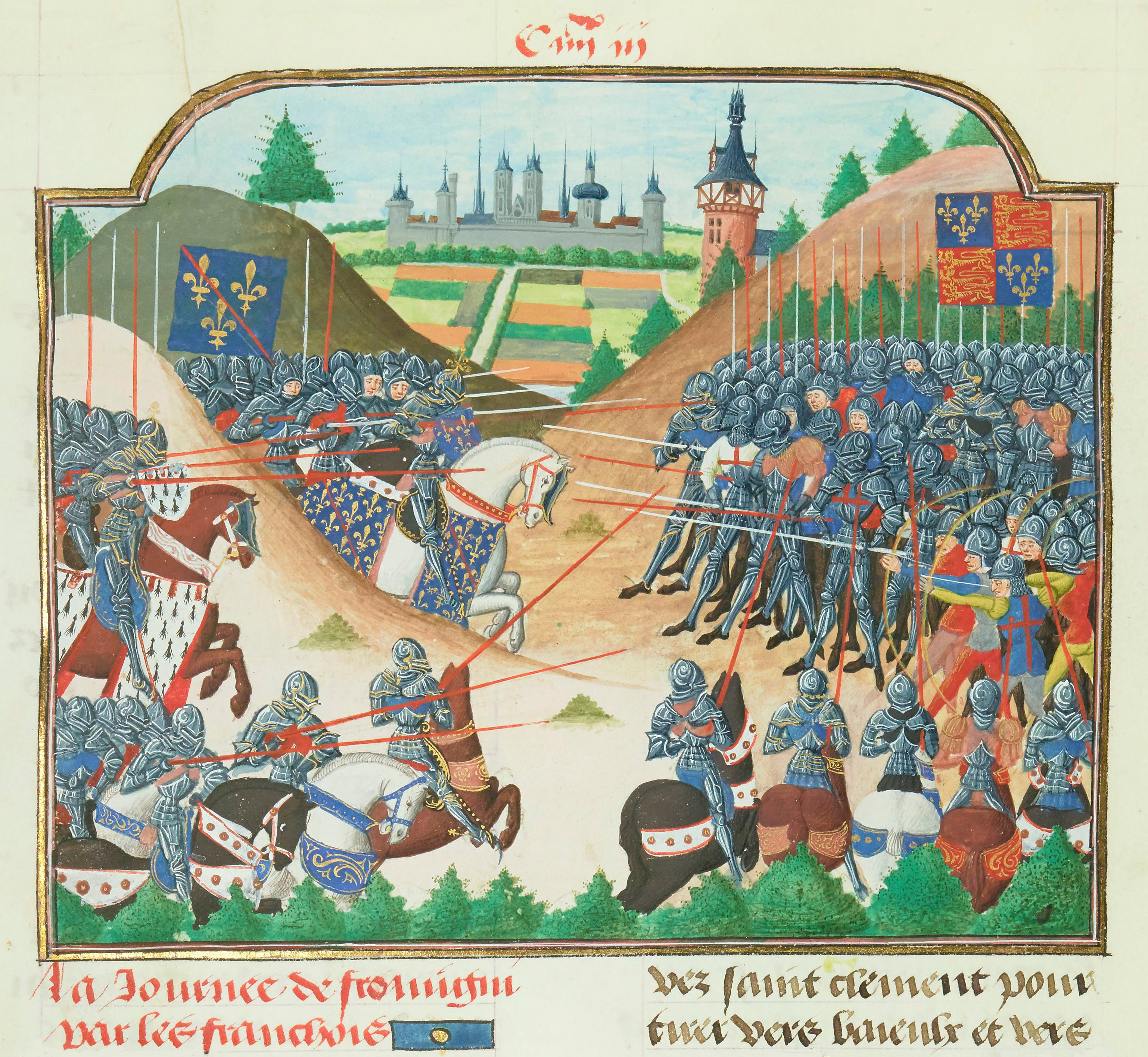
Csata Formignynél

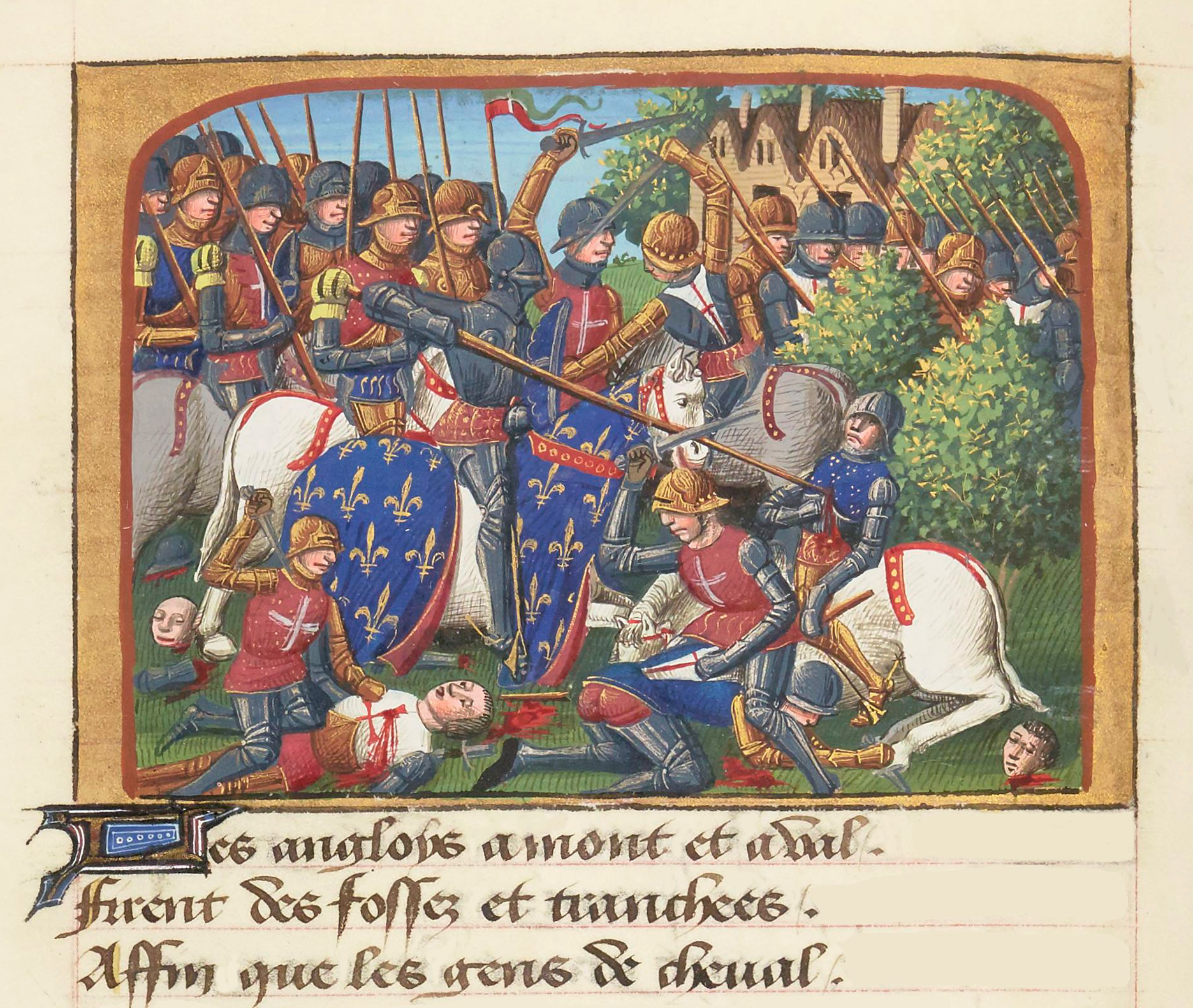
A formigny ütközet VII. Károly imakönyvében

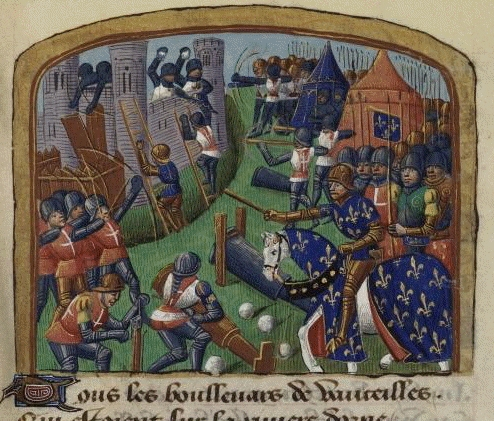
Caen francia ostroma

A franciák 1442 nyarán betörtek Gascogne-ba. Elfoglalták Tartast, Saint-Sever-t, Dax-ot és ismét La Réolét. 1443 áprilisában John Beaufort, Sommerset grófja lett az angol csapatok főparancsnoka, akit nagybátyja, Beufort bíboros neveztetett ki, hogy véget vessen York – őt és híveit beárnyékoló – sikereinek. Somerset grófja valószínűleg a háború legtehetségtelenebb vezetője volt. Hétezer katonával érkezett Cherbourg-ba, ahonnan kisebb fosztogató akciókat indított. Különösen titkolózó volt, nem avatott be senkit hadi terveibe, állítólag a következőket mondta: „Senki előtt nem leplezem le titkaimat. Ha az ingem ismerné azokat, elégetném.” Hamarosan visszatért Angliába, ahol köznevetség tárgya lett és az udvarból is kitiltották.
1444 elején William de la Pole, Suffolk hercege békeküldöttséget vezetett Franciaországba. Suffolk kétéves fegyverszünetet kért, amelyért titokban Maine-t ajánlotta, valamint megszerezte Anjou Margit kezét királyának. Míg Angliában idegenellenes indulatokat váltott ki a frigy, a Csatorna túlpartján élők megkönnyebbülten vették tudomásul a Toursban megkötött fegyvernyugvást. VI. Henrik és Anjou Margit 1445-ben házasodott össze. Amikor kiderült, hogy a herceg felajánlotta Maine-t a franciáknak, elkeseredett dühöt váltott ki. Ennek ellenére 1445. május 22-én Henrik titokban levelet írt VII. Károlynak, amelyben megígérte, hogy következő év áprilisában átadja a régiót.
A kiszivárgott hírek indulatokat kavartak, amit kihasználva Beaufort bíboros lázadás vádjával börtönbe záratta Humphreyt, Gloucester hercegét 1447. február 18-án. A király nagybátyja öt nap múlva meghalt. Visszahívták Franciaországból Yorkot, aki jogot formálhatott volna a trónra, és Írország kormányzójának nevezték ki. Yorkot Edmund Beaufort, Somerset hercege váltotta. Július 28-án Henrik utasítást adott ki Le Mans átadásáról, amely 1448. március 29-én megtörtént. A fegyverszünetet 1450 áprilisáig kiterjesztették. A franciák azonban nem olvasták el alaposan a dokumentumot, amelyben az angolok saját vazallusukként tüntették fel a francia király hűbéresét, Bretagne hercegét. Ennek az volt az oka, hogy az angolok a békeszerződés megsértése nélkül akartak hadakozni a hercegséggel szükség esetén.
Míg Angliában a kincstár kongott az ürességtől, VII. Károly ismételten bevezetett egy régi adónemet, amely még II. János uralkodása alatt szolgált pénzbehajtásra. A vártnál több pénzt sikerült beszedni, és Jacques Coeurnak köszönhetően, aki az udvar pénzügyeiért volt felelős, mindig volt likvid forrás a kiadások fedezésére. Károly már 1445-ben megkezdte az új egységekbe szervezett, megreformált hadsereg felállítását. A legfontosabb változtatás az volt, hogy ezek a katonák békeidőben is rendelkezésre álltak, nem kellett őket veszély esetén hirtelen összetrombitálni. A meglévő lovasságot húsz nagy egységbe (compagnies d’ordonnance) olvasztotta. Ezek a századok száz-száz szakaszból álltak, amelyek mindegyikébe egy nehézlovas és öt könnyű fegyverzetű katona tartozott. A gyalogságot nyolcezer íjászból állították fel, az önkéntesek adómentességet kaptak. Károly kora leghatékonyabb tüzérségét állította fel Jean és Gaspard Bureau irányításával. A hivatásos hadsereg hatalmas helyzetelőnyt jelentett az angolok szerződéses katonáival szemben.

### Normandia visszafoglalása
Az angolok Maine kiürítése után megostromoltak két Breton várat. Károly tiltakozott, de azt a választ kapta, hogy ez angol belügy. Somerset 1449 márciusában felbérelt egy aragóniai zsoldosvezért, François de Surienne-t, hogy fossza ki a gazdag breton várost, Fougèrest. A breton herceg francia segítséget kért. Július 31-én Károly közölte, hogy nem tekinti magára nézve kötelezőnek a békeszerződést, és harmincezer katonát küldött Normandiába, akik három irányból támadtak. A francia csapatokat Jean de Dunois gróf vezette.
Somerset, ahelyett, hogy megpróbálta volna kicsi hadseregét egy helyre koncentrálni, azt parancsolta, hogy vonuljanak vissza a várakba. Az angol erősségek, köztük Pont-Audemer, Lisieux, Verneuil, Mantes, Vernon és Saint-Lô, sorban elestek. Számos helyen a normandiaiak maguk engedték be a franciákat a városfalak mögé. Októberben a franciák elfoglalták Rouent, miután a szabad elvonulás fejében Somerset megadta magát. A télen a franciák elfoglalták Harfleurt, Honfleurt, Fresnoy-t, számos várat pedig a megvesztegetett kapitányok adtak át. 1450 tavaszán az angolok már csak a Cherbourg-félszigetet tartották ellenőrzés alatt.
A Normandia elleni invázió váratlanul érte az angolokat, sebtiben csapatokat kezdtek összegyűjteni, de csak 1450. március 15-én szállt partra Sir Thomas Kyriell 2500 embere. A parancs ellenére nem indult Bayeux felszabadítására, hanem megkezdte Vacognes ostromát. Kyriell a helyi angol erősségekből újabb katonákat kapott, így serege négyezer fősre duzzadt. Április 12-én megindult Bayeux felé. Három nap múlva a francia erők elállták az útját Formignynél. Arthur de Richemont hadseregparancsnok és Jean de Bourbon, Clermont grófjának csapatai súlyos vereséget mértek az angolokra, akik szinte valamennyien, 3774-en holtan maradtak a csatamezőn.
Júniusban Sommerset három hét ostrom után feladta Caent, és Calais-ba vonult vissza. Falaise július 21-én kapitulált, cserébe a franciák szabadon bocsátották Talbotot. Domfront a hónap utolsó napján adta meg magát. Augusztus 12-én hosszan tartó ágyúzás után Cherbourg védői is megadták magukat, így a franciák, a Csatorna-szigetek kivételével, egész Normandiát elfoglalták.

### Az utolsó angol hadjárat
Az angol kormányzat 1445 és 1449 közötti hanyag, korrupt, becstelenségekkel tarkított tevékenységének eredményeként a franciaországi birtokokról ezrek menekültek el hátrahagyva vagyonukat, sokuk aztán nincstelenként tengődött Angliában. Normandia bukása óriási kormányellenes felháborodást váltott ki. A feldühödött tömeg 1450. január 9-én megölte Adam Moleynst, Chichester püspökét, a titkos pecsét korábbi őrét. Január 28-án az alsóház követelésére William de la Pole-t, Suffolk hercegét a Towerbe zárták.

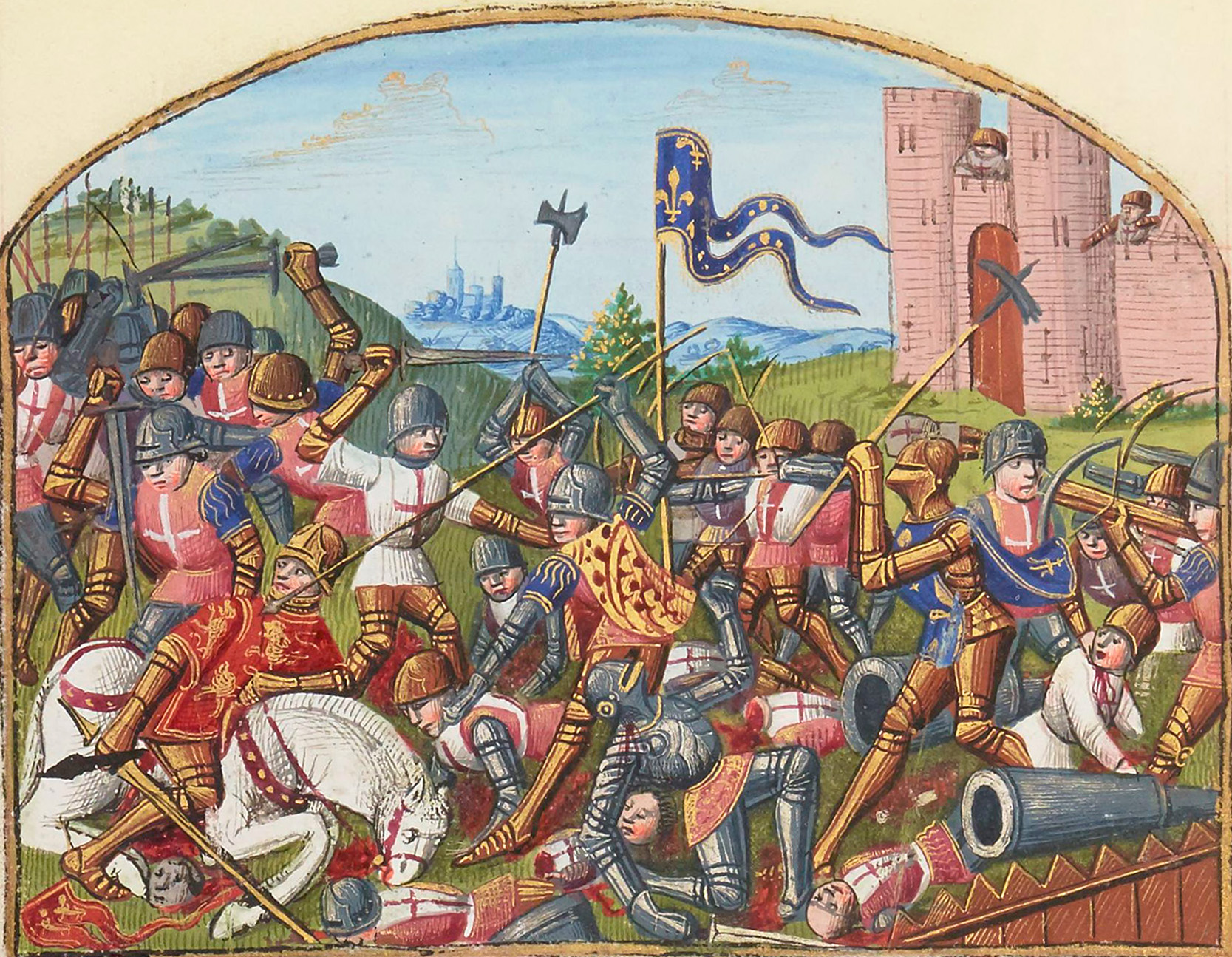
A castilloni csata

Henrik, hogy megmentse Suffolk életét, száműzte őt, de útban Calais felé a csőcselék feltartóztatta, és megölte. Az udvar megtorlással fenyegetőzött, mire kitört a kormányellenes Jack Cade-lázadás. Június 29-én meglincselték Suffolk másik társát, William Ayscough-t, Salisbury püspökét. Somerset hercegét ellenfelei megvádolták Normandia elvesztésével, és egy időre börtönbe került, de a királyné visszahelyezte őt a hatalomba.
Eközben VII. Károly az utolsó csapásra, Gascogne visszafoglalására készült, amely nehezebb falatnak tűnt, mint Normandia, hiszen háromszáz éve az angolok felügyelték. A franciák stratégiája a normandiaihoz hasonló volt, három kisebb hadsereggel támadtak 1450 őszén. IV. Gaston foix-i gróf az Adour völgyében 15 várost foglalt el Bayonne körül, míg Jean de L'Aigle, Penthiévre grófja a Dordogne völgyében harcolt, és októberben bevette Bergeracot, majd Bazast. 1451 áprilisában az orléans-i herceg elfoglalta Blaye-t, Fronsacot és Saint-Émiliont. A partoknál francia, breton és spanyol hajók cirkáltak, teljesen elszigetelve Bordeaux-t. Gascogne fővárosa június 30-án megadta magát. Augusztus 20-án elesett Bayonne is. A gyors francia győzelmeket jelentősen elősegítették az új ágyúk, valamint több várparancsnok és polgármester árulása. A gascogne-iak hamar meggyűlölték a megszálló katonákat, akik ugyanolyan kegyetlenül viselkedtek, mint az angolok Normandiában.
1452. október 17-én Médocban Soulacnál partra szállt Talbot háromezer fős serege. A franciák Normandiában vártak rá, így akadálytalanul haladt előre. A bordeaux-iak, ahogy azt követeik korábban jelezték Somersetnek, fellázadtak a helyőrség ellen. Október 21-én az angolok bevonultak a városba. Nyugat-Gascogne felkelt, és elűzte a franciákat. A télen újabb háromezer katona érkezett Angliából. VII. Károly a telet arra használta fel, hogy felállítson egy olyan hadsereget, amely nyílt csatában képes legyőzni az angolokat. Főparancsnoknak Károly clermont-i grófot nevezte ki.
1453 tavaszán ismét három francia sereg tört be Gascogne-ba, és valamennyi Bordeaux felé haladt, elfoglalva az útba eső angol erősségeket. Július elején a franciák megkezdték Castillon ostromát. A gascogne-iak sürgetésére Talbot elindult a kisvároshoz, és július 17-én megütközött a jóval nagyobb francia haddal. A castilloni csatát – jelentős részben a háború során először tömegével bevetett kézi tűzfegyvereknek köszönhetően – a franciák nyerték. Az angolokat lemészárolták, elesett Talbot is. Bordeaux október 19-én megadta magát, és a százéves háború befejeződött.

## A háború után

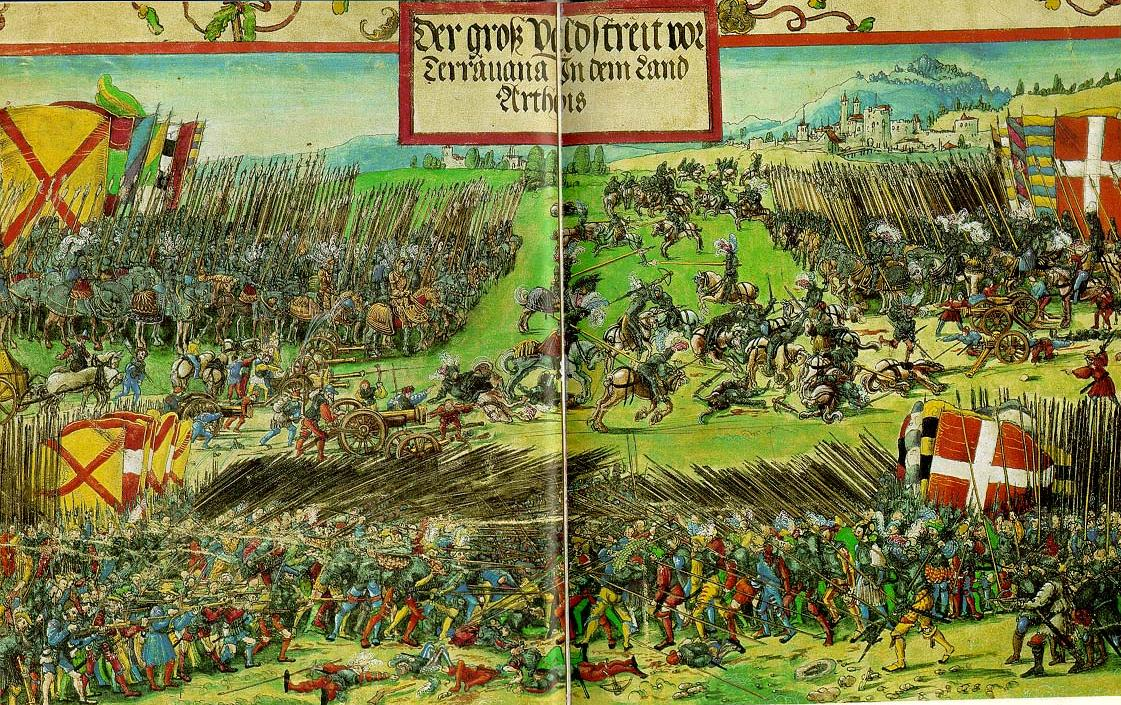
A guinegatte-i csata Georg Lemberger képén

Békeszerződés hiányában a kortársak nem tudhatták, hogy a százéves háború véget ért. A franciák még hosszú időn át készültek egy angol invázióra, amelyre azonban Anglia nem volt képes belviszályai miatt. 1453 augusztusában VI. Henrik idegösszeomlást kapott, és Richárd, York hercege átvette a hatalmat Somerset hercegétől. Két év múlva a király felépült, és visszahelyezte pozíciójába Somersetet, ami a hosszú angol dinasztikus összecsapás-sorozat, a rózsák háborújának nyitánya volt. Mindkét oldalon számos franciaországi veterán vett részt a harcban, amely több mint három évtizedre meghatározta az angol politikát, és elpusztította az ország legkiválóbb hadvezéreit.
Franciaország teljesen kimerült a hosszú háborúban, amelynek során a katonák, rablóbandák újra és újra feldúlták a vidéket, elrabolva az értékeket, megölve az embereket, elpusztítva az épületeket, a termést. Egyes régiók teljesen elnéptelenedtek. A francia kormányzat mindazonáltal képes volt annyi adót beszedni, hogy fenntartsa az állandó hadsereget. A százéves háború egyik fontos hatása a patriotizmus és a nemzettudat megjelenése volt a két országban, elsősorban Angliában. A Valois-ház nemcsak az angolok, hanem saját ellenzéke felett is győzelmet aratott, és megkezdődött a francia országrészek beolvasztása egyetlen államba.
Az angolok hosszú időn át nem tudtak beletörődni a Csatornán túli területek elvesztésébe. 1475. július 4-én az angolok partra szálltak Calais-nál, és a megígért burgundi segítség nélkül egyedül törtek be Champagne-ba. Augusztus 29-én megkötötték a picquignyi békét, és a kialkudott pénz ellenében elvonultak. VIII. Henrik angol király csapatokat küldött a Francia Királyságba, amelyek 1513-ban a guinegatte-i csatában legyőzték a franciákat. A rövid hadjárat 1518-ban békekötéssel zárult. 1558-ban elesett az utolsó angol helyőrség, Calais. Ennek ellenére az angol uralkodók címei között 1802-ig, az amiens-i szerződés megkötéséig szerepelt a Franciaország királya vagy királynője titulus.